# Użytkownicy samolotów F-16

Użytkownicy F-16 na świecie

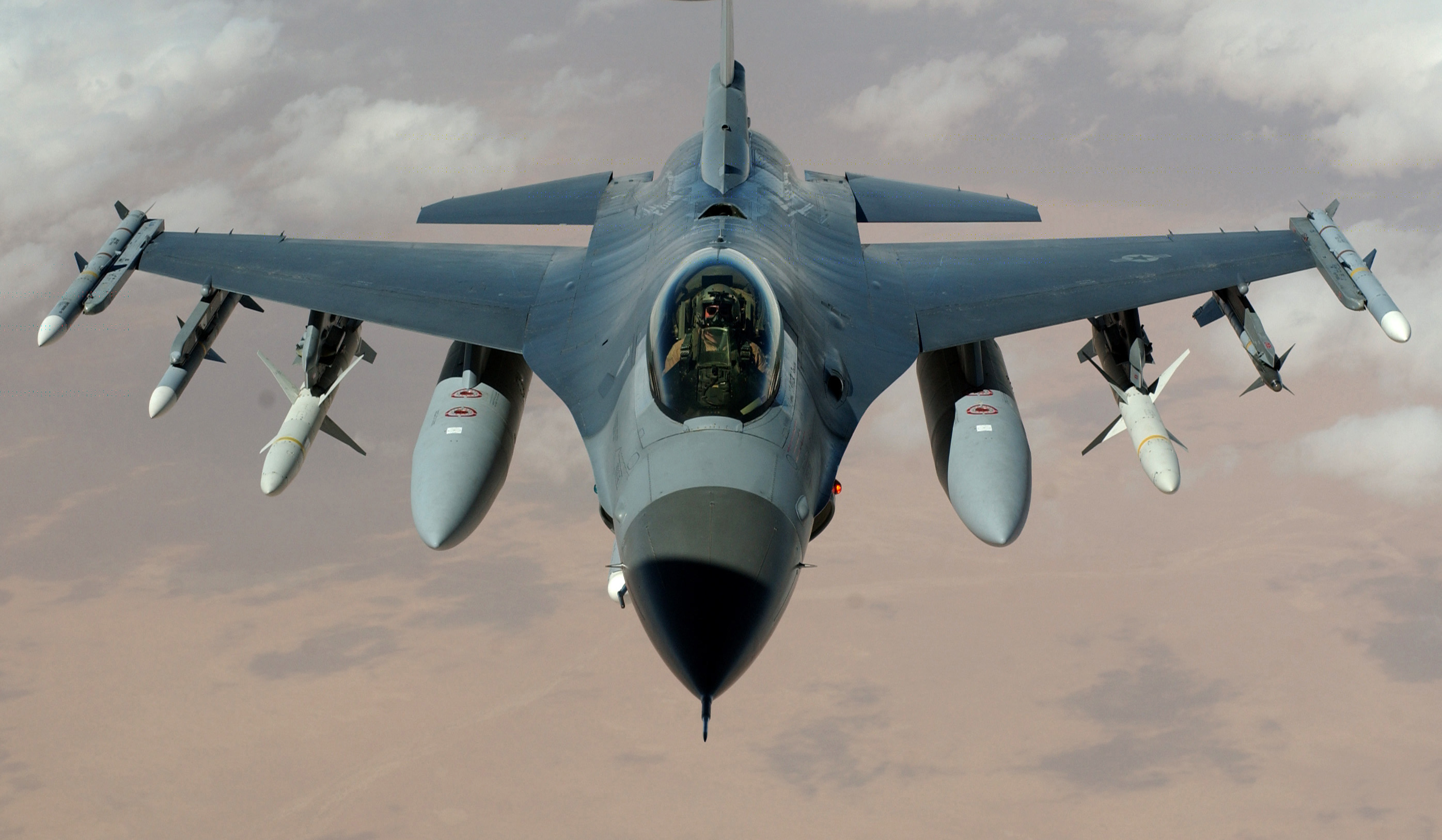
F-16 Fighting Falcon nad Irakiem, 2003

General Dynamics F-16 Fighting Falcon (ang. Walczący Sokół) – samolot wielozadaniowy zbudowany przez amerykańską wytwórnię General Dynamics, a od lat 90. produkowany przez koncern zbrojeniowy Lockheed Martin. Produkowany od drugiej połowy lat 70. do chwili obecnej F-16, jest użytkowany przez siły powietrzne 25 krajów, w tym Polski (pierwsze dostawy miały miejsce 8 listopada 2006 roku). Do końca 2012 wyprodukowano 4500 egzemplarzy.

## Bahrajn
W marcu 1987 Bahrajn podpisał kontrakt na dostawę 8 F-16C Block 40 i 4 F-16D Block 40. Pierwszy z nich dotarł do bazy Szejk Isa w maju 1990. Samoloty te brały czynny udział w operacji „Pustynna Burza”. Bahrańskie F-16C/D Block 40 wchodzą w skład 1 Dywizjonu Myśliwskiego 1 Skrzydła Myśliwskiego Royal Bahraini Air Forces.

### F-16C Block 40
- od 90-0028 do 90-0029 (101, 103) – 2 – Block 40D;
- od 90-0030 do 90-0035 (105, 107, 109, 111, 113, 115) – 6 – Block 40E;
- od 91-0025 do 91-0032 (dane niepewne) – 8 – Block 40F.

### F-16D Block 40
- od 90-0036 do 90-0039 (150, 152, 154, 156) – 4 – Block 40D;
- od 91-0033 do 91-0036 (dane niepewne) – 4 – Block 40F.

## Belgia
Belgijskie Siły Powietrzne

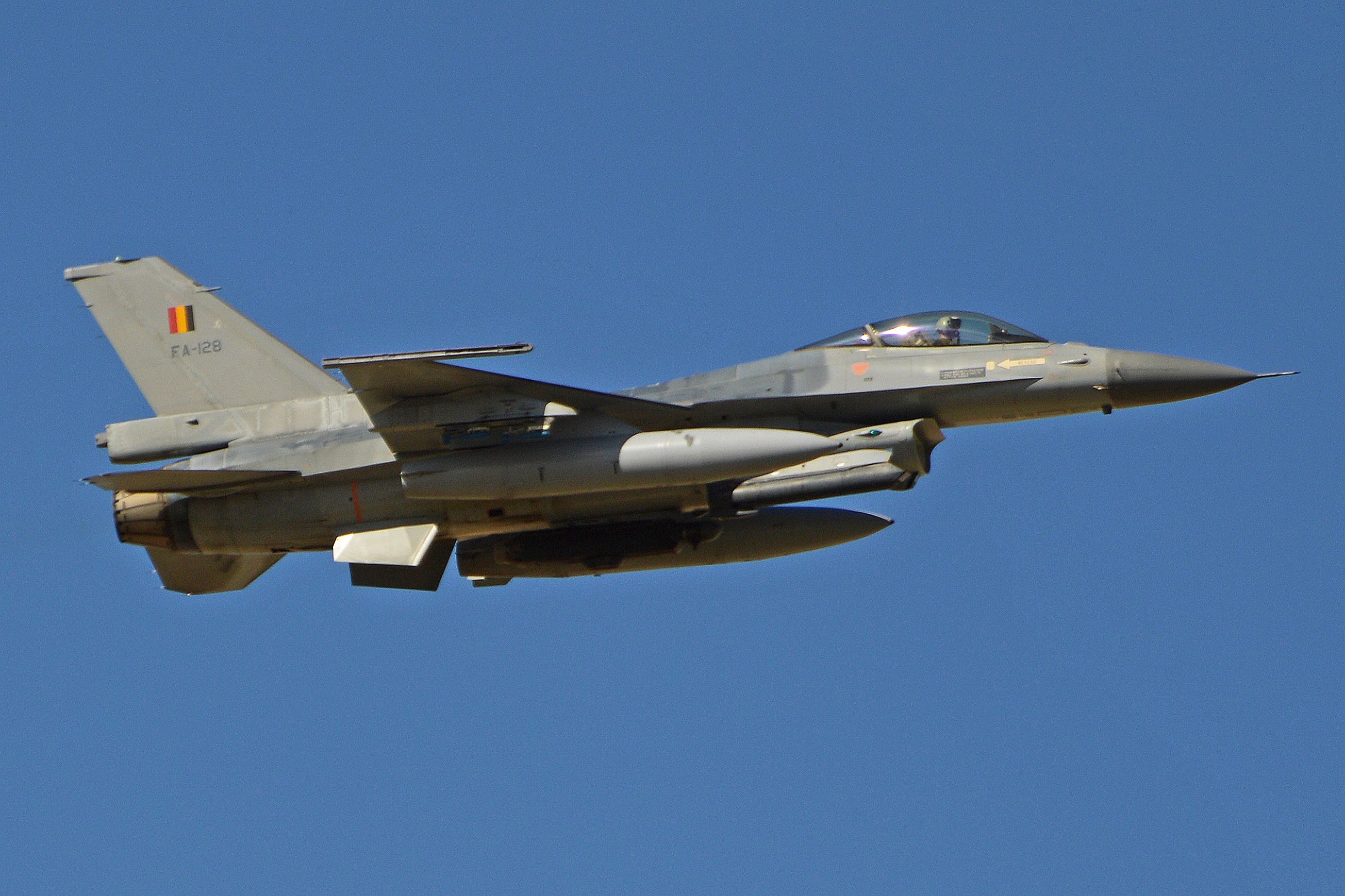
Belgijski F-16A Block 20 MLU

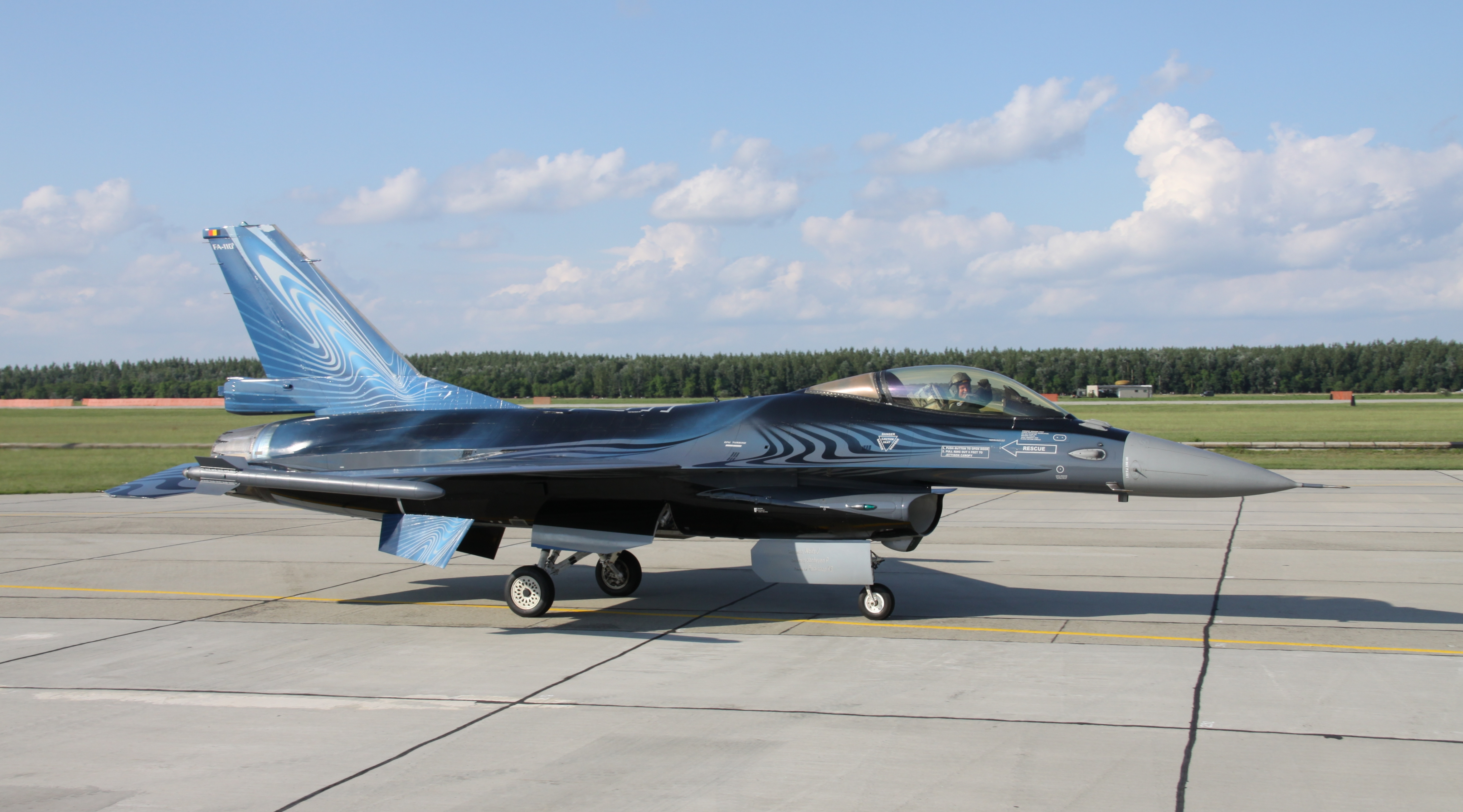
Maszyna demonstracyjna – belgijska F-16 Solo Display Team (istnieje także holenderska)

Pierwszy z zamówionych początkowo 96 F-16A i 20 F-16B został dostarczony Belgijskim Siłom Powietrznym w styczniu 1979. Pierwsza jednostka osiągnęła gotowość operacyjną w styczniu 1981. W 1983 zamówiono dodatkowe 40 F-15A-15 OCU i 4 F-15B-15 OCU. Spośród wcześniej dostarczonych, 55 F-16A i 12 F-16B należy do Block 10 (w tym przebudowane z A-1 i A-5), pozostałe to Block 15. W lotnictwie belgijskim na F-16 latają trzy skrzydła: 1., 2. i 10.
1. Skrzydło z Beauvechain składa się z 349. i 350. Dywizjonu i lata na F-16 od stycznia 1981. 2. Skrzydło ma dywizjony 1. i 2., bazuje we Florens. 10. Skrzydło z Kleine-Brogel ma dywizjony 23. i 31. Wszystkie te jednostki spełniają zarówno rolę myśliwskich, jak i myśliwsko-bombowych. W końcu lat 90. rozwiązano 1. Skrzydło, a jego dywizjony włączono do dwóch pozostałych skrzydeł: 349. – do 10. Skrzydła, a 350. – do 2. Skrzydła. W latach 1998–2000 349. Dywizjon wyposażono w F-16A/B MLU
(160 F-16 A/B, wyprodukowanych w Belgii)

### F-16A Block 1
- od 78-116 do 78-132 (od FA-01 do FA-17) – 17 – SABCA.

### F-16B Block 1
- od 78-0162 do 78-0167 (od FB-01 do FB-06) – 6 – SABCA.

### F-16A Block 5
- od 78-133 do 78-140 (od FA-18 do FA-25) – 8 – SABCA.

### F-16B Block 5
- od 78-168 do 78-171 (od FB-07 do FB-10) – 4 – SABCA.

### F-16A Block 10
- od 78-141 do 78-145 (od FA-26 do FA-30) – 5 – Block 10 SABCA;
- od 78-146 do 78-152 (od FA-31 do FA-37) – 7 – Block 10A SABCA;
- od 78-153 do 78-158 (od FA-38 do FA-43) – 6 – Block 10B SABCA;
- od 78-159 do 78-161 (od FA-44 do FA-46) – 3 – Block 10C SABCA;
- od 80-3538 do 80-3540 (od FA-47 do FA-49) – 3 – Block 10C SABCA;
- od 80-3541 do 80-3546 (od FA-50 do FA-55) – 6 – Block 10D SABCA.

### F-16B Block 10
- 78-172 (FB-11) – 1 – Block 10A SABCA;
- 78-173 (FB-12) – 1 – Block 10B SABCA.

### F-16B Block 15
- 80-3588 (FB-13) – 1 – Block 15B SABCA;
- od 80-3589 do 80-3592 (od FB-14 do FB-17) – 4 – Block 15D SABCA;
- od 80-3593 do 80-3595 (od FB-18 do FB-20) – 3 – Block 15F SABCA;
- 87-0001 (FB-21) – 1 – Block 15AA OCU SABCA;
- 88-0048 (FB-22) – 1 – Block 15AC OCU SABCA;
- 88-0049 (FB-23) – 1 – Block 15AE OCU SABCA;
- 89-0012 (FB-24) – 1 – Block 15AE OCU SABCA.

## 

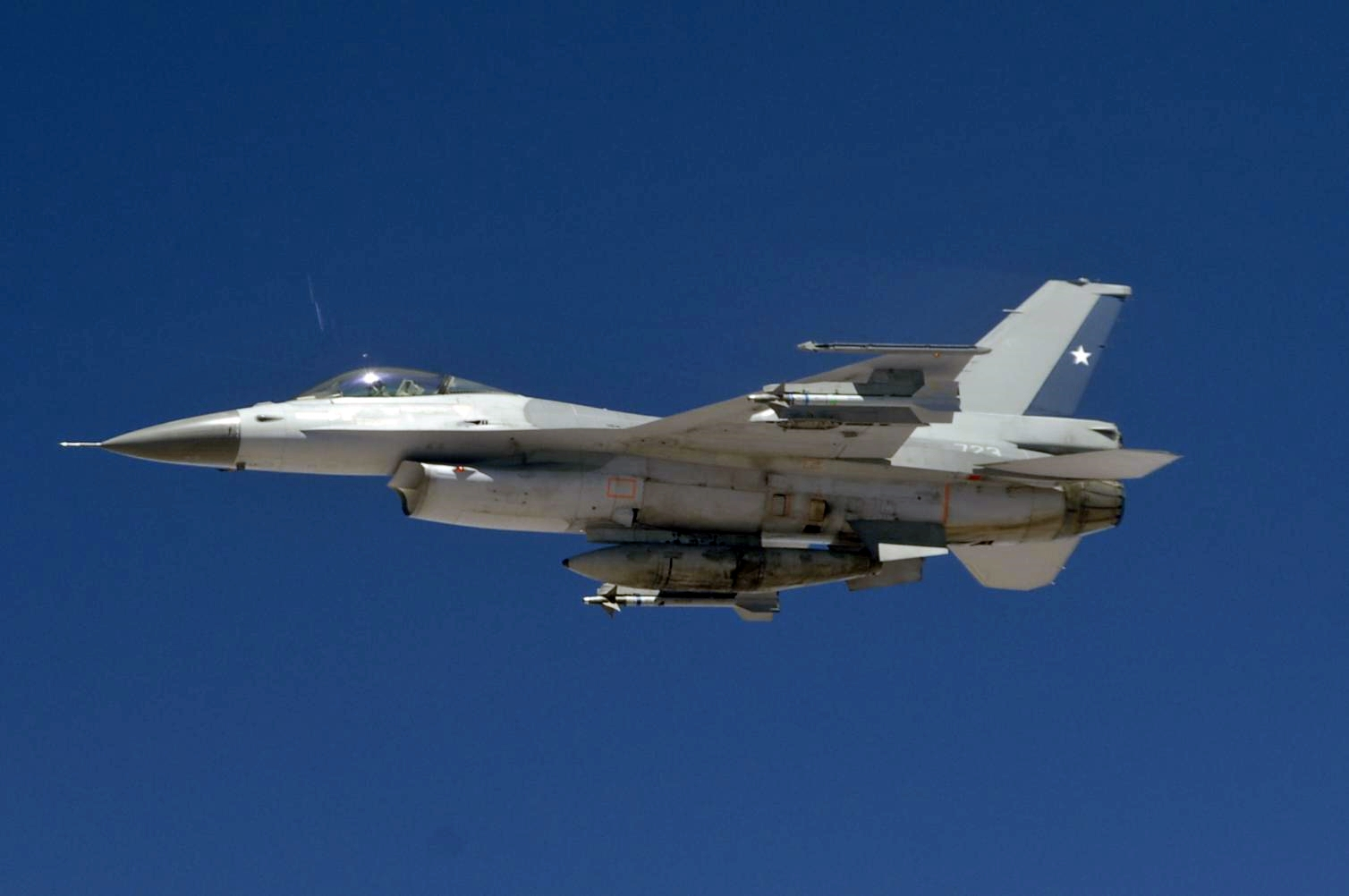
Chilijski F-16AM

## Chile
Fuerza Aérea de Chile

### F-16C Block 50+
- od 02-6030 do 02-6035 (od 851 do 856) – 6 – Block 50+.

### F-16D Block 50+
- od 02-6036 do 02-6039 (od 857 do 860) – 4 – Block 50+.

### F-16A Block 20 MLU
- ex-holenderskie (od 721 do 731) – 11 – Block 20 MLU;
- ex-holenderskie (od 741 do 758) – 18 – Block 20 MLU.

### F-16B Block 20 MLU
- ex-holenderskie (od 732 do 738) – 7 – Block 20 MLU.

(10 F-16C/D, 36 F-16AM/BM)

## Dania
Królewskie Duńskie Siły Powietrzne

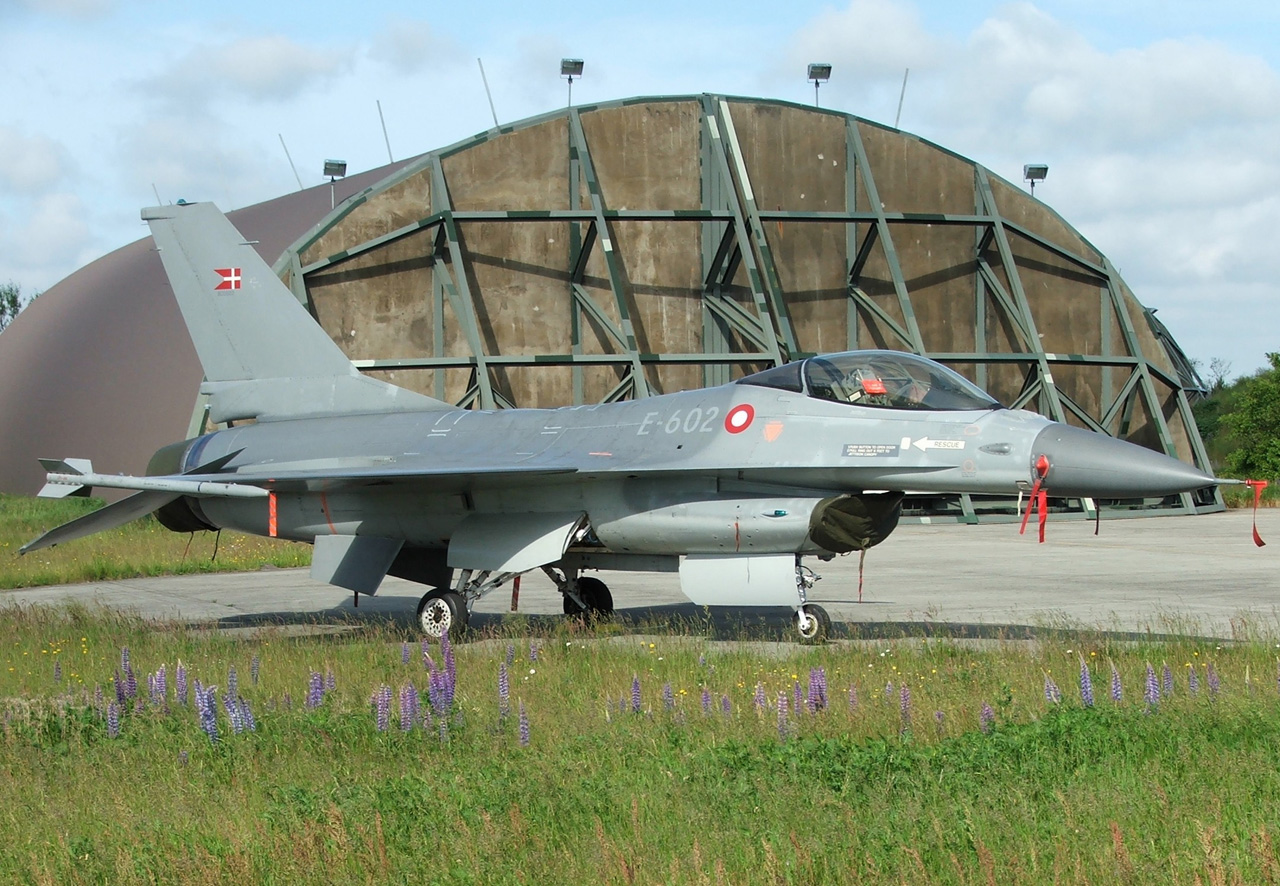
F-16 Fighting Falcon w barwach Danii

W Danii na F-16 latają od 1980 cztery dywizjony o podwójnym, myśliwskim i myśliwsko-bombowym przeznaczeniu, wchodzące w skład Flyvevåbnet. Pierwsze 46 F-16A i 12 F-16B dla Danii wyprodukowały zakłady SABCA w Belgii. Były wśród nich 16 F-16A-15 i 4 F-16B-15. Pozostałe to starsze serie, wszystkie doprowadzone do standardu Block 10. W 1984 Dania zamówiła kolejne 8 F-16A i 4 F-16B. Samoloty te w wariancie Block 15 OCU dostarczył Fokker. Ponadto w drugiej połowie lat 90. Otrzymano jeszcze 3 F-16A Block 15 od US National Guard. Dwa dywizjony F-16A/B latają w Aalborgu. Są to dawne dywizjony myśliwskie 723. i 726., które w 1983 wymieniły swoje F-104G na „szesnastki”. Dłużej nowymi samolotami dysponują dwa dawne dywizjony myśliwsko-bombowe z bazy Skrydstrup – 727. i 730. Tu F-16A/B wyparły samoloty F-100D. Wszystkie duńskie F-16A/B OCU znajdują się w 726. Dywizjonie, pozostałe trzy używają starszych samolotów.
(77 F-16A/B)

### F-16A Block 15
- od 80-3596 do 80-3597 (od E-596 do E-597) – 2 – Block 15 SABCA;
- od 80-3598 do 80-3602 (od E-598 do E-602) – 5 – Block 15B SABCA;
- od 80-3603 do 80-3606 (od E-603 do E-606) – 4 – Block 15D SABCA;
- od 80-3607 do 80-3609 (od E-607 do E-609) – 3 – Block 15F SABCA;
- od 80-3610 do 80-3611 (od E-610 do E-611) – 2 – Block 15H SABCA;
- 82-1024 (E-024) – 1 – Block 15P (przekazany z USAF);
- 83-1075 (E-075) – 1 – Block 15Q (przekazany z USAF);
- 83-1107 (E-107) – 1 – Block 15S (przekazany z USAF);
- od 87-0004 do 87-0007 (od E-004 do E-007) – 4 – Block 15AA OCU Fokker;
- 87-0008 (E-008) – 1 – Block 15AC OCU Fokker;
- od 88-0016 do 88-0018 (od E-016 do E-018) – 3 – Block 15AC OCU Fokker.

### F-16B Block 15
- 80-3612 (ET-612) – 1 – Block 15 SABCA;
- 80-3613 (ET-613) – 1 – Block 15B SABCA;
- 80-3614 (ET-614) – 1 – Block 15F SABCA;
- 80-3615 (ET-615) – 1 – Block 15Q SABCA;
- od 86-197 do 86-199 (od ET-197 do ET-199) – 3 – Block 15Y OCU Fokker;
- 87-0022 (ET-022) – 1 – Block 15Y OCU Fokker.

## Egipt
Egipskie Siły Powietrzne

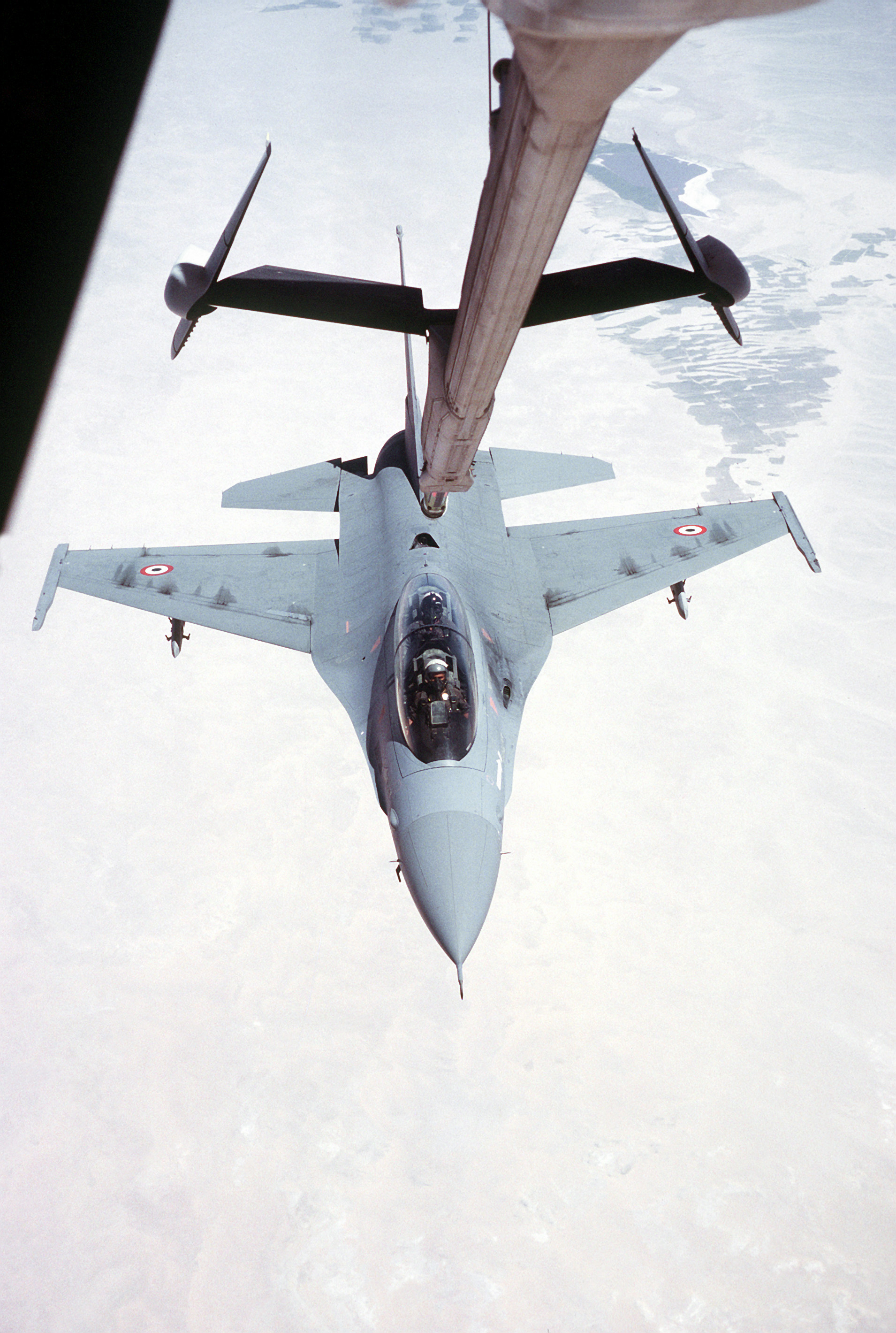
Egipski F-16 podczas tankowania w powietrzu

W marcu 1982 Egipt odebrał pierwsze maszyny z zakupionych wówczas 34 F-16A-15 i 6 F-16B-15. Weszły one do uzbrojenia dwóch eskadr, 72. i 74., należących do 232 Pułku Myśliwskiego z An Shas (egipskie lotnictwo było zorganizowane na wzór sowiecki, do dziś pozostały w nim pułki składające się z eskadr). W październiku 1986 do Egiptu przyleciały pierwsze z 34 F-16C-32 i 6 F-16D-32. Od 1986 r. na samolotach tych lata 242. Pułk w Beni Suef (68. i 70. Eskadry). W 1991 doszły kolejne: 34 F-16C-40 i 6 F-16D-40, uzupełnione w trzy lata później 1 F-16C-40 i 5 F-16D-40. Na tych samolotach lata 262. Pułk w Abu Suwair (60. i 64. Eskadry). Ostatnie z zamówionych dla Egiptu samolotów, 34 F-16C-40 i 6 F-16D-40 zbudowały tureckie zakłady lotnicze TUSAS. Dostarczono je w 1994 do 272. Pułku w Genacklis (75. i 77. Eskadra). Razem Egipt otrzymał 220 F-16 (42 F-16A/B-15, 40 F-16C/D-32 i 138 F-16C/D-40). W 2010 zakontraktowano 20 F-16 Block 52+, z terminem dostaw w 2013 roku. Te samoloty będą już siódmą partią dostaw F-16 do Egiptu, o nazwie Peace Vector VII. Z samolotami nie zostanie dostarczone nowoczesne uzbrojenie, na które nie zgodził się Izrael, z tego powodu Egipt wykorzystuje tylko starsze pociski AIM-9 Sidewinder i AIM-7 Sparrow oraz niekierowane bomby serii Mark 80. 31 stycznia 2013 część z senatorów USA próbowała zablokować dostawy samolotów (i czołgów Abrams) do Egiptu, 3 lutego przejęto pierwszą transzę czterech F-16C.

### F-16B Block 15
- od 80-639 do 80-641 (od 9301 do 9303) – 3 – Block 15A;
- od 80-642 do 80-643 (9304, 9305) – 2 – Block 15B;
- od 81-643 do 81-644 (9306, 9307) – 2 – Block 15C;
- od 81-645 do 81-647 (od 9308 do 9310) – 3 – Block 15D;
- od 81-648 do 81-650 (od 9311 do 9313) – 3 – Block 15E;
- od 81-651 do 81-653 (od 9314 do 9316) – 3 – Block 15F;
- od 81-654 do 81-657 (od 9317 do 9320) – 4 – Block 15G;
- od 81-658 do 81-661 (od 9321 do 9324) – 4 – Block 15H;
- od 82-1056 do 82-1057 (9325, 9326) – 2 – Block 15J;
- od 82-1058 do 82-1060 (od 9327 do 9329) – 3 – Block 15K;
- od 82-1061 do 82-1063 (od 9330 do 9332) – 3 – Block 15L;
- od 82-1064 do 82-1065 (9333, 9334) – 2 – Block 15M.

### F-16C Block 32
- 84-1332 (9501) – 1 – Block 32;
- od 84-1333 do 84-1339 (od 9502 do 9508) – 7 – Block 32A;
- od 85-1518 do 85-1523 (od 9509 do 9514) – 6 – Block 32A;
- od 85-1524 do 85-1543 (od 9515 do 9534) – 20 – Block 32B.

### F-16D Block 32
- od 84-1340 do 84-1343 (od 9401 do 9404) – 4 – Block 32;
- od 84-1344 do 84-1345 (od 9405 do 9406) – 2 – Block 32A.

### F-16C Block 40
- od 89-0278 do 89-0279 (od 9701 do 9702) – 2 – Block 40G;
- od 90-0899 do 90-0907 (od 9903 do 9911) – 9 – Block 40H;
- od 90-0908 do 90-0922 (od 9912 do 9926) – 15 – Block 40K;
- od 90-0923 do 90-0930 (od 9927 do 9934) – 8 – Block 40L;
- 90-0953 (9935) – 1 – Block 40M;
- od 93-0485 do 93-0487 (od 9951 do 9953) – 3 – Block 40Q TUSAS;
- od 93-0488 do 93-0512 (od 9954 do 9978) – 25 – Block 40R TUSAS;
- od 93-0525 do 93-0530 (od 9979 do 9984) – 6 – Block 40R TUSAS;
- od 99-0105 do 99-0116 (dane nieznane) – 12 – Block 40?.

### F-16D Block 40
- od 90-0931 do 90-0934 (od 9801 do 9804) – 4 – Block 40H;
- od 90-0935 do 90-0936 (od 9805 do 9806) – 2 – Block 40J;
- 90-0937 (9807) – 1 – Block 40K;
- 90-0954 (9808) – 1 – Block 40M;
- od 90-0955 do 90-0958 (od 9809 do 9812) – 4 – Block 40N;
- od 93-0513 do 93-0516 (od 9851 do 9854) – 4 – Block 40N TUSAS;
- od 93-0517 do 93-0524 (od 9855 do 9862) – 8 – Block 40P TUSAS;
- od 99-0117 do 99-0128 (numery nieznane) – 12 – Block 40?

### F-16C Block 52+
- od 10-1001 do 10-1016 (od 9751 do 9766) – 16 – Block 52+.

### F-16D Block 52+
- od 10-1017 do 10-1020 (od 9821 do 9824) – 4 – Block 52+.

## Grecja
Greckie Siły Powietrzne

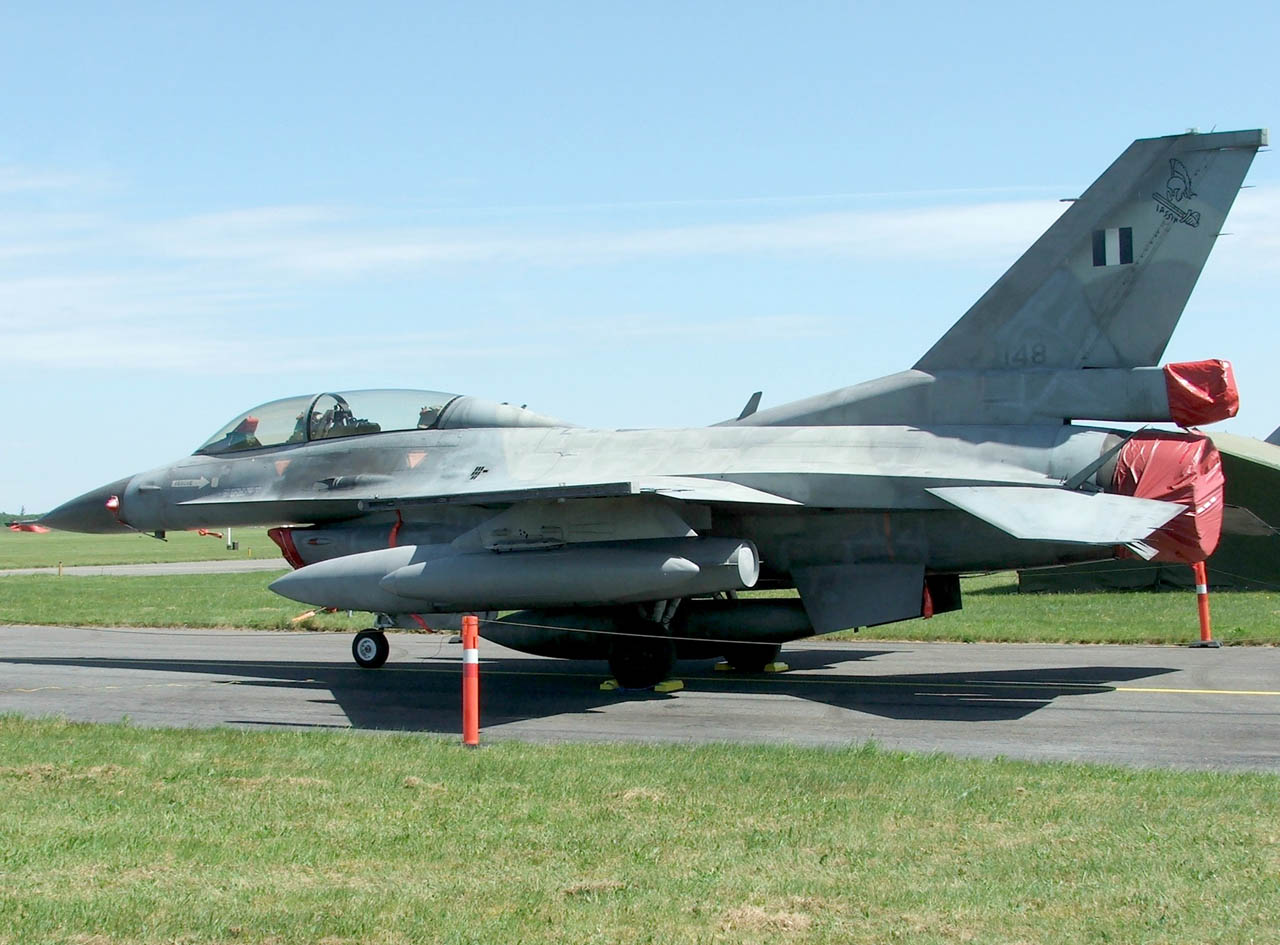
Grecki F-16D

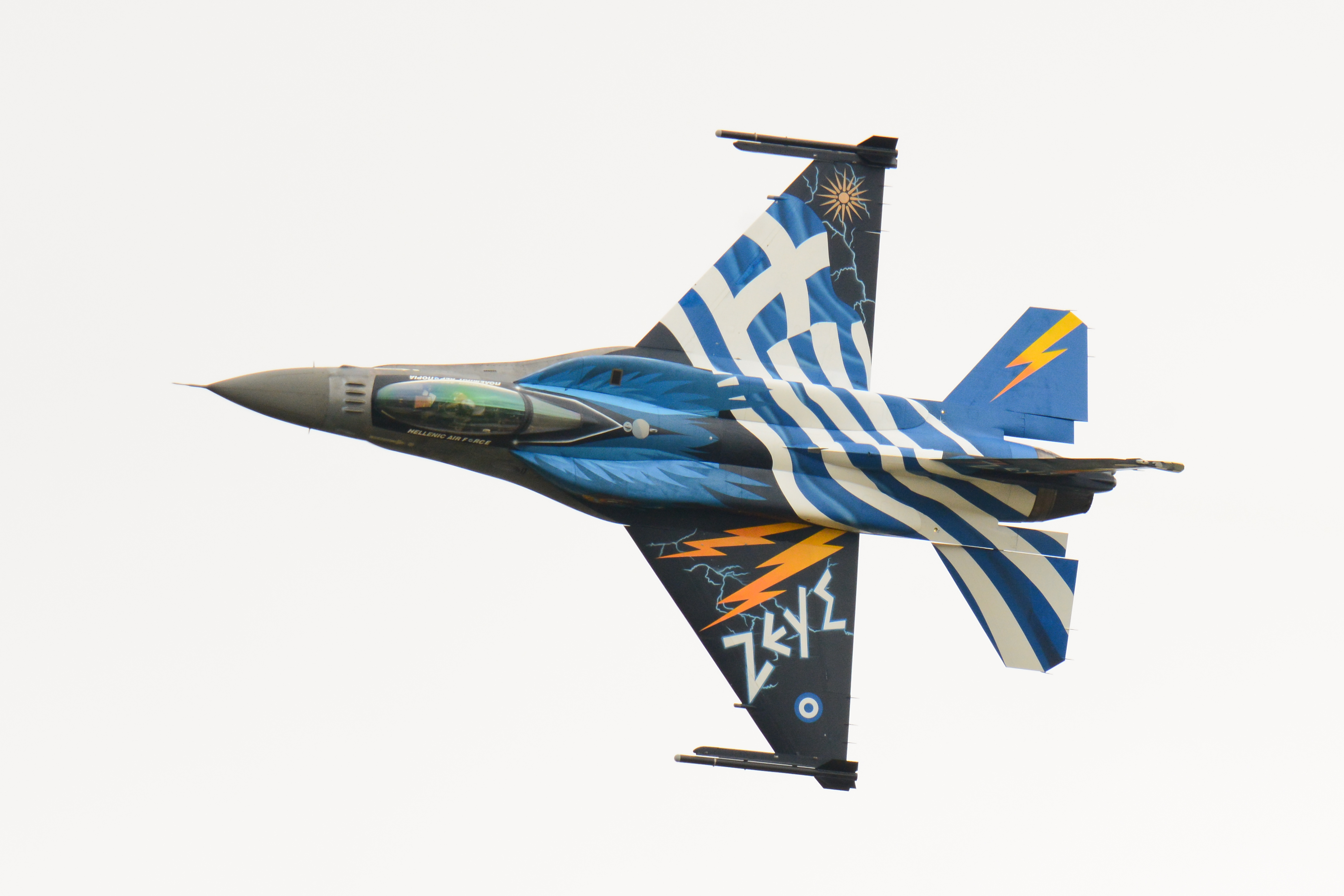
Maszyna zespołu pokazowego „Zeus”

Grecja zakupiła 34 F-16C i 6 F-16D Block 30 w końcu 1988. Weszły one do uzbrojenia dwóch dywizjonów 110. Skrzydła: 330. i 346. w Larissa, gdzie zastąpiły F-5A. W 1997 otrzymano 32 F-16C i 8 F-16D Block 50. W samoloty te wyposażono 111. Skrzydło z Nea Anchialos. Do jednostki tej przeniesiono też 330. Dywizjon (330. Mira) ze 110. Skrzydła, które stało się jednostką szkolną. 347. Dywizjon ze 111. Skrzydła dysponuje samolotami Block 50, ale wyposażonymi w zasobniki LANTIRN, a 341. Dywizjon a samoloty Block 50D, do przełamywania obrony powietrznej przeciwnika. 330. Dywizjon nadal dysponuje F-16C/D Block 30, podobnie jak 110. Skrzydło. Ponadto w Nea Ankhialos stacjonuje też jednostka treningowa F-16 SMET, dysponująca wszystkimi odmianami.

### F-16C Block 30
- od 88-0110 do 88-0111 (od 110 do 111) – 2 – Block 30H;
- od 88-0112 do 88-0123 (od 112 do 123) – 12 – Block 30J;
- od 88-0124 do 88-0139 (od 124 do 139) – 16 – Block 30K;
- od 88-0140 do 88-0143 (od 140 do 143) – 4 – Block 30L.

### F-16D Block 30
- od 88-0144 do 88-0147 (od 144 do 147) – 4 – Block 30H;
- od 88-0148 do 88-0149 (od 148 do 149) – 2 – Block 30J.

### F-16C Block 50
- od 93-1045 do 93-1076 (od 945 do 076) – 32 – Block 50D.

### F-16D Block 50
- od 93-1077 do 93-1084 (od 077 do 084) – 8 – Block 50D.

### F-16C Block 52+
- od 99-1500 do 93-1533 (od 500 do 533) – 34 – Block 52+;
- od 01-8530 do 01-8535 (od 534 do 539) – 6 – Block 52+;
- od 06-0001 do 06-0020 (od 001 do 020) – 20 – Block 52+.

### F-16D Block 52+
- od 99-1534 do 99-1549 (od 600 do 615) – 16 – Block 52+;
- od 01-8536 do 01-8539 (od 616 do 618) – 4 – Block 52+;
- od 06-2110 do 06-2119 (od 021 do 030) – 10 – Block 52+.

(170 F-16C/D)

## Holandia

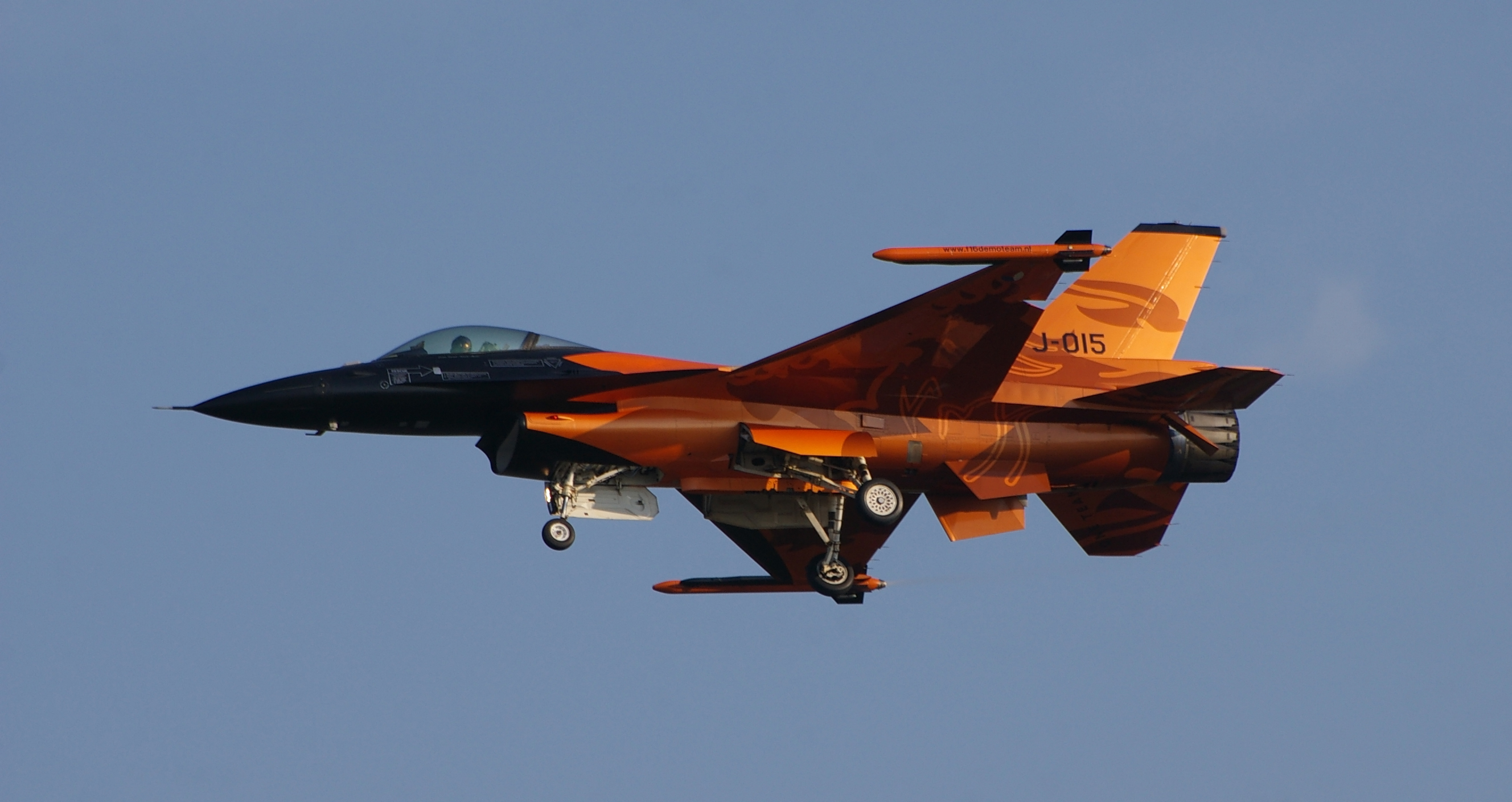
Holenderski F-16 z 313. Eskadry z Volkel w „odświętnych” barwach nałożonych na samolot na okres, w którym jednostka ta odpowiedzialna była za wystawienie zespołu demonstracyjnego holenderskiego lotnictwa – Solo Display Team

Królewskie Holenderskie Siły Powietrzne
Holandia, która otrzymała 213 F-16A/B, jest największym europejskim użytkownikiem tego samolotu (na świecie większą liczbą szesnastek dysponują: USAF – 2196 dostarczonych/zamówionych do 1996, później jeszcze kolejne pojedyncze egzemplarze; Izrael – 288, nie licząc dostarczonych na części zamienne; Turcja – 240). 47 F-16A i 13 F-16B dostarczono w odmianach Block 1, 5 i 10. Już w latach 1982–1984 doprowadzono je do jednolitego standardu serii 10. Kolejne 83 F-16A i 18 F-16B dostarczono w wariancie Block 15, a ostatnie 47 F-16A i 13 F-16B to Block 15 OCU. Wszystkie te samoloty zbudowały rodzime zakłady Fokkera. Na szesnastkach latają trzy dywizjony z Volkel: rozpoznawczy 306. i wielozadaniowe (myśliwskie i myśliwsko-bombowe) 311. oraz 312., dwa dywizjony wielozadaniowe z Twente: 313. i 315., dwa szkolne, 314. i 316. w Gilze-Rijen i dwa OP w Leeuwarden: 322. i 323. Do 1986 w Leeuwarden istniała też jednostka szkolna CAV, jej zadania przejął 323. Dywizjon, a później dywizjony z Gilze-Rijen. Nieco później utworzono dywizjon doświadczalny Testgroep w Volkel.
Jako ostatni, w 1991 r. sformowano 316. Dywizjon w Gilze Rijen, ajego samoloty przekazano do utworzonego w 1990. W 1995 jednak rozwiązano i ten dywizjon, co spowodowało przejęcie zadań szkolnych ponownie przez 323. Dywizjon. W 1999 jednostka ta jako pierwsza otrzymała F-16A/B MLU, co spowodowało ponowne przekazanie szkolenia, tym razem do 322. Dywizjonu. Obecnie na F-16A/B latają: 306., 311., 312., 313., 315., 322. i 323. Dywizjon.
(213 F-16A/B, wyprodukowanych w Holandii)

## Indonezja
Indonezyjskie Siły Powietrzne

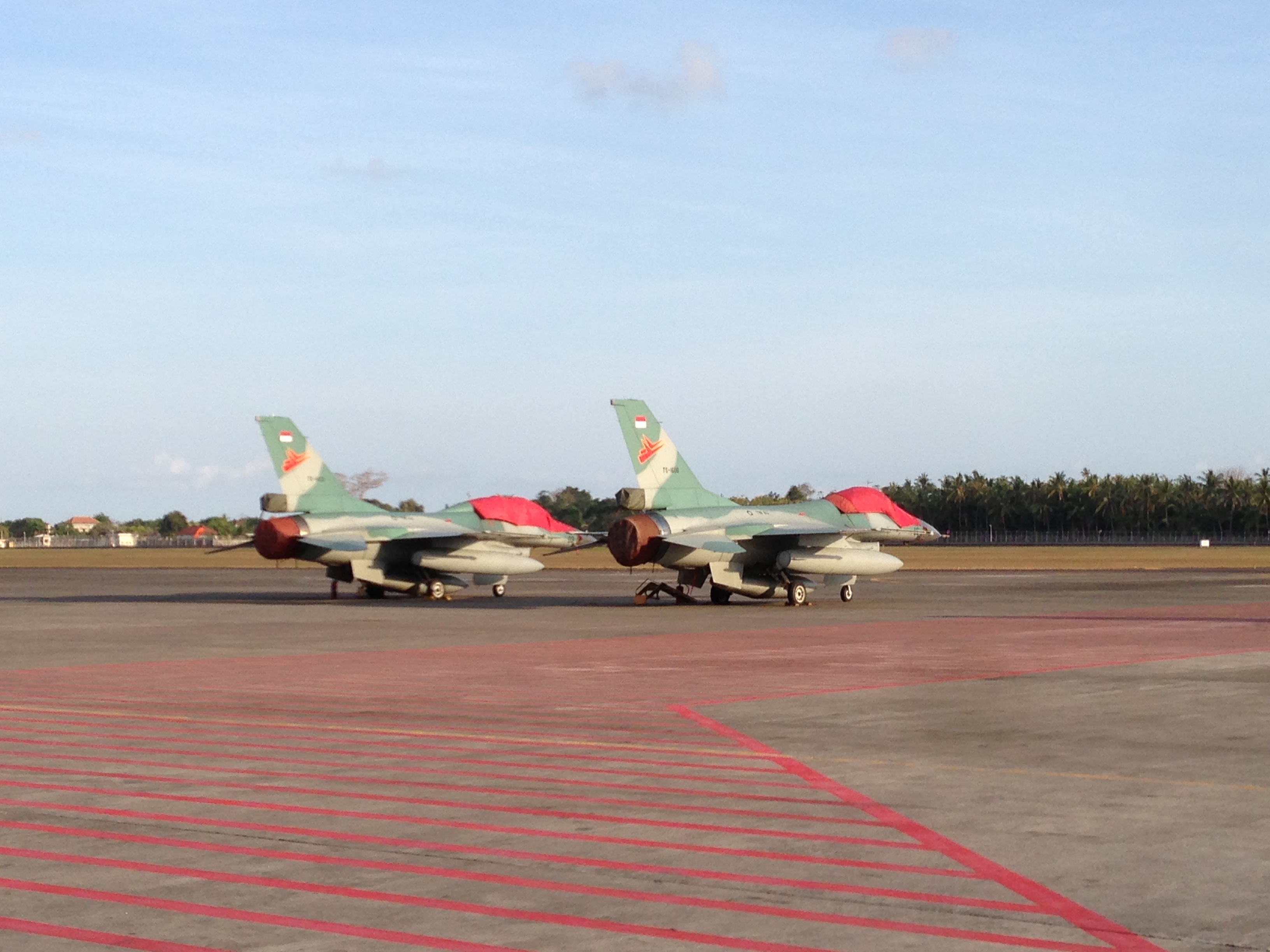
Indonezyjskie F-16 na Bali

Sprzedaż samolotów F-16 do Indonezji była możliwa dopiero po unormowaniu się stosunków tego państwa z sąsiadami. Począwszy od października 1989 rozpoczęto zastępowanie starzejących się MiG-21. Do 1990 dostarczono 8 F-16A-15 OCU i 4 F-16B-15 OCU. Stanowią one sprzęt 3. Dywizjonu, bazującego w Ishwahyudi. Wszystkie 12 to fabrycznie nowe samoloty serii 15AE, 15AF i 15AG, wszystkie wyposażone w spadochrony hamujące. W 1992 utracono jeden F-16B, a w 1997 jeden F-16A. Po nałożeniu embarga przez USA w 1999 niewielka liczba myśliwców była sprawna, to spowodowało zakup w Rosji partii 5 Su-27 i 11 Su-30. Embargo anulowano w 2005 roku, w związku z tym Indonezja planuje zmodernizowanie pozostałych 10 F-16 do wersji MLU, prawdopodobny jest też zakup 24 używanych, zmodernizowanych do tego samego wariantu maszyn z USA.

### F-16A Block 15 OCU
- od 87-0713 do 87-0714 (od TS-1605 do TS-1606) – 2 – Block 15AF OCU;
- od 87-0715 do 87-0720 (od TS-1607 do TS-1612) – 6 – Block 15AG OCU.

### F-16B Block 15 OCU
- od 87-0721 do 87-0722 (od TS-1601 do TS-1602) – 2 – Block 15AE OCU;
- od 87-0723 do 87-0724 (od TS-1603 do TS-1604) – 2 – Block 15AF OCU.

## Irak

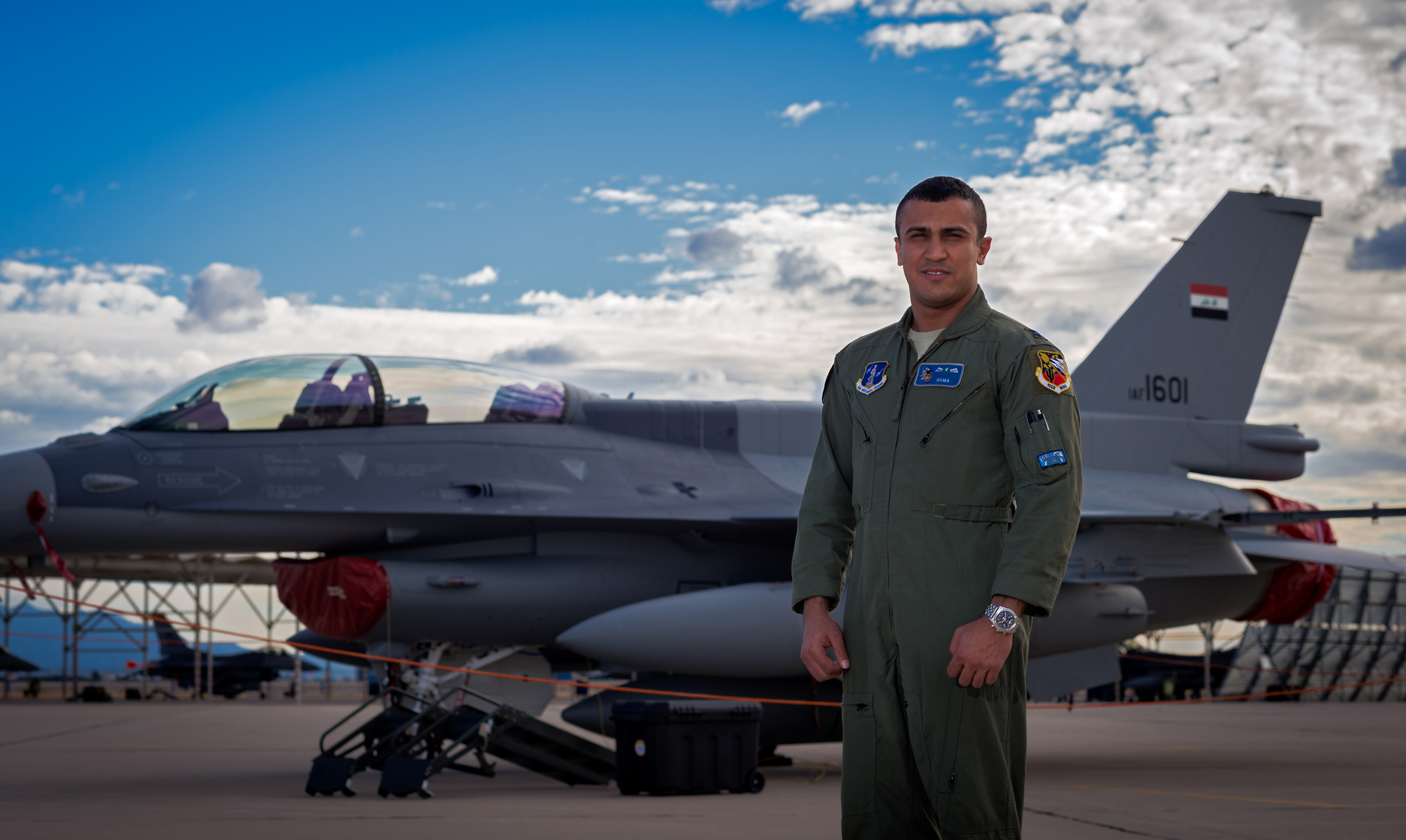
Iracki lotnik przed irackim F-16

Stany Zjednoczone zgodziły się sprzedać irackim wojskom lotniczym trzydzieści sześć samolotów F-16C/D Block 52. W 2014 roku postanowiono, że wskutek zagrożenia ze strony Państwa Islamskiego maszyny przekazywane formalnie Irakijczykom (pierwsza latem 2014 roku) pozostaną jednak w Stanach Zjednoczonych, dopóki sytuacja się nie unormuje. Pierwsze irackie F-16 dotarły do tego kraju dopiero w lipcu 2015 roku. Pierwszy iracki F-16 rozbił się w Stanach Zjednoczonych 25 czerwca 2015 roku, pilot (w stopniu generała brygady) zginął.

### F-16C Block 52
- od 12-0004 do 12-0015 (numery dalszych maszyn nieznane)

### F-16D Block 52
- od 12-0016 12-0021 (numery dalszych maszyn nieznane)

## Izrael

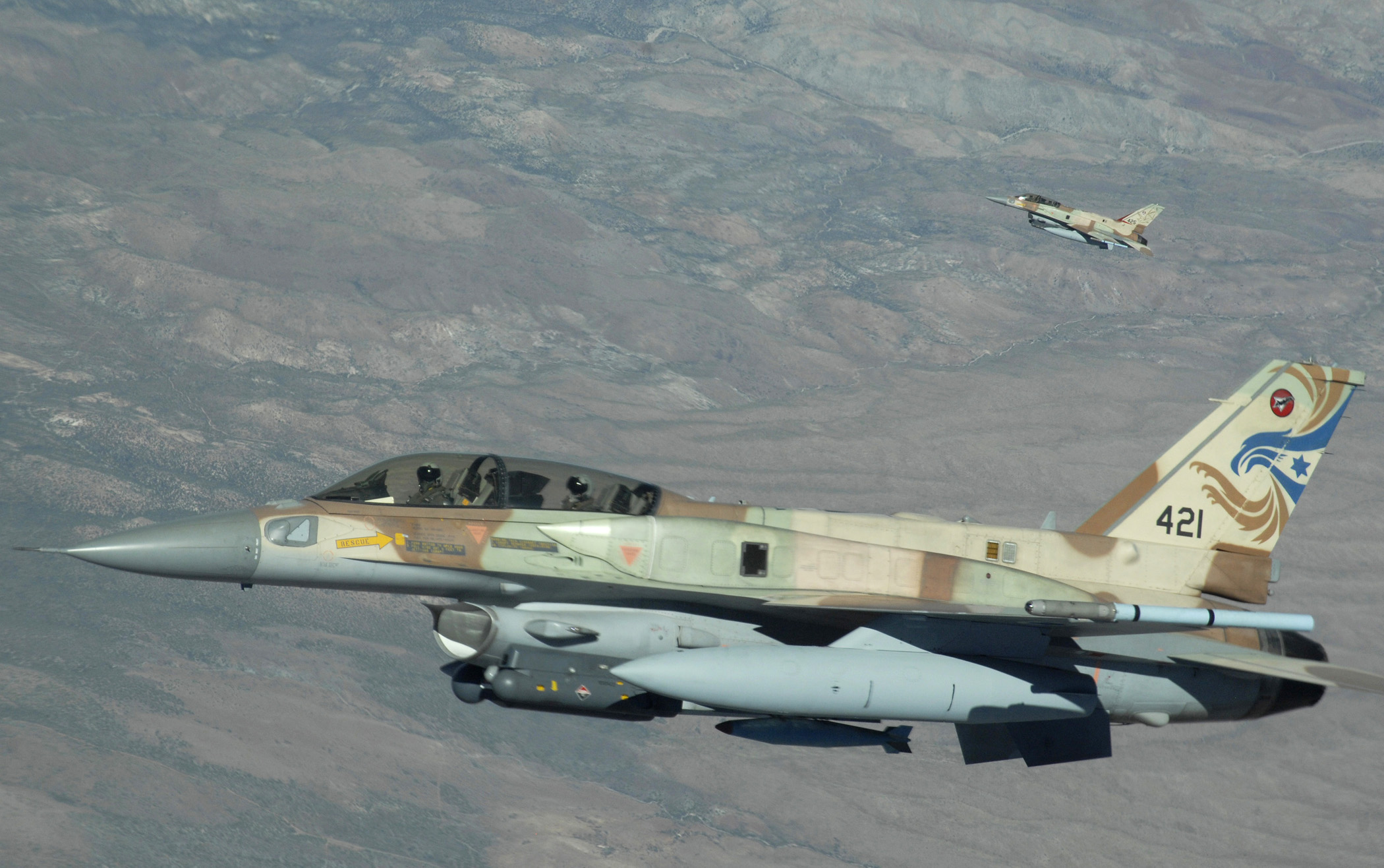
Izraelskie F-16I Sufa; widoczny konforemny zbiornik paliwa nad skrzydłem

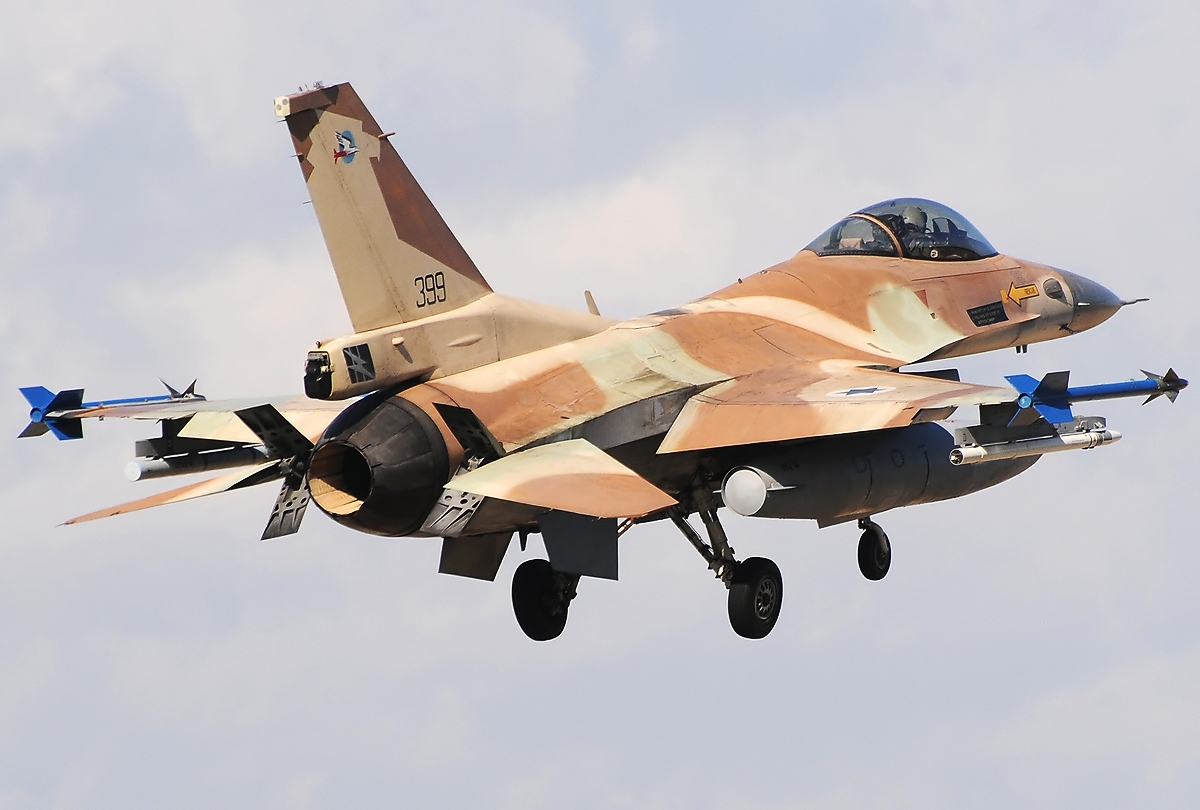
Izraelski F-16C (Barak)

Pierwszym poza NATO użytkownikiem F-16 był Izrael. Pierwsze egzemplarze wersji F-16A/B, oznaczonej w Izraelu Nec (pierwsza partia otrzymała numer Nec 1), zostały przyjęte do służby 2 lipca 1980 roku. Już 7 czerwca 1981 roku użyto ich bojowo do zbombardowania irackiego ośrodka atomowego Osirak koło Bagdadu. W 1982 w czasie operacji „Pokój dla Galilei” izraelskie F-16 zestrzeliły 42 syryjskie samoloty, łącznie izraelskim F-16 przypisano 47 zestrzeleń (w tym 2 śmigłowce Mi-8). Dostawa drugiej partii (Nec 2), pochodzącej z nadwyżek amerykańskich sił zbrojnych, rozpoczęła się w sierpniu 1994 roku. W tych dwóch partiach Izrael otrzymał sześćdziesiąt siedem F-16A i osiem F-16B, po czym odebrał jeszcze kolejne trzydzieści sześć F-16A i czternaście F-16B.
F-16A/B stanowiły początkowo wyposażenie trzech eskadr: 110. (Ramat Dawid; 1. Skrzydło), 117. (Ramat Dawid; 1. Skrzydło), i 253. (Ramon; 25. Skrzydło).
W październiku 1987 roku dotarły do Izraela pierwsze F-16C/D Block 30. Łącznie do uzbrojenia 101. (Chacor; 4. Skrzydło), 109. (Ramat Dawid; 1. Skrzydło), 110. i 117. eskadry wprowadzono 51 F-16C i 24 F-16D Block 30. Przezbrojenie dwóch ostatnich eskadr w F-16C/D umożliwiło przekazanie wcześniej tam używanych F-16A/B do 140. Eskadry (Ramon; 25. Skrzydło). Jednostka ta przeszkala izraelskich pilotów na ten typ samolotu.
Część samolotów dwumiejscowych przebudowano do wykonywania zadań związanych z przełamywaniem systemu OP. W nadbudowanym na kadłubie garbie mieści się dodatkowe wyposażenie elektroniczne produkcji izraelskiej.
W 1991 roku dołączyły do nich kolejne 30 F-16C i 30 F-16D Block 40. Samoloty te trafiły do 4. Skrzydła do Chacor (101. i 105. Eskadra). Samoloty Block 30 z pierwszej z wymienionych eskadr trafiły natomiast do 109. Eskadry, latającej dotąd na F-16A/B. Dzięki temu na F-16A/B przezbrojono 190. Eskadrę (szkolną) z bazy Ramon (25. Skrzydło). Stąd z kolei samoloty trafiły do Air Combat School, gdy w drugiej połowie lat 90. 190. Eskadrę przezbrojono na AH-64 Apache.
Ostatnia dostawa samolotów F-16 do Izraela miała miejsce w 1994. Było to 15 F-16A i 3 F-16B Block 10 (część przebudowanych z Block 5), pochodzących z zapasów USAF (ze składu w Davis Monthan). Dzięki tym samolotom przezbrojono 144. Eskadrę z Chacor (4. Skrzydło). Izrael otrzymał też w 1995 21 innych F-16A i 11 F-16B, które w większości przeznaczono na części zamienne. (260 F-16 A/B/C/D od USA w latach 1980–1994, od 2003 do 2009 wprowadzono do służby kolejne 102 w wersji F-16D Blok 52). Samoloty F-16C noszą w Izraelu nazwę Barak (Błyskawica), F-16D – Brakeet (Piorun), F16I – Sufa (Burza).
W 2006 roku w Izraelu na F-16 latało dziewięć eskadr. 1. Skrzydło z Ramat Dawid (109., 110. i 117. Eskadra) lata na F-16C/D Block 30. 4. Skrzydło z Chacor składa się z dwóch eskadr bojowych (101. i 105.) z F-16C/D Block 40 oraz z eskadry szkolnej (144.) na F-16A/B. I wreszcie 25. Skrzydło z Ramon dysponuje dwiema eskadrami (140. i 253.) na F-16A/B, w większości doprowadzonymi do standardu Block 15.
W grudniu 2016 roku F-16A/B wycofano ze służby w izraelskim lotnictwie.

### F-16C Block 30
- od 86-1598 do 86-1601 (301, 304, 305, 307) – 4 – Block 30;
- od 86-1602 do 86-1612 (309, 310, 315, 317, 318, 321, 324, 326, 332, 333, 337) – 11 – Block 30A;
- od 87-1661 do 87-1664 (340, 341, 344, 343) – 4 – Block 30A;
- od 87-1665 do 87-1679 (348, 349, 350, 353, 355, 356, 360, 364, 367, 368, 371, 373, 374, 377, 378) – 15 – Block 30B;
- od 87-1680 do 87-1693 (381, 384, 386, 388, 389, 391, 393, 394, 392, 397, 399, 383, 385, 376) – 14 – Block 30C;
- od 88-1709 do 88-1710 (359, 313) – 2 – Block 30C;
- 88-1711 (329) – 1 – Block 30D.

### F-16D Block 30
- od 87-1694 (020) – 1 – Block 30A;
- od 87-1695 do 87-1698 (numery nieznane) – 4 – Block 30D;
- od 87-1699 do 87-1708 (036, 022, 041, 045, 039, 046, 050, 057, 061, 055) – 10 – Block 30E;
- od 88-1712 do 88-1720 (065, 069, 070, 072, 074, 077, 078, 079, 083) – 9 – Block 30F.

### F-16C Block 40
- 89-0277 (502) – 1 – Block 40H;
- od 90-0850 do 90-0862 (503, 506, 508, 511, 512, 514, 516, 519, 520, 522, 523, 525, 527) – 13 – Block 40H;
- od 90-0863 do 90-0870 (528, 530, 531, 534, 535, 536, 538, 539) – 8 – Block 40K;
- od 90-0871 do 90-0874 (542, 543, 546, 547) – 4 – Block 40L;
- od 91-0486 do 91-0489 (551, 554, 557, 558) – 4 – Block 40L.

### F-16D Block 40
- od 90-0875 do 90-0878 (601, 603, 606, 610) – 4 – Block 40H;
- od 90-0879 do 90-0886 (612, 615, 619, 621, 624, 628, 630, 633) – 8 – Block 40J;
- od 90-0887 do 90-0894 (637, 638, 642, 647, 648, 651, 652, 656) – 8 – Block 40K;
- od 90-0895 do 90-0898 (660, 664, 666, 667) – 4 – Block 40L;
- od 91-0490 do 91-0495 (673, 676, 678, 682, 684, 687) – 6 – Block 40L.

## Japonia
(FS-X, szeroko zmodyfikowany F-16, produkowany w Japonii)

## Jordania
Jordańskie Siły Powietrzne

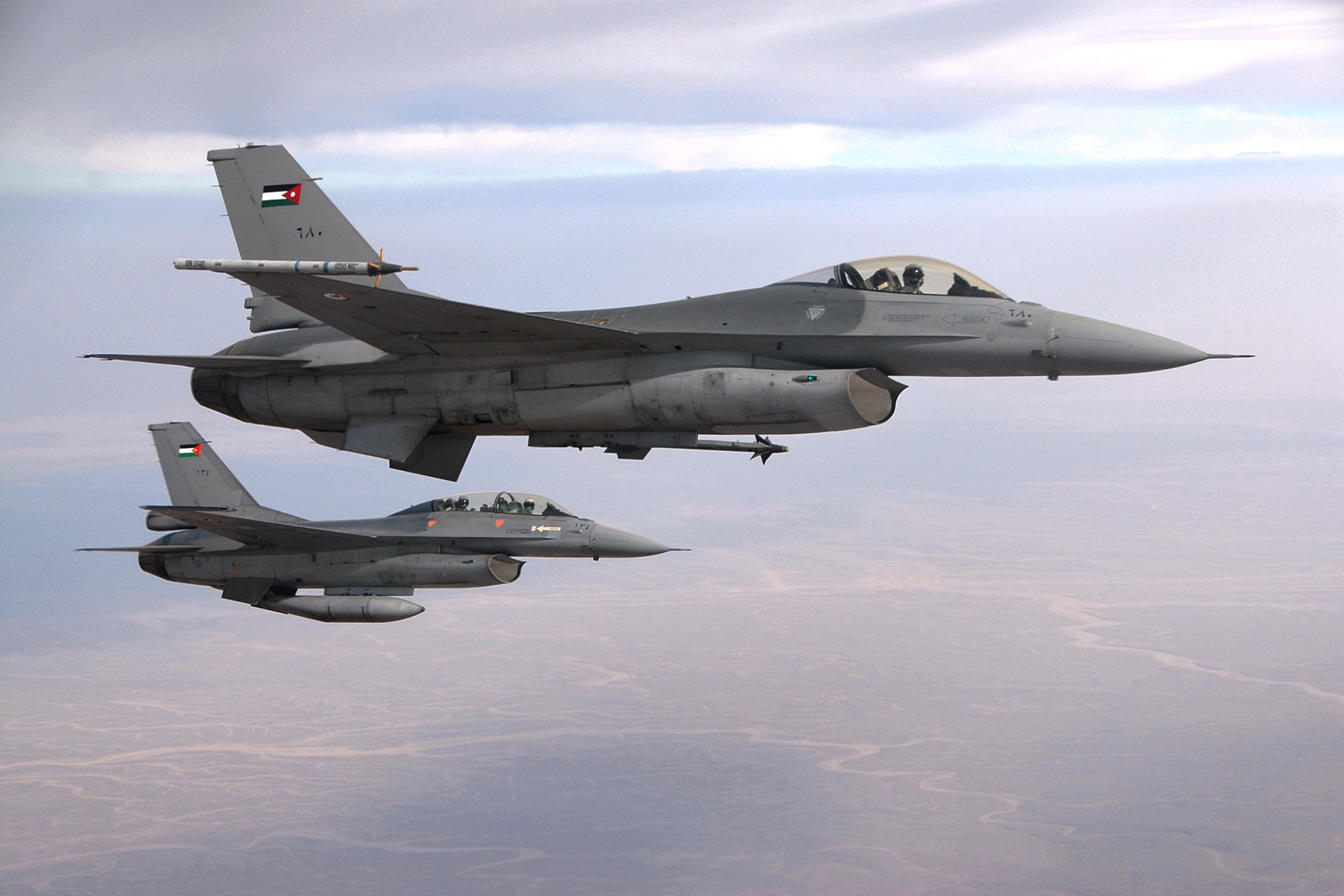
Dwa jordańskie F-16

Dostawy samolotów F-16 do Jordanii były możliwe po podpisaniu w 1994 porozumienia pokojowego z Izraelem. W lipcu 1996 podpisano kontrakt Peace Falcon I na dostawę 12 F-16A i 4 F-16B Block 15 ADF, pochodzących z zapasów USAF z Davis Monthan (wyprodukowane w latach 1981–1984). W 1997 rozpoczęły się ich dostawy, a w 1998 wyposażono w nie 2. Dywizjon z Azraq. Samoloty te dostarczono bez pocisków AIM-7 i AIM-120. W 2003 w ramach programu Peace Falcon II przekazano dalsze 16 F-16A i 1 F-16B Block 15 ADF, ale do 2009 zmodernizowano je do wersji Block 20 MLU. Od 2008 do 2014 roku Jordania odkupiła w trzech transzach od Belgii i Holandii używane zmodernizowane F-16AM/BM Block 20 MLU, łącznie 31 sztuk (18 F-16AM i 4 F-16BM z Belgii, 9 F-16BM z Holandii). Dalsze 13 F-16AM i 2 F-16BM z Holandii oczekuje na dostarczenie. W 2013 roku 13 najstarszych jordańskich F-16 z pierwszej transzy sprzedano do Pakistanu, przekazano je w 2014 roku.

## Korea Południowa
Siły Powietrzne Republiki Korei

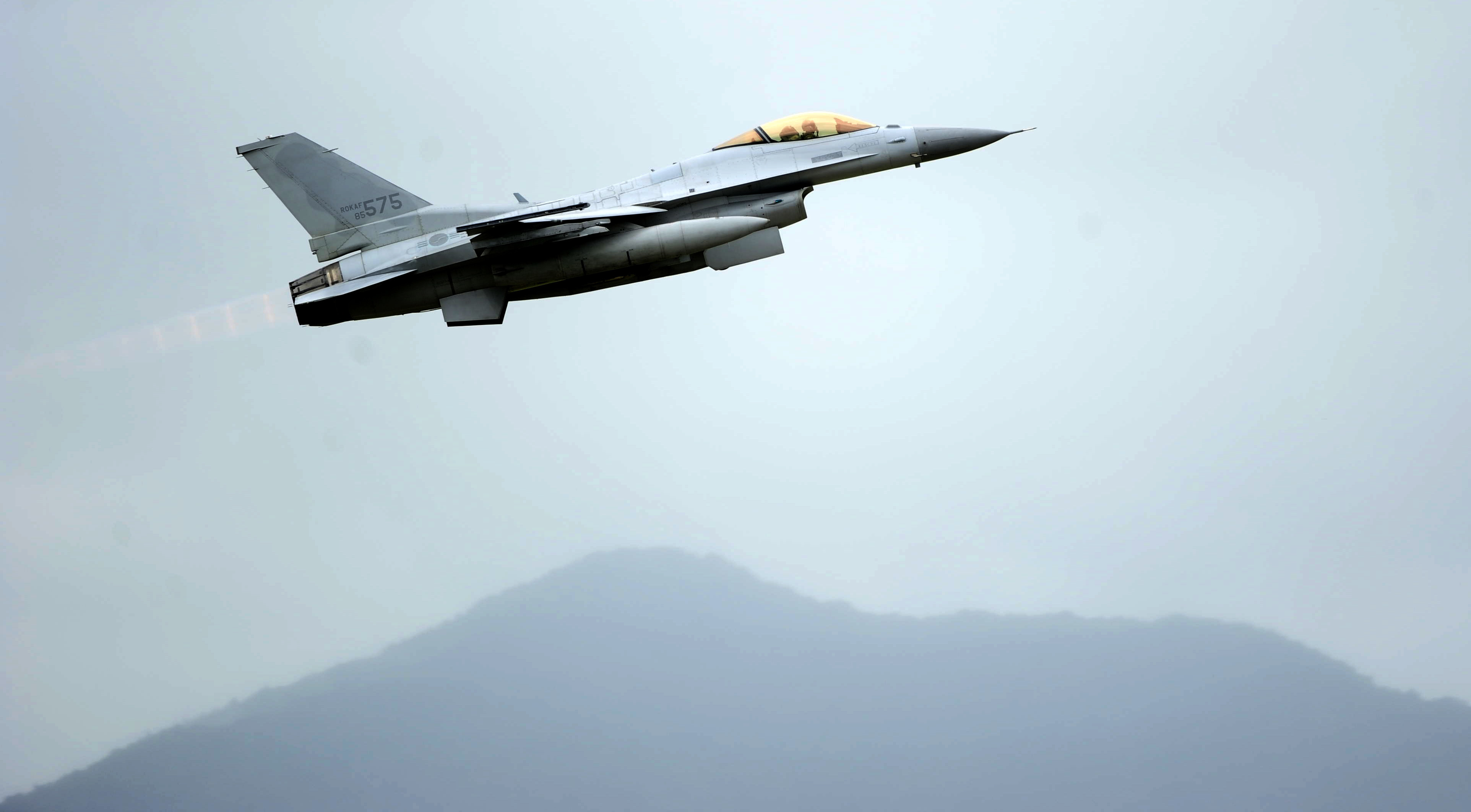
F-16C Block 32 południowokoreańskich wojsk lotniczych

W marcu 1986 Korea Południowa odebrała pierwszego F-16D-32, stając się pierwszym zagranicznym użytkownikiem wersji C/D. Łącznie dostarczono 30 F-16C i 10 F-16D Block 32. Weszły one do uzbrojenia 19. Taktycznego Skrzydła Myśliwskiego, bazującego w Chungwon. Z 80 F-16C i 40 F-16D Block 52, których dostawy rozpoczęły się w końcu 1994, 12 wyprodukował General Dynamics, a 36 zmontowały zakłady Samsung z dostarczonych z USA części. Pozostałe 72 maszyny w całości pochodzą już z zakładów koreańskich (Samsung).
Wersji Block 32 używają 161. i 162. Eskadra z 19. Skrzydła, pełniące funkcję jednostek obrony powietrznej (przypuszczalnie 161. Eskadra jest też jednostką szkolną). 155. Eskadra z 19. Skrzydła została wyposażona w samoloty F-16C/D Block 52, dysponujące zasobnikami LANTIRN; głównym zadaniem tej jednostki jest zwalczanie celów naziemnych w każdych warunkach atmosferycznych. Pozostałe eskadry, 159. z 19. Skrzydła oraz obie (120. i 123.) z 20. Taktycznego Skrzydła Myśliwskiego z Sosan, są wyposażone w samoloty F-16C/D Block 52 i spełniają funkcję jednostek wielozadaniowych – obrony powietrznej, uderzeniowych i przełamywania obrony powietrznej. Korea Południowa otrzymała też pociski AGM-88 HARM i AIM-120 AMRAAM.
(liczba: 180 F-16C/D)

### F-16C Block 32
- od 85-1574 do 85-1575 (od 51574 do 51575) – 2 – Block 32;
- od 85-1576 do 85-1579 (od 51576 do 51579) – 4 – Block 32A;
- od 85-1580 do 85-1583 (od 51580 do 51583) – 4 – Block 32B;
- od 86-1586 do 86-1589 (od 61586 do 61589) – 4 – Block 32C;
- od 86-1590 do 86-1593 (od 61590 do 61593) – 4 – Block 32D;
- od 86-1594 do 86-1597 (od 61594 do 61597) – 4 – Block 32E;
- od 87-1653 do 87-1656 (od 71653 do 71656) – 4 – Block 32F;
- od 87-1657 do 87-1660 (od 71657 do 71660) – 4 – Block 32H.

### F-16D Block 32
- od 84-1370 do 84-1373 (od 41370 do 41373) – 4 – Block 32A;
- od 85-1384 do 85-1385 (od 51384 do 51385) – 2 – Block 32A;
- od 85-1584 do 85-1585 (od 51584 do 51585) – 2 – Block 32A;
- od 90-0938 do 90-0941 (od 00938 do 00941) – 4 – Block 32Q.

### F-16C Block 52
- 92-4000 (92-000) – 1 – Block 52G;
- 92-4001 (92-001) – 1 – Block 52H;
- od 92-4002 do 92-4003 (od 92-002 do 92-003) – 2 – Block 52J;
- od 92-4004 do 92-4008 (od 92-004 do 92-008) – 5 – Block 52K;
- od 92-4009 do 92-4013 (od 92-009 do 92-013) – 5 – Block 52L;
- od 92-4014 do 92-4017 (od 92-014 do 92-017) – 4 – Block 52M;
- od 92-4018 do 92-4027 (od 92-018 do 92-027) – 10 – Block 52N;
- od 93-4048 do 93-4099 – 52 – Block 52D.

### F-16D Block 52
- od 92-4028 do 92-4031 (od 92-028 do 92-031) – 4 – Block 52G;
- od 92-4032 do 92-4037 (od 92-032 do 92-037) – 6 – Block 52H;
- od 92-4038 (92-038) – 1 – Block 52K;
- od 92-4039 (92-039) – 1 – Block 52L;
- od 92-4040 do 92-4041 (od 92-040 do 92-041) – 2 – Block 52M;
- od 92-4042 do 92-4047 (od 92-042 do 92-047) – 6 – Block 52N;
- od 93-4100 do 93-4119 (brak pewnych danych) – 20 – Block 52D.

## Maroko

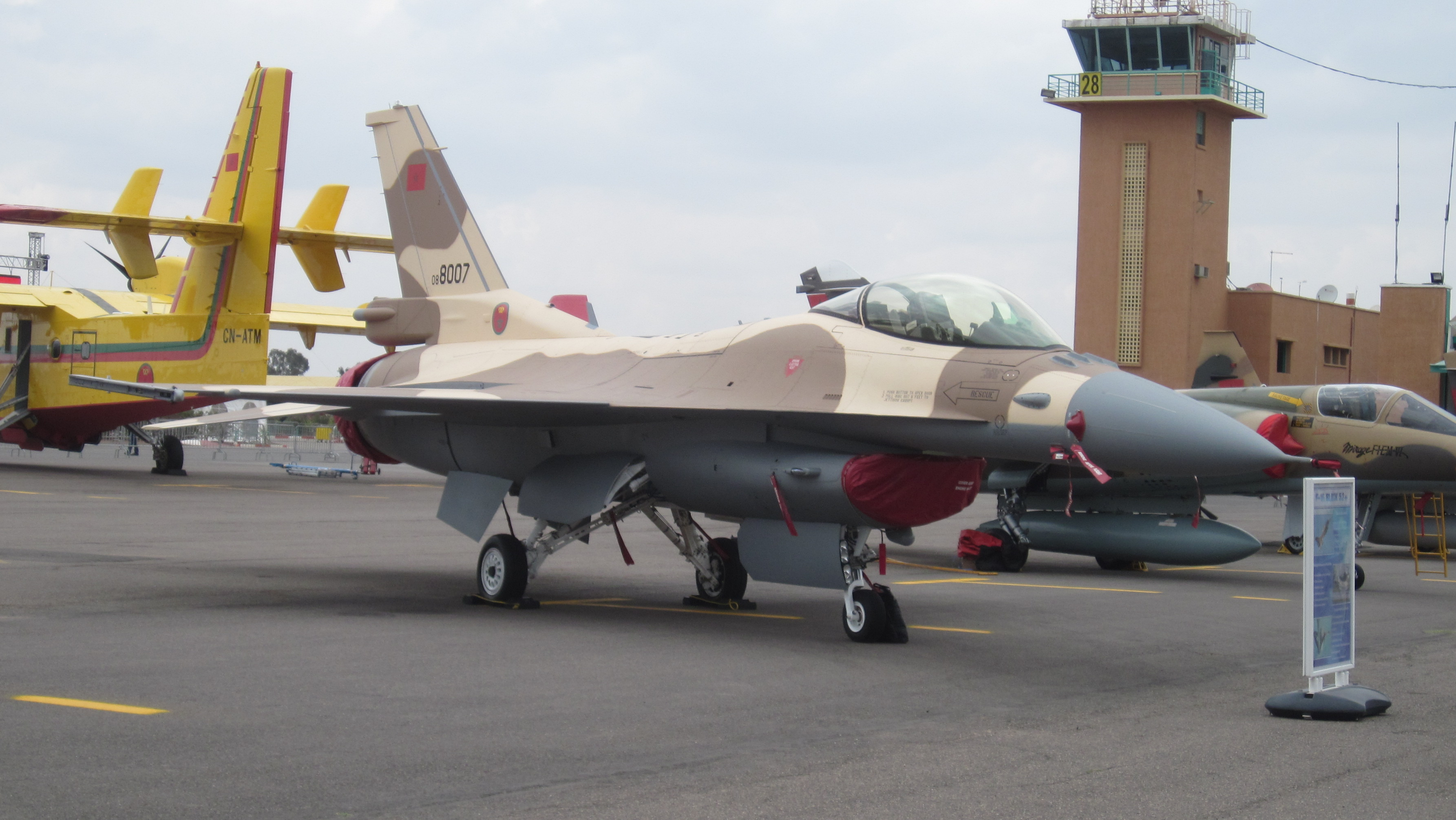
Marokański F-16C

W 2007 roku Maroko zaczęło poszukiwać nowych myśliwców, w związku z zakupem przez Algierię 28 Su-30MKA. Kraj dysponował przestarzałymi Northrop F-5A/B/E/F i Dassault Mirage F1, zdecydowano się na modernizację połowy tych ostatnich oraz rozpoczęto negocjacje z Francją ws zakupu 18 Dassault Rafale za 2,3 mld Euro. Korzystniejszy kurs dolara oraz silne amerykańskie lobby wokół króla Maroka doprowadziły do zerwania rozmów i zamówienia w 2008 roku 24 F-16 Block 52+, wartość kontraktu nie przekroczyła 2,4 mld USD. Pierwsze cztery samoloty odebrano 4 sierpnia 2011, ostatnie trzy 22 sierpnia 2012, wraz z myśliwcami zakupiono 24 szkolne Beechcraft T-6 Texan II. Jeden samolot utracono w maju 2015 w Jemenie.

### F-16C Block 52+
- od 08-8001 do 08-8016 (od MR-1 do MR-16) – 16 – Block 52+.

### F-16D Block 52+
- od 08-8017 do 08-8024 (od MS-1 do MS-8) – 8 – Block 52+.

## Norwegia
Norweskie Siły Powietrzne

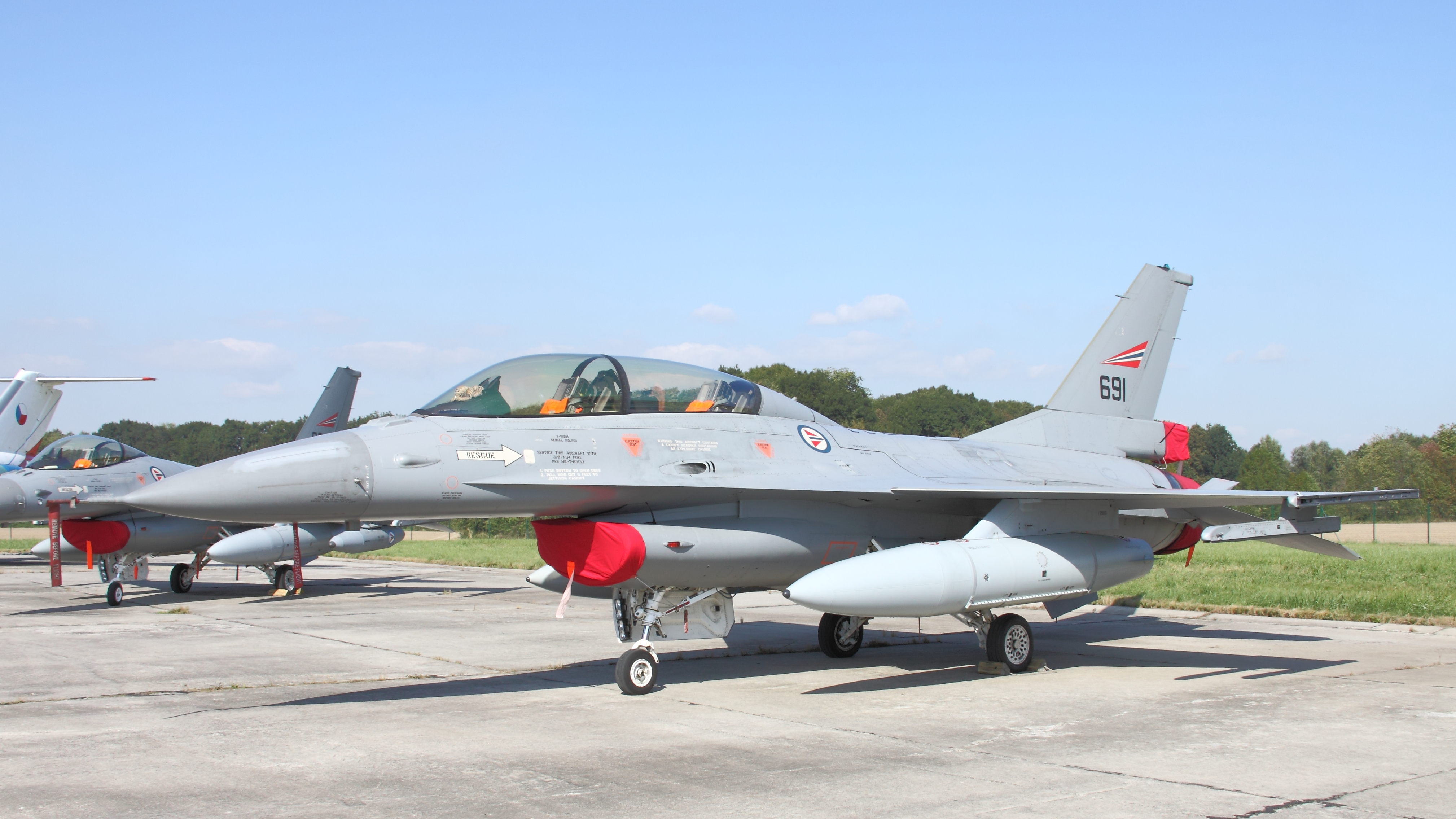
Norweski F-16B

Wszystkie 72 F-16A/B dla Norwegii (60 A i 12 B) wyprodukowały w latach 1980–1983 zakłady Fokker w Holandii. F-16A/B. W 1989 Norwegia otrzymała 2 nowe F-16B Block 15 OCU pochodzące z zakładów General Dynamics dla uzupełnienia strat. Ogółem 56 maszyn objęła modyfikacja MLU, a pierwszą jednostką wyposażoną w tę wersję jest 322. Dywizjon z Rygge, będący jednocześnie jednostką szkolną. Ponadto na F-16 w Norwegii latają 331. i 334. Dywizjon z Bodø i 338. Dywizjon z Ørland. Wszystkie jednostki mają charakter wielozadaniowy, OP, wsparcia wojsk i zwalczania celów morskich (samoloty wyposażono w pociski przeciwokrętowe AGM-119 Penguin, produkowane w Norwegii). Ponadto wszystkie norweskie F-16 wyposażono w spadochrony hamujące (oblodzone zimą drogi startowe).
(72 + 2 F-16A/B)

### F-16A Block 1
- od 78-0272 do 78-0274 (od 272 do 274) – 3 – Block 1 Fokker.

### F-16B Block 1
- od 78-0301 do 78-0302 (od 301 do 302) – 2 – Block 1 Fokker.

### F-16A Block 5
- od 78-0275 do 78-0284 (od 275 do 284) – 10 – Block 5 Fokker.

### F-16B Block 5
- od 78-0303 do 78-0304 (od 303 do 304) – 2 – Block 5 Fokker.

### F-16A Block 10
- od 78-0285 do 78-0289 (od 285 do 289) – 5 – Block 10 Fokker;
- od 78-0290 do 78-0293 (od 290 do 293) – 4 – Block 10A Fokker;
- od 78-0294 do 78-0299 (od 294 do 299) – 6 – Block 10B Fokker.

### F-16B Block 10
- 78-0305 (305) – 1 – Block 10 Fokker;
- 78-0306 (306) – 1 – Block 10B Fokker;
- 78-0307 (307) – 1 – Block 10C Fokker.

### F-16A Block 15
- 78-0300 (300) – 1 – Block 15 Fokker;
- od 80-3658 do 80-3659 (od 658 do 659) – 2 – Block 15 Fokker;
- od 80-3660 do 80-3663 (od 660 do 663) – 4 – Block 15B Fokker;
- od 80-3664 do 80-3667 (od 664 do 667) – 4 – Block 15D Fokker;
- od 80-3668 do 80-3671 (od 668 do 671) – 4 – Block 15F Fokker;
- od 80-3672 do 80-3675 (od 672 do 675) – 4 – Block 15H Fokker;
- od 80-3676 do 80-3683 (od 676 do 683) – 8 – Block 15K Fokker;
- od 80-3684 do 80-3688 (od 684 do 688) – 5 – Block 15M Fokker.

### F-16B Block 15
- 80-3689 (689) – 1 – Block 15 Fokker;
- 80-3690 (690) – 1 – Block 15B Fokker;
- 80-3691 (691) – 1 – Block 15D Fokker;
- 80-3692 (692) – 1 – Block 15F Fokker;
- 80-3693 (693) – 1 – Block 15H Fokker.

### F-16B Block 15 OCU
- od 87-0711 do 87-0711 (od 711 do 712) – 2 – Block 15AD OCU General Dynamics.

## Oman
Królewskie Siły Powietrzne Omanu
Oman kupił w 2002 roku dwanaście F-16 w wersji Block 50+; program ich dostaw nazwano Peace A’sama A’safiya lub Clear Skies. W 2011 roku zawarto kontrakt na dostawę dalszych dziesięciu F-16C i dwóch F-16D w tej samej wersji. Samoloty te zajmują miejsce kupionych w Wielkiej Brytanii SEPECAT-ów Jaguarów.
(12 F-16C/D)

### F-16C Block 50+
- od 02-2115 do 02-2122 (od 810 do 818) – 8 – Block 50+.

### F-16D Block 50+
- od 02-2123 do 02-2126 (od 801 do 804) – 4 – Block 50+.

## Pakistan
Pakistańskie Siły Powietrzne

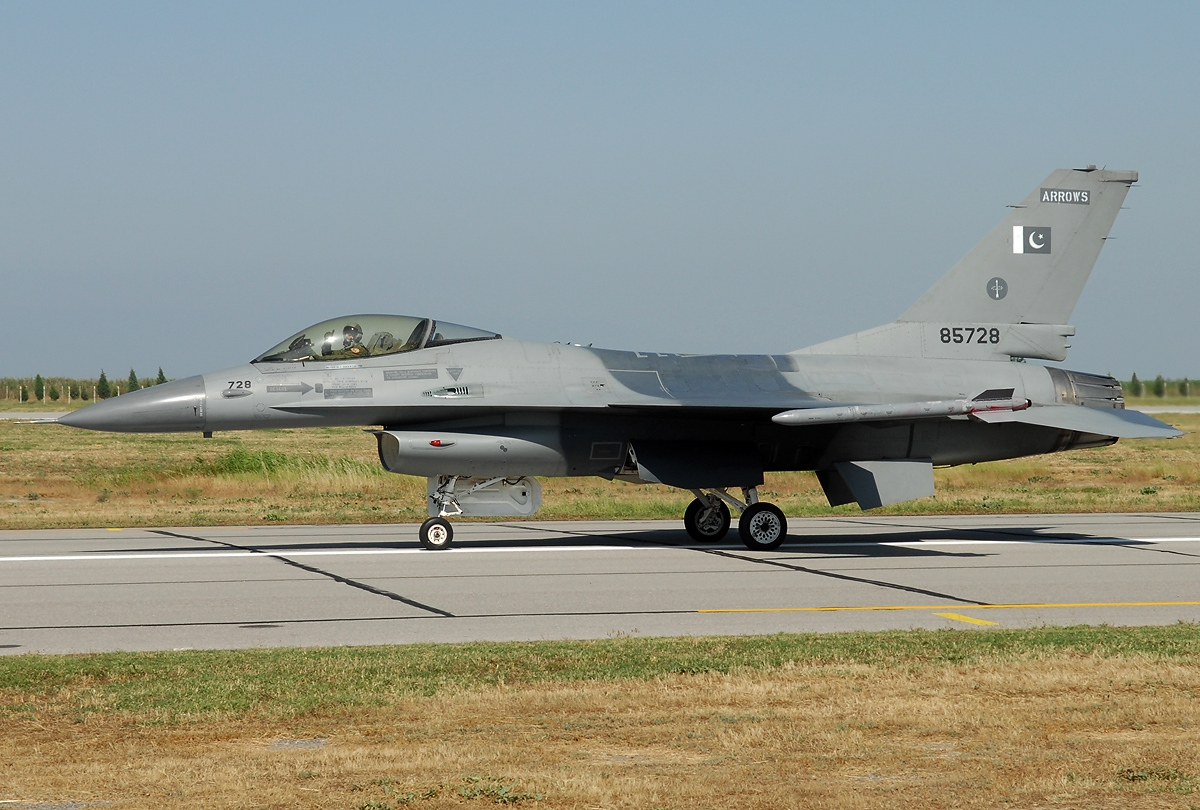
Pakistański F-16A

W grudniu 1981 Pakistan podpisał porozumienie z USA w sprawie dostawy samolotów F-16A/B Block 15. Pierwszy z 28 F-16A i 12 F-16B dostarczono w październiku 1982. W Pakistanie samoloty te trafiły do trzech dywizjonów 38. Skrzydła Taktycznego: 9., 11. i 14. Dywizjonu. Wszystkie one bazują w Sargodha, a drugi z wymienionych dywizjonów jest też jednostką treningową. W pierwszej kolejności F-16 spełniają funkcje OP, a w drugiej – uderzeniowe. Pakistańskie F-16 były używane bojowo przeciwko samolotom afgańskim naruszającym przestrzeń powietrzną państwa, uzyskując łącznie 7 zestrzeleń (i dodatkowe jedno omyłkowe – własnego F-16A). Z otrzymanych 40 F-16A/B w latach 1983–1987, 9 utracono w wypadkach.
Pakistan zamówił kolejne samoloty F-16A/B Block 15 OCU w 1988. W ramach drugiej dostawy miały do Pakistanu być dostarczone 6 F-16A i 5 F-16B, później podpisano kolejny kontrakt na jeszcze 9 F-16A i 10 F-16B. Samoloty te zostały wyprodukowane, ale z powodu embarga nie dostarczono ich, zmagazynowano je w Davis-Monthan. Przyczyną embarga była tzw. Poprawka Presslera do ustawy o sprzedaży broni, zakazująca dostaw uzbrojenia do państw dysponujących, lub prowadzących prace nad bronią jądrową. W 1998, po indyjskiej próbie jądrowej rozważano nawet krótko dostarczenie tych samolotów, ale ostatecznie, po tym jak Pakistan przeprowadził własną próbę jądrową, samolotów nie dostarczono. Rozmowy w sprawie odkupienia tych maszyn prowadziła w latach 1997–2000 Nowa Zelandia, ale i do tej dostawy również nie doszło, samoloty (13 F-16A i 15 F-16B Block 15 OCU) trafiły ostatecznie do eskadr agresorów USAF i US Navy.
Po Zamachach z 11 września 2001 Pakistan stał się ważnym sojusznikiem USA w wojnie z terroryzmem. Do 2008 dostarczono 14 F-16A/B Blok 15 OCU, objętych wcześniej embargiem, jednocześnie USA sfinansowały, w ramach bezzwrotnej pomocy wojskowej, zakup dużej partii rakiet i precyzyjnych bomb wraz z 18 F-16 blok 52+ (12 C i 6 D), które dostarczono do końca 2010.
45 starszych samolotów zostało zmodernizowanych z pomocą Turcji do Mid-life update, z awioniką z blok 52 i radarem APG-68(V)9 i jednoczesnym odmłodzeniem płatowców. W 2013 roku Pakistan porozumiał się z Jordanią ws. odkupienia 13 F-16 A/B Block 15 ADF (9 A i 4 B) z Peace Falcon I/II, zmodernizowanych do MLU. Samoloty dostarczono w kwietniu i maju 2014 roku.
(65 F-16A/B, 18 F-16C/D)

### F-16A Block 15
- od 81-0899 do 81-0900 (od 82701 do 82702) – 2 – Block 15E (1982) (1 utracono);
- od 81-0901 do 81-0902 (od 83703 do 83704) – 2 – Block 15M (1983);
- 81-0903 (83705) – 1 – Block 15N (1984);
- od 81-0904 do 81-0906 (od 83706 do 83708) – 3 – Block 15P (1984);
- od 81-0907 do 81-0911 (od 84709 do 84713) – 5 – Block 15Q (1984) (1 utracono);
- od 81-0912 do 81-0915 (od 84714 do 83717) – 4 – Block 15R (1984);
- od 81-0916 do 81-0920 (od 84718 do 84722) – 5 – Block 15S (1984-85) (2 utracono);
- od 81-0921 do 81-0922 (od 83723 do 83724) – 2 – Block 15T (1985) (1 utracono);
- od 81-0923 do 81-0926 (od 83725 do 83728) – 4 – Block 15U (1985) (1 utracono).

### F-16B Block 15
- od 81-0931 do 81-0932 (od 82601 do 82602) – 2 – Block 15D (1982);
- od 81-0933 do 81-0934 (od 82603 do 82604) – 2 – Block 15E (1982);
- od 81-0935 do 81-0936 (od 82605 do 82606) – 2 – Block 15M (1983);
- od 81-0937 do 81-0937 (od 82607 do 82608) – 2 – Block 15N (1984) (1 utracono);
- 81-1504 (85609) – 1 – Block 15U (1985) (utracony);
- od 81-1505 do 81-1507 (od 85610 do 85612) – 3 – Block 15V (1985).

### F-16A Block 15 OCU
- od 92-0405 do 92-0406 (od 92729 do 92730) – 2 – Block 15AQ OCU (2005-08) (1 utracono).

### F-16B Block 15 OCU
- od 90-0949 do 90-0952 (od 90613 do 90617) – 5 – Block 15AM OCU (2005-08);
- 92-0452 (92618) – 1 – Block 15AQ OCU (2005-08);
- od 92-0453 do 92-0455 (od 92619 do 92621) – 3 – Block 15AR OCU (2005-08);
- 92-0457 (92623) – 1 – Block 15AS OCU (2005-08).

### F-16C Block 52+
- od 07-0001 do 07-0012 (od 10901 do 10912) – 12 – Block 52+ (2010).

### F-16D Block 52+
- od 7-0013 do 07-0018 (od 10801 do 10806) – 6 – Block 52+ (2010).

## Polska
Siły Powietrzne

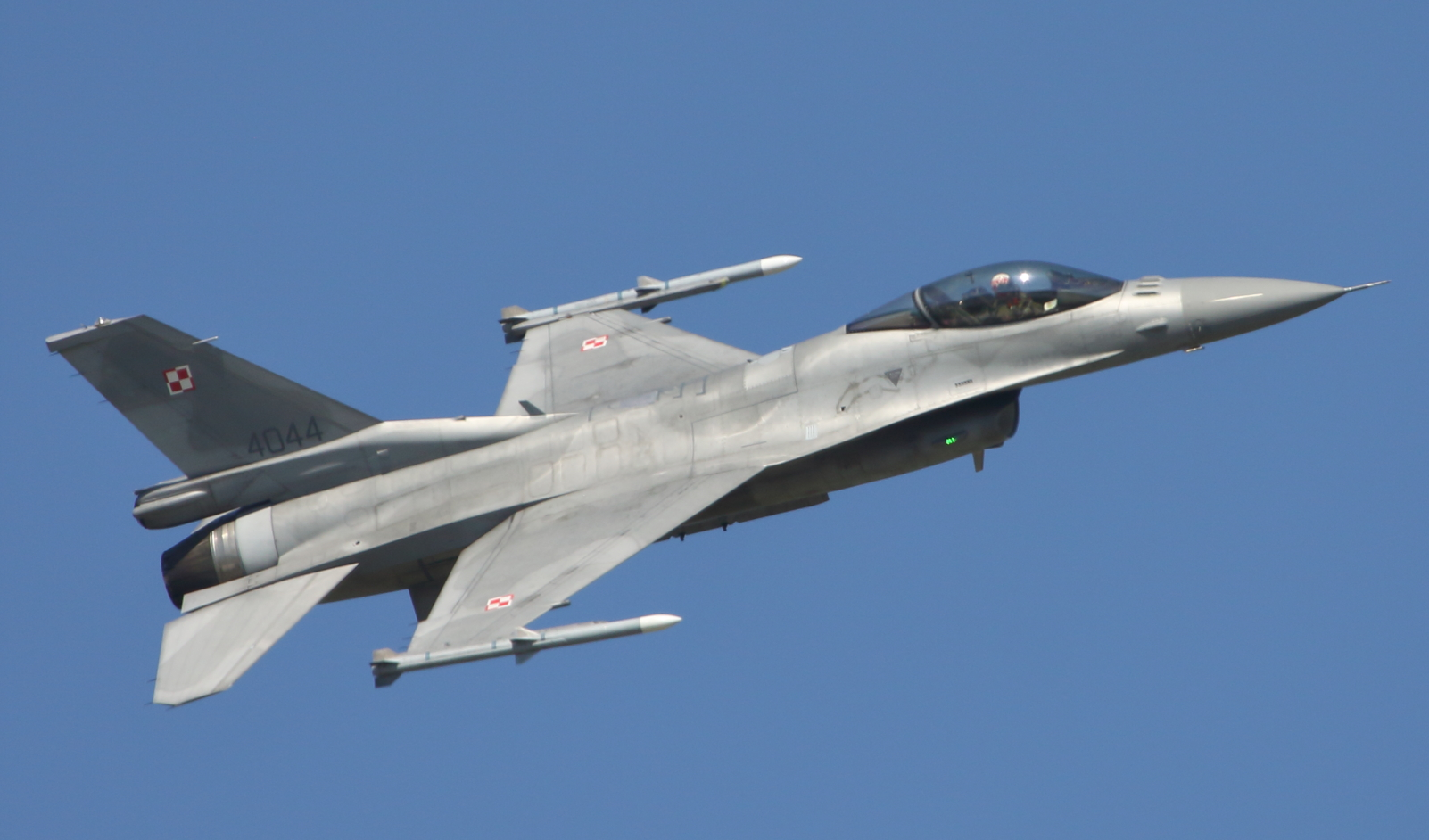
F-16 Jastrząb w barwach lotnictwa polskiego

W lotnictwie polskim, w 31 i 32 Bazie Lotnictwa Taktycznego służy obecnie 36 maszyn F-16C i 12 F-16D. Początkowo analizowano pozyskanie 64 ex-amerykańskich maszyn (rozważano także F/A-18) i zmodernizowanie ich do standardu MLU, jednak dzięki pozyskaniu 23 ex-niemieckich MiG-29 zdecydowano się na zakup nowych myśliwców w drodze przetargu do którego zaproszono także Francuzów z Dassault Mirage 2000 i Szwedów z Saab JAS 39 Gripen. Zakup był możliwy dzięki ustanowieniu programu wieloletniego wyposażenie Sił Zbrojnych RP w samoloty wielozadaniowe, finansowanego spoza budżetu MON. Dostawy 48 maszyn za 3,5 mld USD (opłacone z kredytu od rządu USA) zrealizowano w latach 2006–2008. Do uzbrojenia samolotów zakupiono m.in. 126 AIM-120C-5 AMRAAM, 178 AIM-9X Sidewinder, 360 AGM-65G2 Maverick, 78 AGM-154C JSOW i około 500 precyzyjnych bomb JDAM i Paveway. W związku z planowanym wycofaniem ze służby samolotów Su-22 po roku 2012 (do wycofania nie doszło, w 2014 roku przedłużono ich służbę na czas nieokreślony), umowa z 2003 zawierała także opcje na zakup kolejnych 48 sztuk, MON nie przewiduje w planach do 2018 zakupu kolejnych maszyn, ich linia produkcyjna do tego czasu zostanie prawdopodobnie zamknięta.
W 2013 w ramach polskiej polityki odstraszania „Polskie kły” rozpoczęto starania o zakup i wyposażenie F-16 w pociski manewrujące AGM-158 JASSM. Umowa na ich dostawę została ostatecznie podpisana 11 grudnia 2014. W ramach kontraktu Polska nabyła 40 pocisków AGM-158A JASSM, dwa szkolne pociski AGM-158A oraz dwa pociski do przeprowadzenia prób certyfikacyjnych.
28 maja 2024 r. Polska podpisała kontrakt z USA na zakup 821 lotniczych pocisków manewrujących dalekiego zasięgu AGM-158B JASSM-ER o zasięgu ok. 1000 km. Umowa, warta 735 mln dolarów, będzie realizowana w latach 2026–2030. Zgoda na sprzedaż została wydana w marcu 2024 r. przez Departament Stanu USA i Kongres.
13 sierpnia 2025 roku w Wojskowych Zakładach Lotniczych Nr 2 w Bydgoszczy podpisane zostało porozumienie międzyrządowe pomiędzy Polską a Stanami Zjednoczonymi na modernizację wszystkich polskich maszyn do standardu Viper (Block 72). wszystkie modernizacje odbędą się w Bydgoszczy, w Wojskowych Zakładach Lotniczych nr 2.. Wartość kontraktu opiewa na 3,8 miliarda dolarów. Proces potrwa

### F-16C Block 52+
od 03-0040 do 03-0075 (od 4040 do 4075) – 36 – Block 52+.

### F-16D Block 52+
od 03-0076 do 03-0087 (od 4076 do 4087) – 12 – Block 52+.

## Portugalia
Portugalskie Siły Powietrzne

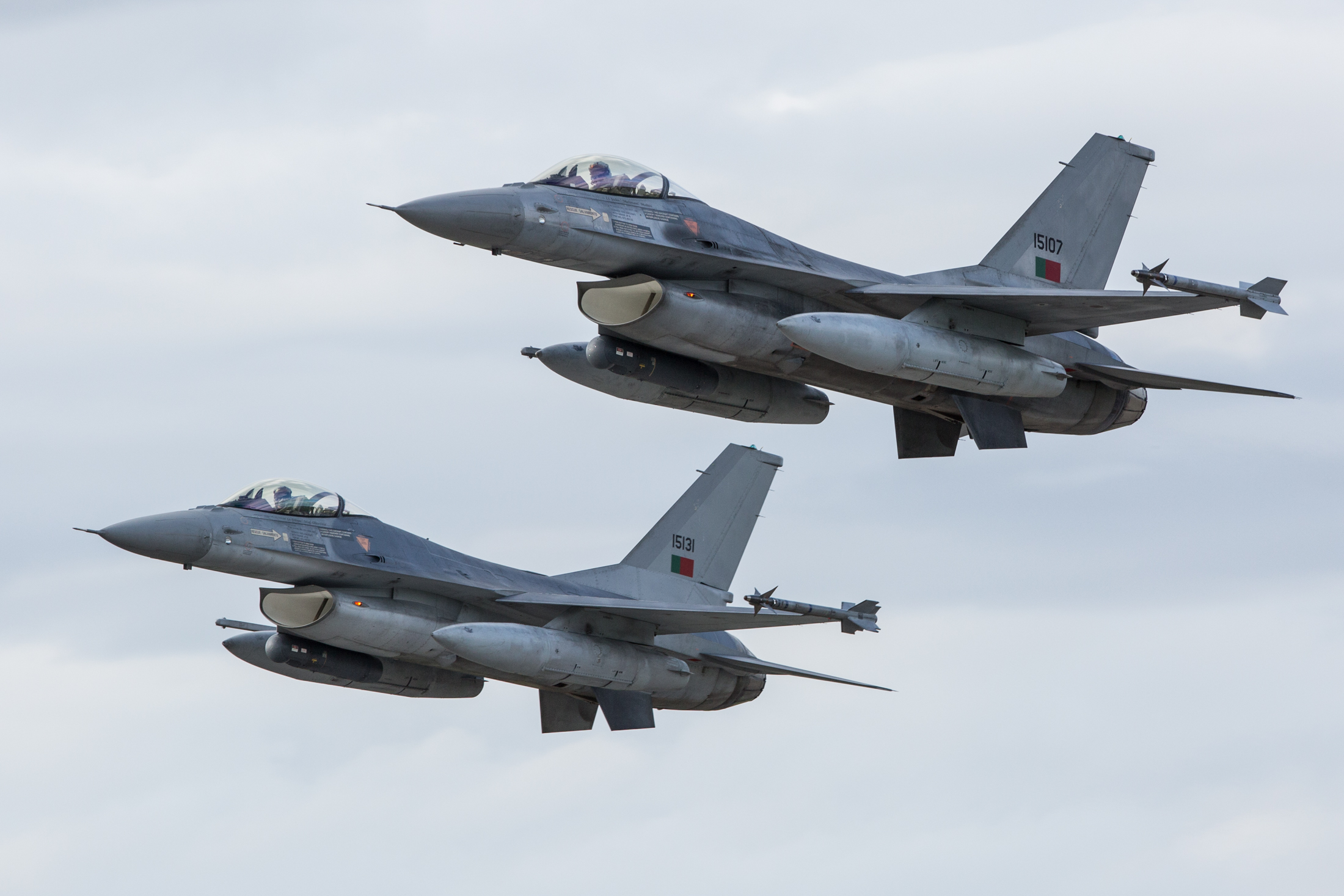
Para portugalskich F-16A

W połowie 1990 ogłoszono, że Portugalia zamierza zakupić 20 F-16A/B z zapasów amerykańskich. W toku kolejnych rozmów ustalono, że Portugalia zakupi 17 F-16A i 3 F-16 Block 15 OCU z bieżącej produkcji. Dostawy tych samolotów przeprowadzono w 1994, jednocześnie wycofano maszyny A-7P, używane dotąd przez lotnictwo Portugalii. F-16A/B dostarczono do 201. Dywizjonu Sił Powietrznych Portugalii, stacjonującego w Monte Real. Portugalskie F-16 wyróżniają się statecznikiem pionowym pochodzącym z wersji F-16A/B ADF. Ponadto Portugalskie F-16 są dostosowane do odpalenia pocisków AIM-7M Sparrow, pociski te dostarczono wraz z samolotami.
W 1999 w ramach programu Peace Atlantis II dostarczono z nadwyżek amerykańskich sił zbrojnych kolejne 20 F-16A/B blok 15 (16 A i 4 B) oraz 5 F-16A jako skarbnica części zamiennych. Jednocześnie Portugalia włączyła się w program MLU, planując zmodernizowanie wszystkich swoich maszyn, w 2003 dostarczono pierwszy zmodernizowany ex-amerykański F-16. Jednocześnie mają też być zakupione pociski AIM-120 AMRAAM. W ramach programu Peace Atlantis II Portugalia zapłaciła 268 mln USD jedynie za unowocześnienie samolotów, które USA przekazały nieodpłatnie.

### F-16B Block 15
- od 93-0465 do 93-0467 (od 15101 do 15103) – 3 – Block 15AT OCU;
- od 93-0468 do 93-0477 (od 15104 do 15113) – 10 – Block 15AV OCU;
- od 93-0478 do 93-0481 (od 15114 do 15117) – 4 – Block 15AW OCU.

## Rumunia
Rumuńskie Siły Powietrzne

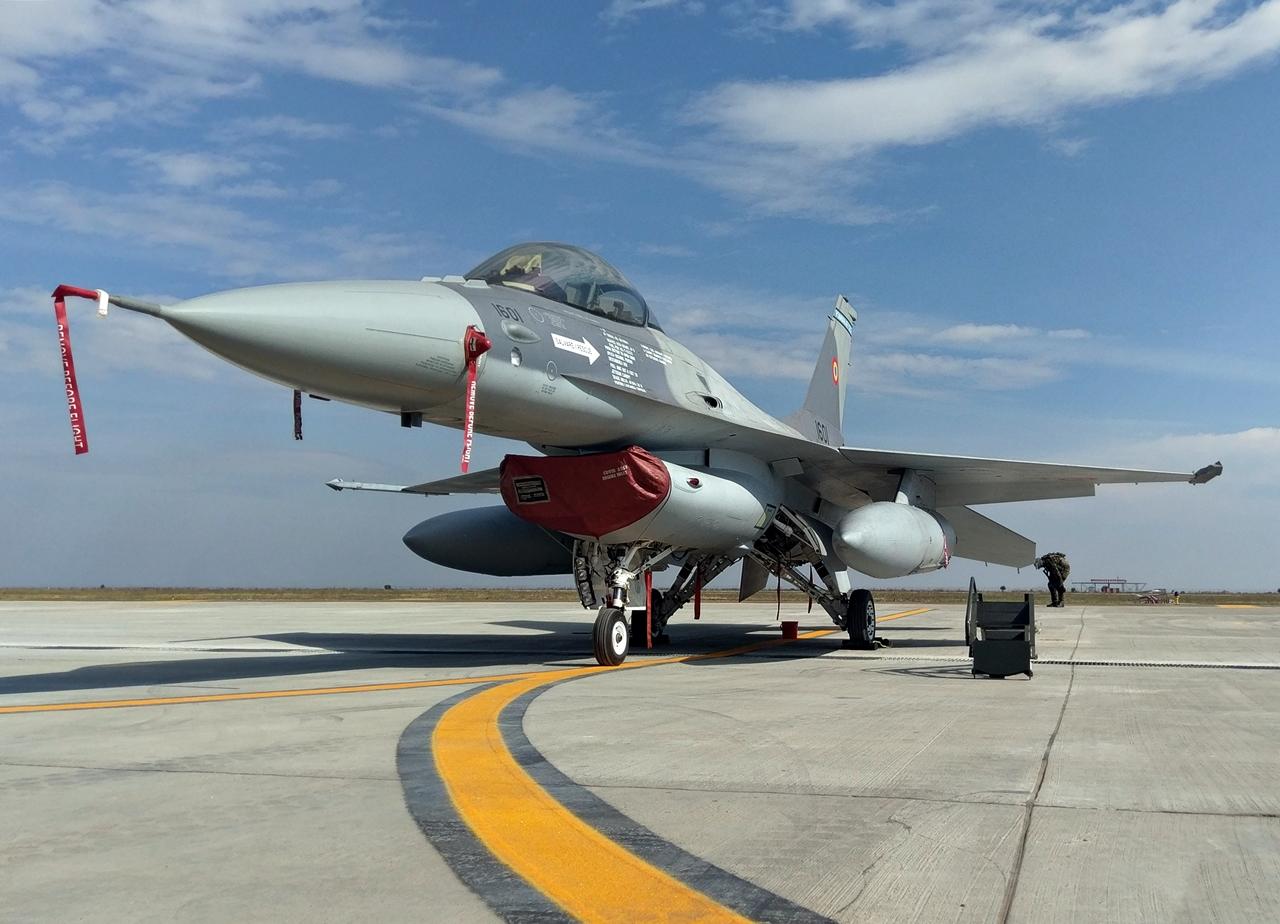
Rumuński F-16A

W 2010 roku rząd Rumunii przyjął ofertę USA dotyczącą przekazania i modernizacji 24 używanych F-16C/D Block 25 za 1,4 mld USD, jednak z powodu problemów finansowych do transakcji nie doszło.
W 2013 roku Rumunia odkupiła od Portugalii dwanaście używanych myśliwców za kwotę 628 milionów euro. Pierwsze maszyny odebrano po modernizacji 28 września 2016 roku, dostawy mają potrwać do końca roku 2017.

### F-16A Block 20 MLU
- 82-0904, 82-0941, 82-0944, 82-0948, 82-0982, 82-0999, 82-1017[20]

### F-16B Block 20 MLU
- 81-0822, 83-1167[20]

## Singapur
Siły Powietrzne Republiki Singapuru

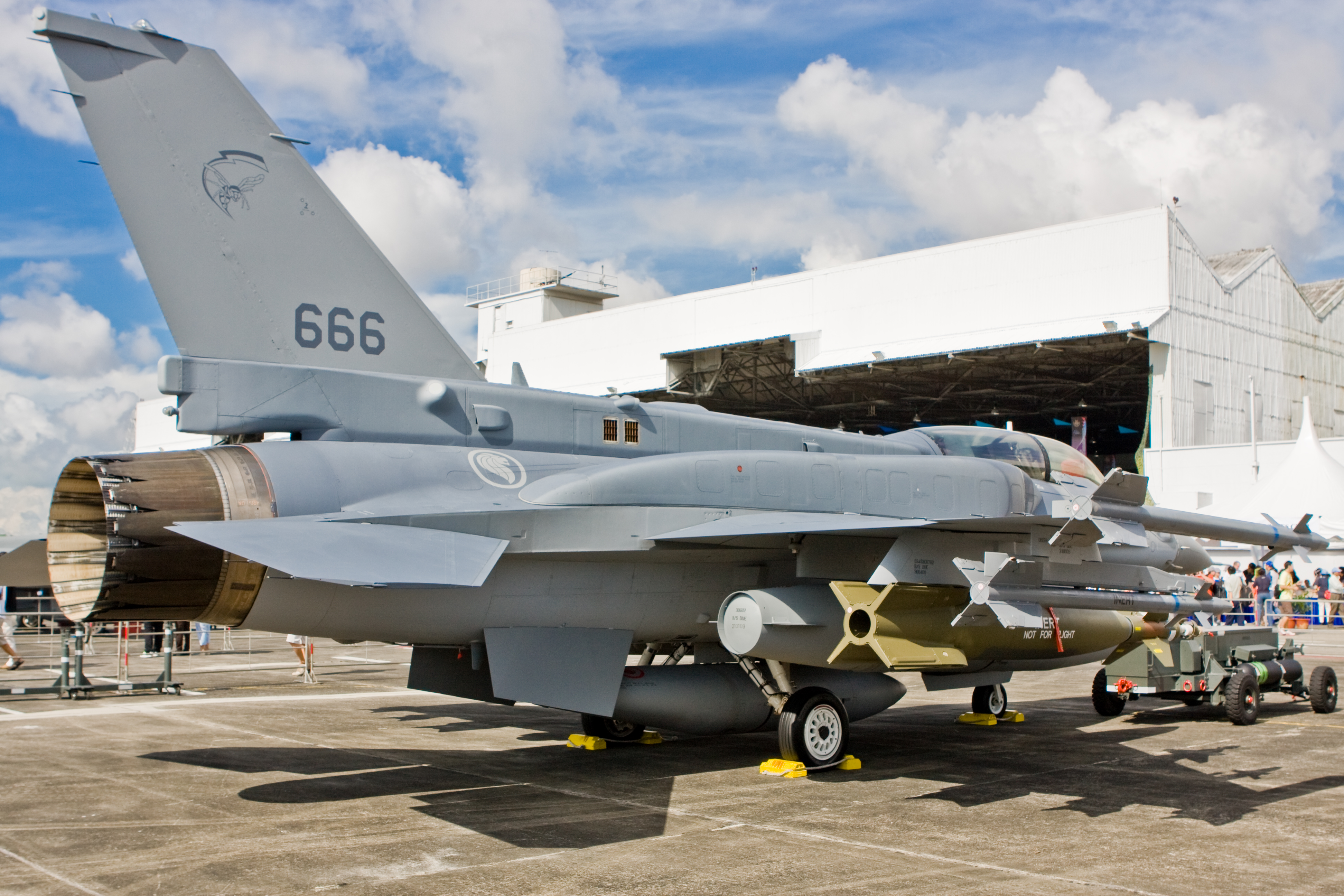
Singapurski F-16D

Początkowo, w pierwszej połowie lat 80., Singapur planował zakup samolotów F-16/J79, ostatecznie jednak zakupiono 4 F-16A i 4 F-16B Block 15 OCU. Pierwszy z nich, przekazano lotnictwu Singapuru w lutym 1988, był to dwutysięczny wyprodukowany F-16. Początkowo singapurskie F-16 latały w USA, w Luke w Arizonie, gdzie prowadzono szkolenie pilotów. Dopiero w 1990 przebazowano je do Singapuru, gdzie weszły do wyposażenia 140. Dywizjonu z Tengah.
W końcu lat 90. Zakupiono kolejne F-16 – 8 F-16C i 10 F-16D Block 52. Samoloty te dostarczono w latach 1998–1999, ale do chwili obecnej stacjonują one w Cannon, gdzie w 428. FS 27. FW prowadzone jest szkolenie pilotów singapurskich. W 2000 w Singapurze ponownie sformowano 143. Dywizjon, który (obok 140.) ma otrzymać nowe F-16C/D. Na początku 2001 rozpoczęło się przebazowanie najnowszych samolotów do Singapuru.

### F-16B Block 15
- od 87-0397 do 87-0398 (od 880 do 881) – 2 – Block 15AA OCU;
- od 87-0399 do 87-0400 (od 882 do 883) – 2 – Block 15AB OCU.

### F-16C Block 52
- od 94-0266 do 94-0273 – 8 – Block 52;
- od 96-5025 do 96-5028 – 4 – Block 52;
- od 97-0112 do 96-0121 – 10 – Block 52.

### F-16D Block 52
- od 94-0274 do 94-0283 – 10 – Block 52;
- od 96-5029 do 96-5036 – 8 – Block 52;
- od 97-0122 do 97-0123 – 2 – Block 52.

## Stany Zjednoczone

### Siły powietrzne (USAF) – stan obecny

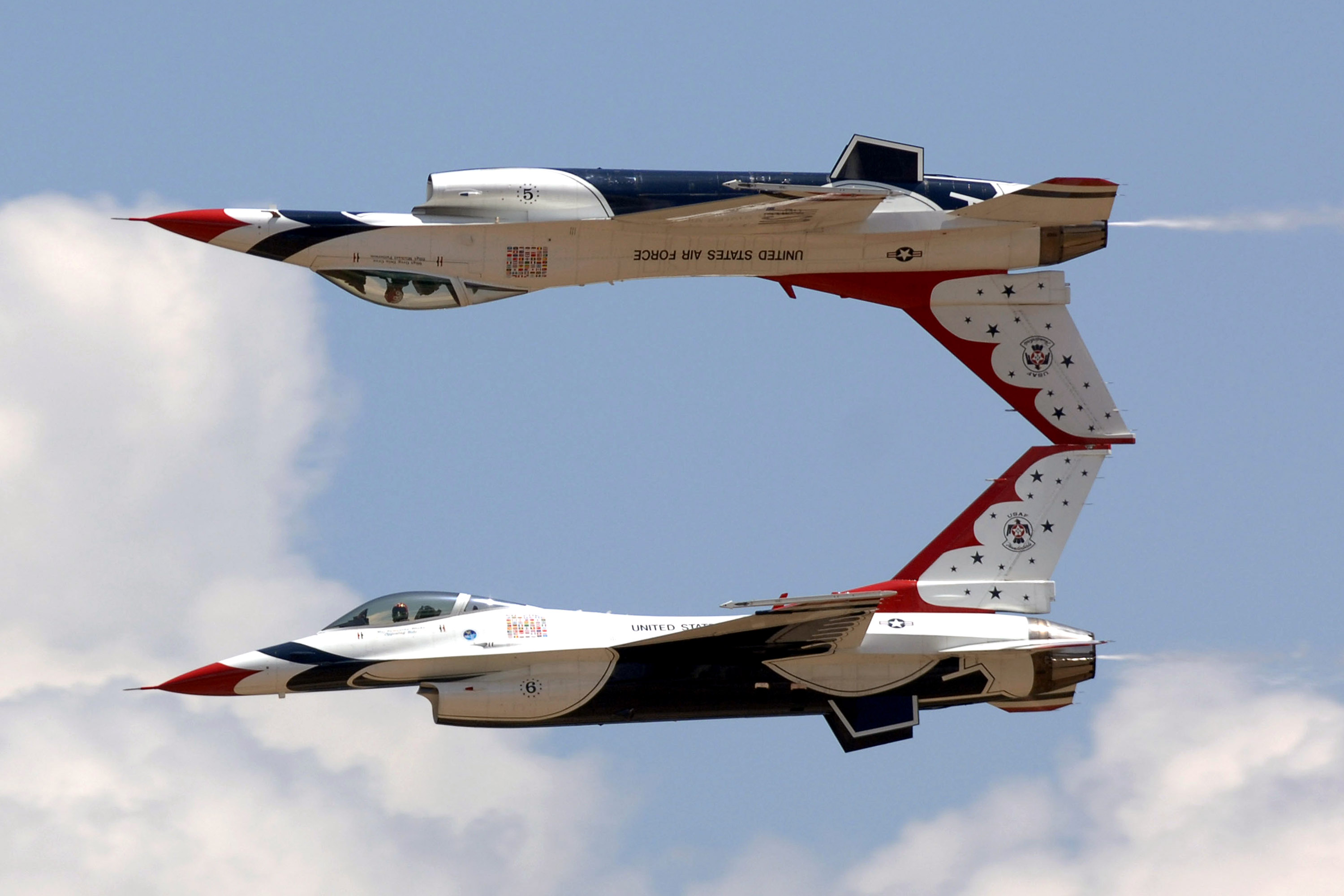
Amerykańskie F-16 z zespołu akrobacyjnego U.S. Air Force Thunderbirds

#### Air Combat Command

##### 20. Skrzydło Myśliwskie, Shaw, Płd. Karolina, kodSW
Jednostka powstała w 1947 jako 20. Skrzydło Myśliwskie. Od maja 1952 skrzydło bazowało w Upper Heyford, w Wielkiej Brytanii. Od 1971 do rozwiązania w październiku 1991 jednostka używała samolotów F-111E, a później także EF-111A. W styczniu 1994 skrzydło zostało reaktywowane w Shaw, w Płd. Karolinie, gdzie dotąd stacjonowało 363. Skrzydło Myśliwskie. Jednocześnie wszystkie trzy dywizjony skrzydła przemianowano na dawne dywizjony 20. Skrzydła: 55., 77. i 79. Początkowo w skład skrzydła wchodził też 78. Dywizjon, jednak później jego numer zmieniono na 55., po rozwiązaniu 81. Skrzydła Myśliwskiego w Wielkiej Brytanii, skąd pochodził ten ostatni pododdział.
Jednocześnie z reorganizacją skrzydło zostało wyposażone w samoloty F-16C/D Block 50D (poprzednio używano tu samolotów Block 42). Nowym zadaniem jednostki jest przełamywanie obrony powietrznej. 20. Skrzydło Myśliwskie podlega 9. AL, a za jej pośrednictwem – Air Combat Command. Operacyjnie zaś skrzydło podlega US Central Command, które odpowiada za obszar Środkowego i Bliskiego Wschodu.

##### 347. Skrzydło, Moody, Georgia, kod „MY”
W 1988 r. 347. Taktyczne Skrzydło Myśliwskie, bazujące w Moody w Georgii przezbrojono z F-4E na F-16A/B Block 15. Samoloty te otrzymały wszystkie trzy dywizjony jednostki: 68., 69. i 70. Jeszcze w 1990 r. wymieniono je na F-16C/D Block 40. 69. Taktyczny Dywizjon Myśliwski wziął udział w operacji Pustynna Burza.
W 1993 r., po tym, jak tornado zniszczyło bazę Homestead, w Moody reaktywowano dawne dwa dywizjony 31. Skrzydła Myśliwskiego z Homestead, 307. i 308., również wyposażone w F-16C/D Block 40. W lipcu 1994 r. 347. Skrzydło Myśliwskie przeorganizowano w 347. Skrzydło, przeznaczone do zabezpieczenia działań w konfliktach lokalnych. Rozwiązano wówczas 69., 70. i 308. Dywizjon, a 307. Dywizjon przemianowano na 69. Dywizjon Myśliwski. Na nowo sformowano 70. Dywizjon Myśliwski, wyposażając go w A-10A. Ponadto w skład skrzydła włączono 52. Dywizjon Transportowy na C-130E. Kolejna reorganizacja miała miejsce w 1996 r., ale nie dotyczyła obu dywizjonów F-16C/D Block 40 (68. i 69.). Z jednostki wyłączono jedynie 52. Dywizjon, zastępując go 41. Dywizjonem Ratowniczym (HH-60G) i 71. Dywizjonem Ratowniczym (HC-130P). W takim składzie 347. Skrzydło występuje do dziś.
12. Armia Lotnicza, Davis-Montham, Arizona
366. Skrzydło, Mountain Home, Idaho, kod „MO”
Skrzydło istniało w czasie drugiej wojny światowej i latało na P-47 Thunderboltach, po wojnie zostało rozwiązane. Ponownie sformowano je w 1952 r., od tej pory jednostka istniała niemal bez przerwy, od 1974 r. latając na F-111 różnych wersji. W 1991 r. rozpoczęło się jego przeformowywanie w pierwsze „superskrzydło”, wyposażone w pododdziały o różnym przeznaczeniu. Po przerzuceniu w rejon konfliktu lokalnego miało ono stworzyć „mini-siły powietrzne”, zdolne do wykonywania różnych zadań.
Pierwsze F-16C/D Block 25 trafiły do 389. Dywizjonu Myśliwskiego skrzydła w 1993 r. Poza wspomnianym dywizjonem w skład skrzydła weszły też 22. Dywizjon Tankowania Powietrznego (KC-135R), 34. Dywizjon Bombowy (B-52G, a później B-1B), 390. Dywizjon Myśliwski (F-15C/D) i 391. Dywizjon Myśliwski (F-15E). W 1996 r. 389. Dywizjon Myśliwski otrzymał F-16C/D Block 52, zmieniając przeznaczenie na jednostkę przełamywania OP. Na samolotach tych 366. Skrzydło, bazujące nadal w Mountain Home w Idaho jednostka lata do dziś, jej skład nie uległ zmianie.
388. Skrzydło Myśliwskie, Hill, Utah, kod „HL”
Była to pierwsza jednostka USAF-u wyposażona w F-16. W styczniu 1979 r. rozpoczęły się do bazy Hill w stanie Utah dostawy samolotów F-16A/B Block 1, 5, a następnie Block 10. Samoloty te zastąpiły w 4., 34. i 421. Taktycznym Dywizjonie Myśliwskim oraz w 16. Taktycznym Dywizjonie Szkolno-Myśliwskim dotychczas używane F-4D. W 1983 r. wprowadzono do uzbrojenia jednostki nowsze F-16A/B Block 15. W tym okresie głównym zadaniem jednostki było przygotowanie załóg i personelu naziemnego dla kolejnych jednostek F-16. W 1987 r. zadania te przekazano do innych jednostek, w związku z czym rozwiązano 16. Dywizjon. W 1989 r. pozostałe dywizjony przezbrojono na F-16C/D Block 40. 4. i 421. Dywizjon wzięły następnie udział w operacji „Pustynna Burza”. W latach 1993–1994 4. Dywizjon Myśliwski używał F-16C/D Block 50, po czym ponownie otrzymał wersję Block 40. Obecnie 388. Skrzydło Myśliwskie nadal używa F-16C/D Block 40 i stacjonuje w Hill.

### USAFE

#### 3. Armia Lotnicza,Mildenhall,Wielka Brytania

##### 52. Skrzydło Myśliwskie, Spangdahlem,Niemcy, kod „SP”

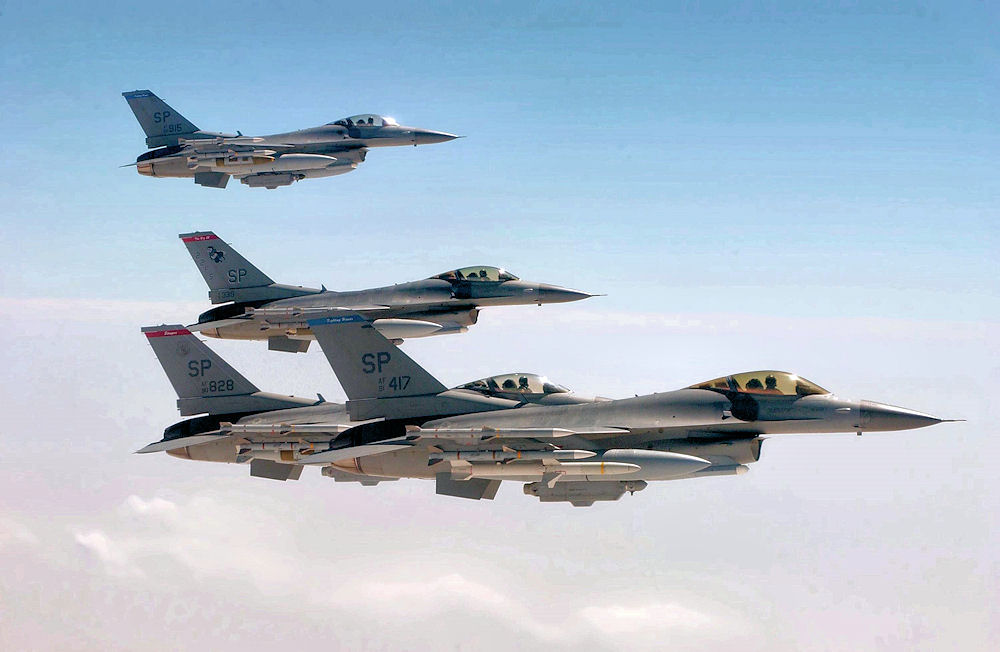
Amerykańskie F-16 z bazy w Spangdahlem

Jednostka powstała w okresie drugiej wojny światowej, po wojnie została rozwiązana i ponownie reaktywowana w 1948 r. Od stycznia 1973 r. 52. Skrzydło otrzymało samoloty F-4G Wild Weasel, stosując je obok F-4D. W 1987 r. F-4D zostały zastąpione przez F-16C/D Block 30 i 52 TFW stało się pierwszą jednostką wykonującą zadania Hunter-Killer w ramach przełamywania OP. Do końca lat 70. 52 TFW przejęło 23 TFS przekazany z 36 TFW z chwilą jego przezbrojenia na F-15A/B (23 TFS używał samolotów F-4D), 81 TFS został przezbrojony na F-4G, a 480 TFS – z F-4D na F-4E.
52. Skrzydło wzięło udział w operacji Pustynna Burza. W październiku 1991 r. skrzydło przeformowano na nowy wzór, włączając w jego skład wszystkie pododdziały bazowe (poprzednio były to Air Base Group), zmieniając nazwę jednostki na 52nd Fighter Wing. W końcu 1992 r. dokonano reorganizacji skrzydła. Dotychczasowe 23., 81. i 480. Dywizjony Myśliwskie, latające dotąd na F-16C/D oraz F-4G (oba typy samolotów występowały we wszystkich dywizjonach) pozbyły się Phantomów, a F-16C/D skoncentrowano w 23. i 480. Dywizjonie. 81 FS został natomiast wyposażony w A-10A po rozwiązanym 81. Skrzydle z Woodbridge i Bentwaters. W 1994 r., po rozwiązaniu 36. Skrzydła Myśliwskiego, 480. Dywizjon otrzymał numer jednego z dawnych dywizjonów 36 FW – 22. Dywizjon Myśliwski, a w skład 52 FW włączono też 53 FS na F-15C/D (przekazaną z 36. Skrzydła). W tym samym czasie F-16C/D Block 30 wymieniono na Block 50.
Obecnie 52. Skrzydło administruje też bazę w Bittburgu, oprócz własnej w Spangdahlem i ma w swoim składzie cztery dywizjony: 22 i 23 FS na F-16C/D Block 50, 53 FS na F-15C/D oraz 81 FS na OA-10A i A-10A.

#### 16. Armia Lotnicza, Aviano, Włochy
31. Skrzydło Myśliwskie, Aviano, Włochy, kod „AV”
Jednostka powstała w 1940 r. jako grupa myśliwska. Po wojnie została rozwiązana, ale już w 1946 r. ponownie ją sformowano.
W marcu 1988 r. dywizjony skrzydła 307., 308 i 309.), latające dotąd na F-4E zostały kolejno wyposażone w samoloty F-16A/B. W 1989 r. rozwiązano 307. Dywizjon Myśliwski, ale w 1991 r., wraz z przezbrojeniem jednostki na F-16C/D-40 ponownie sformowano go sformowano. Jednocześnie, jesienią tego roku skrzydło przeszło na nowy etat, stając się 31. Skrzydłem Myśliwskim. Po krótkim okresie funkcjonowania w tym składzie, skrzydło zostało jednak rozwiązane w marcu 1994 r., po zniszczeniu bazy Homestead przez tornado.
W kwietniu 1994 r. 31 FW zostało reaktywowane w Aviano we Włoszech. Po rozwiązaniu 401. Skrzydła, które wcześniej trafiło tu z Torrejon w Hiszpanii wraz ze swoimi 612. i 613. Dywizjonem na F-16C/D-30 (614. Dywizjon wziął udział w operacji Pustynna Burza). Z połączenia 512. i 526. Dywizjonów Myśliwskich (z 86. Skrzydła przeformowanego z myśliwskiego na transportowe) z 612. i 613. Dywizjonami Myśliwskimi powstało 31 FW, a dywizjony otrzymały numer 510. i 555. Zostały one wyposażone w samoloty F-16C/D-40 po 86. Skrzydle. Od tej pory 31. Skrzydło brało aktywny udział w działaniach nad byłą Jugosławią. 31. Skrzydło Myśliwskie ze swoimi 510 i 555 FS nadal stacjonuje w Aviano i dysponuje 40 F-16C-40 i 4 F-16D-40, wchodząc w skład 16 AL.

#### Pacific Air Command

##### 5. Armia Lotnicza, Yokota,Japonia

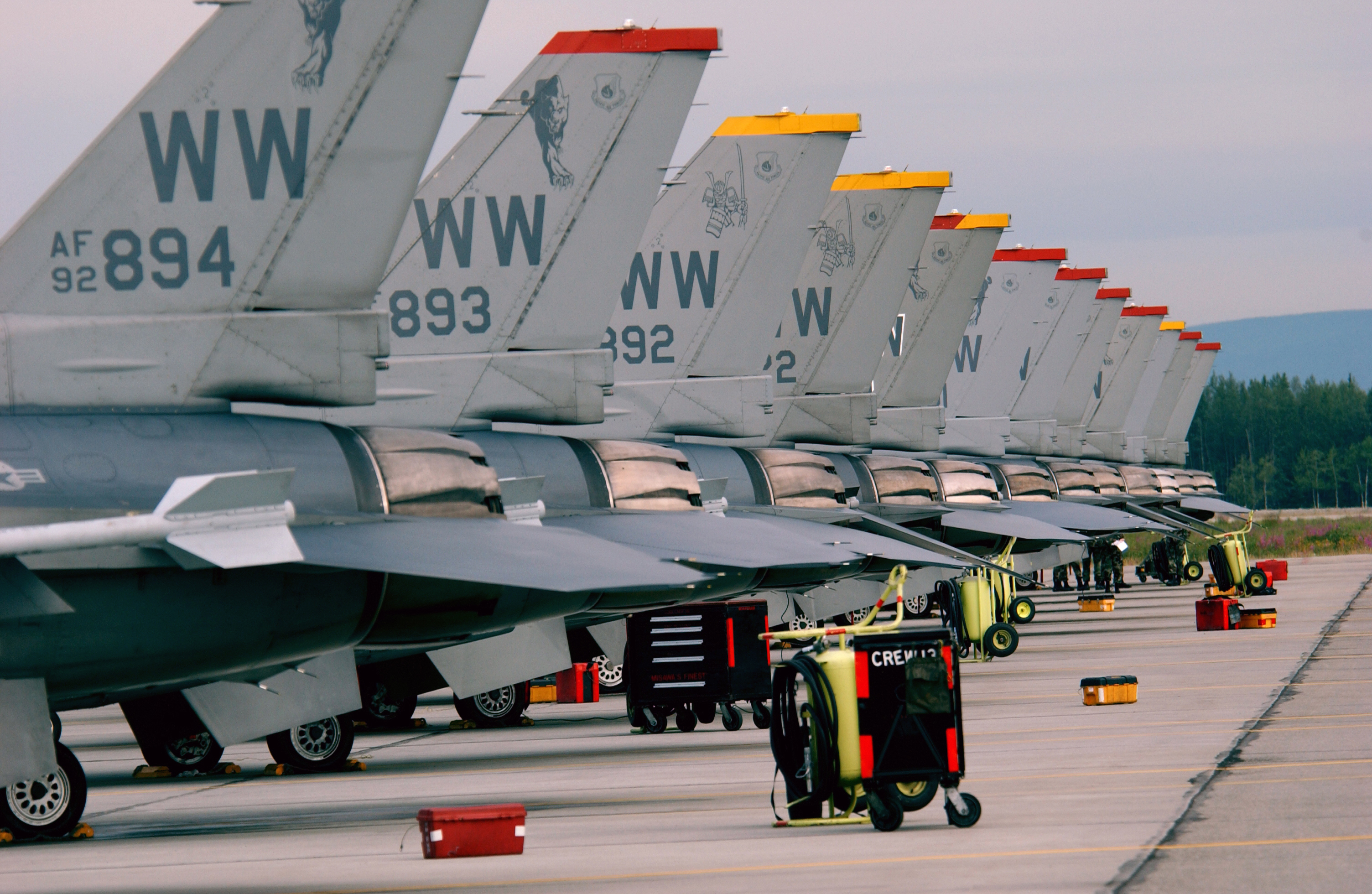
Stateczniki pionowe F-16 stacjonujących w bazie Misawa

35. Skrzydło Myśliwskie, Misawa, Japonia, kod „WW”. Skrzydło w czasie drugiej wojny światowej działało we Włoszech, latając na P-51 Mustangach. Po wojnie je rozwiązano, po czym ponownie reaktywowano w Japonii, w 1948 r. W 1971 r. je rozwiązano, ale równocześnie na nowo sformowano w bazie George, w Kalifornii, wyposażono je w F-4D i później także w F-4G, jednak w 1992 r. je rozwiązano. W październiku 1994 r. dawne 432 Skrzydło Myśliwskie z bazy Misawa w Japonii otrzymało numer 35. Skrzydło Myśliwskie. Oba dywizjony myśliwskie jednostki, 13. i 14., były wyposażone w F-16C/D Block 30. W 1995 r. 14. Dywizjon Myśliwski został wyposażony w samoloty F-16C/D Block 50D, podczas gdy 13. Dywizjon nadal dysponuje samolotami Block 30. Ponadto w skład skrzydła wchodzi 39. Klucz Ratowniczy z HH-60G.
7. Armia Lotnicza, Osan, Korea Płd.
8. Skrzydło Myśliwskie, Osan, Korea Płd., kod „WP”. Tradycje jednostki sięgają okresu przedwojennego. W drugiej połowie 1972 r. 8. Skrzydło trafiło do swojej dzisiejszej bazy Kunsan w Korei, gdzie w jego skład włączono jego dawne 35, 36 i 80 TFS, wszystkie wyposażone w samoloty F-4D i F-4E. W 1981 r. zaczęło się przezbrojenie skrzydła na samoloty F-16A/B Block 10, przy czym otrzymały je jedynie 35 i 80 TFS, 36 TFS został wówczas rozwiązany. W późniejszym okresie sprzęt skrzydła uzupełniły F-16A/B Block 15. W 1987 r. natomiast samoloty te zostały w całości wymienione na F-16C/D Block 30, na których skrzydło lata do dziś. W drugiej połowie 1991 r. skrzydło przeformowano na nowy etat i jego nazwa uległa zmianie – 8. Skrzydło Myśliwskie. Do chwili obecnej w jego składzie występują 35. i 80. Dywizjony Myśliwskie na F-16C/D Block 30.
51 Skrzydło Myśliwskie, Osan, Korea Płd., kod „OS”. Jednostka ma bogate tradycje, sięgające II wojny światowej. Niemal przez cały okres powojenny jednostka bazowała w Korei. W 1982 r. pozostał w niej tylko jeden dywizjon (36 TFS) dysponujący samolotami F-4E, w związku z czym skrzydło przeformowano w grupę. Bazowała ona w Osan, w Korei Płd.
W 1989 r. 36. Dywizjon przezbrojono na F-16C/D Block 30. W rok później reaktywowano 19. Dywizjon, wyposażając go w OA-10A. Jednocześnie 51. Grupa wróciła do statusu skrzydła. W czerwcu 1990 r. samoloty 36. Dywizjonu zastąpiono F-16C/D Block 42, przystosowanymi do nocnych uderzeń. Obecnie jest to jedyny dywizjon bazujący poza USA, wyposażony w F-16 z silnikami Pratt Whitney. W latach 1993–1994, w czasie reorganizacji USAF, nastąpiły w skrzydle znaczne zmiany. W skład skrzydła włączono 55. Dywizjon Transportowy dysponujący samolotami Beech C-12 oraz 38. Dywizjon Ratowniczy, wyposażony w śmigłowce HH-60G. W 1994 r. natomiast zmieniono nazwę 19th Fighter Squadron na 25th Fighter Squadron. W tym składzie skrzydło występuje do dziś.
11. Armia Lotnicza, Elmendorf, Alaska
354. Skrzydło Myśliwskie, Eielson, Alaska, kod „AK”. Jednostka powstała w czasie II wojny światowej i latała na P-51, a później P47, ale po wojnie została na dziesięć lat rozwiązana. Po reaktywowaniu używano w niej różnych typów samolotów, w tym przed rozwiązaniem w 1993 r. – A-10A. W sierpniu 1993 r. 343. Skrzydło z bazy Eielson na Alasce zostało przemianowane na 354. Skrzydło. W jego skład weszły dwa dywizjony lotnicze: 18. Dywizjon Myśliwski wyposażony w samoloty F-16C/D Block 40 i 355. Dywizjon Myśliwski z samolotami OA-10A. W takim składzie występuje do dziś.

#### Jednostki bezpośrednio podległe Air Combat Command
Weapons and Tactics Center (Centrum Szkolenia Taktyczno-Bojowego)
57. Skrzydło, Nellis AFB, Nevada, kod „WA”. Ośrodek istniejący w Nellis utworzono w 1966 r. Początkowo nazywał się on Tactical Fighter Weapons Center. Zadaniem ośrodka jest badanie i opracowywanie nowych zasad taktyki, użycia uzbrojenia i samolotów taktycznych, a także zaawansowane szkolenie taktyczne doświadczonych załóg w zastosowaniu bojowym. Istniejące obecnie w centrum 57. Skrzydło, wówczas 57th Fighter Weapon Wing, wyposażyło w 1980 r. swój 422nd Test and Evaluation Squadron w samoloty F-16A/B Block 1, 5 i 10. Dywizjon służył do różnych zadań doświadczalnych związanych z wprowadzeniem samolotu F-16 do uzbrojenia. Nieco później jego wyposażenie uzupełniły F-16A/B Block 15 i F-16C/D Block 25. W 1987 r. 64. Dywizjon „agresorów” przezbrojono z F-5E na F-16C/D Block 32. Jednak już w 1990 r. dywizjon rozwiązano, w związku z rezygnacją z jednostek Agressors. Jednocześnie F-16C/D Block 32 w kamuflażach wzorowanych na sowieckich, pozostałych po dawnych „agresorach”, przeniesiono do 414th Training Squadron „Adversary” („przeciwnicy”, główna ich różnica w stosunku do „agresorów” polega na niewskazywaniu na Rosjan jako na ewentualnych wrogów, jednostki te pozorują jakiegoś nieokreślonego nieprzyjaciela). Na początku lat 90. z 414. Dywizjonu wycofano starsze wersje F-16 i obecnie pododdział ten dysponuje mieszanką maszyn Block 42 i 52.
USAF Warfare Test Center
53. Skrzydło, Eglin, Floryda, kod „OT”. Od pierwszej połowy lat 80. przez 79. Grupę Doświadczalną, której zadaniem było badanie nowych systemów uzbrojenia, przewinęły się niemal wszystkie wersje F-16: Block 10, 15, 25, 32, 42 i 50. Ostatnio grupa zajmowała się badaniem zestawów AN/ASQ-213 wprowadzonych na samolotach Block 50D.
W 1994 r. grupę przeformowano w 53. Skrzydło, a jej 79. Dywizjon przemianowano na 85th Tactical Evaluation Squadron. Zadaniem jednostki jest nawal sprawdzanie uzbrojenia już przyjętego do uzbrojenia oraz wypracowaniem taktyki jego użycia.
Air Education and Training Command (Dowództwo Szkolenia Lotniczego)
2. Armia Lotnicza
82. Skrzydło Szkolne, Sheppard AFB, Teksas. 82. Skrzydło jest jednostką nielatającą. Jego przeznaczeniem jest szkolenie personelu technicznego. Do tego celu jednostkę wyposażono w liczne, wycofane z różnych przyczyn F-16 (zakończenie resursu, awarie po których nie opłaca się ich remontował). Te uziemione F-16 noszą oznaczenie GF-16. Głównie są to najstarsze F-16A/B, ale jest też kilka nowszych C/D.
19. Armia Lotnicza

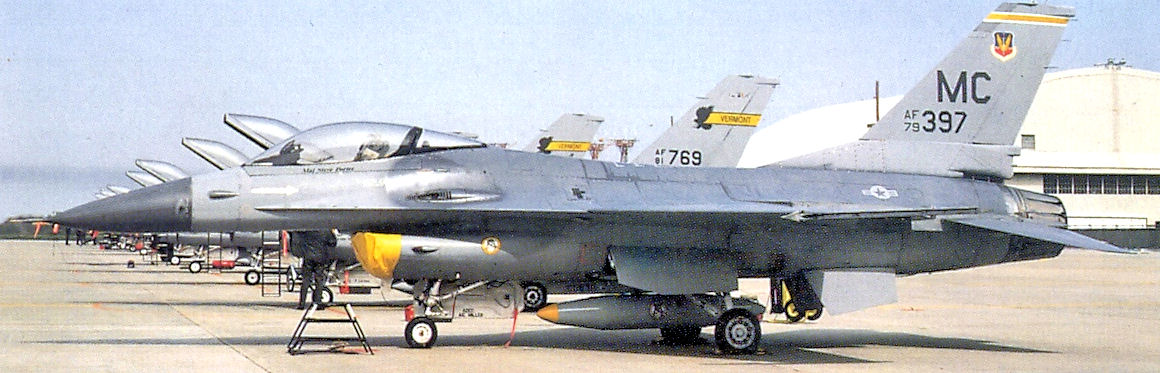
F-16A Block 10B w MacDill Air Force Base

56. Skrzydło Myśliwskie, Luke AFB, Arizona, kod „LF”. Do niedawna jednostka ta nazywała się 58. Skrzydło Myśliwskie. Skrzydło to, spełniające od swego powstania w 1969 r. (jako 4510th Combat Conversion Training Wing) funkcję jednostki treningowo-szkolnej latało na samolotach F-100, A-7, F-4, F-5 i F-15. Z chwilą przezbrojenia w lutym 1983 z F-15A/B na F-16A/B Block 10 zmieniono też kod z „LA” na „LF” (od „Luke Falcons”). W późniejszym okresie do używanych już maszyn Block 10 dołączyły nowsze Block 15. W tym okresie jednostka dysponowała trzema dywizjonami: 310 TFTS (Tactical Fighter Training Squadron), 311 TFTS i 312 TFTS. W 1986 r. dołączył do nich czwarty – 314 TFTS. Równocześnie rozpoczął się proces przezbrojenia skrzydła na samoloty F-16C/D Block 25. Jedynie 311 TFTS zachowała swoje „Alpha”/„Bravo”, gdyż był przeznaczony do szkolenia zagranicznych pilotów „szesnastek”.
Po serii reorganizacji w latach 1992–1995 (pod skrzydło podlegały między innymi dwie eskadry treningowe na F-15E) ukształtował się obecny kształt tej największej obecnie jednostki latającej na F-16. Po rozwiązanym 56 FW z MacDill, 58 FW odziedziczyło jego trzy dywizjony: 61., 62. i 63. Dywizjony Myśliwskie oraz numer 56 FW. Z rozwiązanego 31. Skrzydła z Homestead przybyły 308, 309 oraz 425 FS. Po utworzeniu 1 lipca 1993 r. nowego Dowództwa Szkolenia Lotniczego (Air Education and Training Command) 56. Skrzydło przeszło z podporządkowania Air Combat Command do AETC. Obecnie jako jedyna jednostka szkoląca na F-16 56 FW składa się aż z ośmiu dywizjonów: 21 (dawny 311), 61 i 62 FS na F-16C/D Block 25; 63, 308, 309 i 310 na F-16C/D Block 42 oraz 425 FS na F-16A/B Block 15 szkolącej pilotów zagranicznych. Ten ostatni został w końcu 1995 r. przezbrojona na F-16C/D Block 30.
Air Force Materiel Command (Dowództwo Zaopatrzenia USAF)
Air Force Development Test Center (Centrum Badawczo-Rozwojowe Sił Powietrznych)
46. Skrzydło Doświadczalne, Eglin AFB, Floryda, kod „ET”. 46. Skrzydło, w przeciwieństwie do 53. Skrzydła, która wypracowuje zasady użycia uzbrojenia już wprowadzonego do służby w USAF, 46 TW zajmuje się badaniem uzbrojenia, które dopiero ma był zakupione. Skrzydło składa się z dwóch dywizjonów: 39 i 40 Flight Test Squadron. 40 FTS to dawny 3247 Test Squadron, od 1980 r. wyposażonego w F-16A/B Block 5. Później dywizjon ten używał niewielkiej liczby niemal wszystkich wariantów samolotu, w tym F-16A/B Block 15 ADF. W październiku 1992 r. 3246th Test Wing stało się obecnym 46., a jego 3247. Dywizjon został przemianowany na 40. Dywizjon. Wkrótce dołączył do niej drugi, 39 FTS. W 1995 r. w 39. Dywizjonie prowadzono próby z odpalaniem brytyjskich pocisków „powietrze-powietrze” ASRAAM z samolotu F-16C Block 25. W 46. Skrzydle można czasem oglądać samoloty F-16 z innym nietypowym uzbrojeniem, nie występującym w jednostkach bojowych, np. z bombami Durandal.
Air Force Flight Test Center (Centrum Badań w Powietrzu Sił Powietrznych)
412. Skrzydło Doświadczalne, Edwards, Kalifornia, kod „ED”. Faktycznie była to pierwsza jednostka na świecie latająca na F-16, używająca początkowo obu YF-16. Tutaj trafiły też wszystkie F-16A/B FSD. Było to wówczas 6510th Test Wing, a jego zadaniem zarówno wczoraj, jak i dziś jest badanie nowych samolotów, przed ich wejściem do uzbrojenia. Przez jego ówczesny dywizjon, 6512th Test Squadron, przewinęły się niemal wszystkie warianty F-16. W 1992 roku skrzydło zmieniło nazwę na 412th Test Wing, a jego wszystkie F-16 trafiły do 416th Flight Test Squadron. Samoloty dywizjonu są wykorzystywane nie tylko do różnorodnych testów i prób, ale także do lotów towarzyszących innym prototypom (chase plane) oraz w szkoleniu pilotów doświadczalnych. Poza przyjętymi do uzbrojenia w 412. (a poprzednio w 6510.) Skrzydle latały lub nadal latają takie wersje F-16 jak F-16ES czy NF-16A AFTI.
Ogden Air Logistics Center
75. Baza Lotnicza (jednostka logistyczna) Hill, Utah, kod „HAFB”. Zadaniem 75. Bazy jest prowadzenie remontów i przeglądów samolotów F-16 i w związku z przewija się przez nią wiele samolotów różnych wersji. Jednak baza eksploatuje też dwa własne myśliwce, które służą miejscowym oblatywaczom: F-16A Block 10 79-0402 i F-16B Block 15 81-0817.
Siły powietrzne (USAF) – jednostki używające F-16 w przeszłości
23 Skrzydło, Pope, Płn. Karolina, kod „FT”. Tradycję jednostki sięgały American Volunteer Group w Chinach, słynnych Latających Tygrysów, gen. Claire L. Chennaulta. W latach 1964–1992 jednostka używała F-105D, A-7D i A-10A, bazując w England w Luizjanie. W czerwcu 1992 r. zostało ono rozwiązane, ale jednocześnie reaktywowano je na nowo w Pope, w Płn. Karolinie, jako skrzydło o uniwersalnym przeznaczeniu, przeznaczone do działań w rejonach kryzysowych i konfliktów lokalnych poza Stanami Zjednoczonymi. W skład skrzydła wszedł 74. Dywizjon Myśliwski na samolotach F-16C/D Block 40, obok 75. Dywizjonu na A-10A oraz 2. i 42. Dywizjonu na C-130E. We wrześniu 1994 r. skrzydło wzięło udział w operacji Uphold Democracy na Haiti. W lipcu 1996 r., w ramach kolejnej reorganizacji skrzydło zostało przekształcone w zwykłą jednostkę wsparcia. W tym momencie wyłączono z jednostki oba dywizjony transportowe, a 74. Dywizjon przezbrojono z F-16C/D Block 40 na A-10A.
31. Skrzydło Myśliwskie, Homestead, Floryda, kod „ZF”, od 1985 r. „HS”. Od swego powrotu z Wietnamu w 1970 r. 31 TFW było jednostką myśliwsko-bombową, latającą na samolotach F-4. 1 października 1982 r. trafiły do niej pierwsze F-16A Block 15. Z czterech dywizjonów skrzydła trzy (307 TFS, 308 TFS i 309 TFS) przezbrojono na F-16A/B, a czwarty (306 TFS) rozwiązano. Zadaniem skrzydła miała był zarówno obrona powietrzna, jak i wykonywanie uderzeń na cele naziemne w zapalnym rejonie w pobliżu kubańskich granic. W 1990 r. zwiększono możliwości jednostki przezbrajając ją w samoloty F-16C/D Block 40. W 1993 r., po zniszczeniu bazy przez tornado, rozwiązano 31 FW, a jego numer przekazano przeformowanej z 401 TFW jednostce w bazie Aviano, we Włoszech.
50. Taktyczne Skrzydło Myśliwskie, Hahn, Niemcy, kod „HR”. 50 TFW przezbroiło swoje trzy dywizjony (10, 313 i 496 TFS) jako pierwsza jednostka USAFE, z F-4 na F-16A/B Block 15. 50 TFW spełniało w ówczesnej 4th Alied Tactical Air Force (4. Sojusznicza Armia Lotnicza; nie wiedzieć czemu nazywana u nas 4 PTSP – Połączone Taktyczne Siły Powietrzne) podwójną rolę: myśliwską i myśliwsko-bombową. W 1986 r. 50 TFW wymieniło swoje „Alpha”/„Bravo” na „Charlie”/„Delta” Block 25. Jeden dywizjon skrzydła, 10 TFS wziął udział w wojnie w Zatoce Perskiej. W 1991 r., w związku z zakończeniem Zimnej Wojny podjęto decyzję o znacznej redukcji USAFE. Objęła ona min. 50. Taktyczne Skrzydło Myśliwskie. Jego samoloty przekazano Gwardii Narodowej.
56. Skrzydło Myśliwskie, MacDill, Floryda, kod „MC”. W październiku 1981 r. 56 TFW latające dotychczas na F-4E, jako drugą jednostkę po 388 TFW przezbrojono w samoloty F-16A/B Block 10. Ponieważ skrzydło przejęło szkolenie załóg F-16 od 388 TFW od lipca 1982 r. zmieniono jego nazwę na 56th Tactical Training Wing (skrzydło szkolenia taktycznego). Później przez 56 TTW przewinęło się kilka wersji F-16C/D z silnikami zarówno Pratt Whitney, jak i General Electric, do 1990 r., kiedy to ostatecznie zdecydowano o wyposażeniu jednostki w F-16C/D Block 30. Kiedy w 1991 r. całość zadań treningowych przejęło 58 TTW z Luke w Arizonie 56. Skrzydło (które na krótko zmieniło nazwę na 56 FW) rozwiązano. Wraz z nim przestały też istnieć jego cztery dywizjony – 61., 62., 63. i 2. Dywizjon.
81. Taktyczne Skrzydło Myśliwskie, Bentwaters, Wielka Brytania, kod „WR”. 81. Skrzydło było jednostką szturmową, wyposażoną w samoloty A-10. Jednak w styczniu 1989 r. w jego skład włączono 527. Dywizjon „agresorów”, pochodzący z rozwiązanego 10. Skrzydła Rozpoznania Taktycznego z Alconbury. Równocześnie dywizjon wymienił swoje F-5E/F na F-16C/D Block 32. Już w 1990 r. USAF zmienił koncepcję jednostek „przeciwników”, rozwiązując jednocześnie część z nich. Wtedy rozwiązano też 527. dywizjon, a jego samoloty „rozparcelowano” po innych jednostkach.
86. Skrzydło Myśliwskie, Ramstein, Niemcy, kod „RS”. Po II wojnie światowej skrzydło istniało od 1948 r. Do grudnia 1985 86 TFW latało na F-4E, po czym przezbroiło się na F-16C/D Block 30. W 1991 r. wraz z przejściem skrzydła na nowy etat zmieniono nazwę na 86th Fighter Wing. W 1994 r. dokonano kolejnego przezbrojenia, tym razem na samoloty Block 40, dostosowane do działań w nocy. Oba dywizjony jednostki były czynnie zaangażowane w operację Deny Flight w Bośni. Po przekazaniu obu swoich dywizjonów F-16C/D do 31 FW w Aviano, 86. Skrzydło otrzymało 37., 76. i 77. Dywizjony Transportowe.
363. Skrzydło Myśliwskie, Shaw, Płd Karolina, kod „SW”. Jednostka powstała w Shaw w 1947 r. i przez wiele lat była skrzydłem rozpoznawczym. W kwietniu 1982 r. dwa dywizjony skrzydła – 17. i 19., przezbrojono z RF-4C na F-16A/B Block 15, zmieniając ich przeznaczenie na myśliwsko-bombowe. Dopiero we wrześniu 1989 r. trzeci dywizjon skrzydła, 33., zamienił swoje RF-4C na F-16C/D Block 25. Równolegle samoloty tej samej wersji otrzymał też 17. Taktyczny Dywizjon Myśliwski. Oba dywizjony, 17. i 33. Taktyczne Dywizjony Myśliwskie wzięły udział w operacji Pustynna Burza. Jeszcze w końcu 1992 r. wszystkie dywizjony skrzydła przezbrojono na F-16C/D Block 42. Zadania jednostki rozszerzono o zwalczanie celów naziemnych w trudnych warunkach atmosferycznych i w nocy. Na tych samolotach wydzielony element skrzydła wziął udział w operacji Southern Watch w Arabii Saudyjskiej. W 1994 r. 363. Skrzydło Myśliwskie przeorganizowano w 20. Skrzydło Myśliwskie.
401. Taktyczne Skrzydło Myśliwskie, Torrejón, Hiszpania, kod „TJ”. 401. Skrzydło było podporą południowej flanki NATO w Europie, należało do 16. Armii Lotniczej. Jako drugorzędny w stosunku do Centralnego, Południowy Kierunek Operacyjny otrzymywał nowe uzbrojenie z reguły później. Z F-16 było jednak inaczej, trafiły one do 401. Skrzydła już w kwietniu 1983 r., zastępując F-4D. Do 1989 r. używano odmiany F-16A/B, później jednostka otrzymała F-16C/D Block 30. W tym samym roku rząd Hiszpanii podjął decyzję, że żadne obce jednostki bojowe nie mogą stacjonował na jego terytorium i skrzydło przeniesiono do włoskiej bazy Crotone. Jeden dywizjon (614 TFS) został stąd przerzucony do Kataru na czas operacji Pustynna Burza, podczas gdy dwa pozostałe, 612 i 613 TFS pozostały we Włoszech. Zaraz po wojnie w Zatoce Perskiej 401. Skrzydło rozwiązano, a w dwa lata później jego zadania przejęło nowo sformowane w Aviano 31 FW.
474. Taktyczne Skrzydło Szkolne, Nellis, Nevada, kod „NA”. Trzecim skrzydłem na F-16 w lotnictwie amerykańskim było 474 TFW, latające poprzednio na F-111 i F-4. Pierwsze F-16A/B Block 1 i 5 trafiły do skrzydła 14 listopada 1980. Kolejne dostawy objęły już serię Block 10. Trzy dywizjony jednostki – 428 TFS, 429 TFS i 430 TFS latały na tych samolotach do rozwiązania skrzydła we wrześniu 1989 r. Następnie wszystkie trzy ponownie zostały reaktywowane w 27. Skrzydle Myśliwskim wyposażonym w F-111.
Jednostki Rezerw Sił Powietrznych obecnie używające F-16
10. Armia Lotnicza
301. Skrzydło Myśliwskie, Carswell Field, Teksas, kod „TF”. 301. Skrzydło zostało reaktywowane w Carswell Field w 1972 r. Do 1981 r. używało samolotów F-105D, później F-4D, a od 1987 F-4E. W grudniu 1990 r. w uzbrojenie jego 457. Taktycznego Dywizjonu Myśliwskiego weszły samoloty F-16C/D Block 25. W 1994 r. wydzielony pododdział z 301. skrzydła wziął udział w operacji Deny Flight, bazując czasowo w Aviano, we Włoszech.
419. Skrzydło Myśliwskie, Hill, Utah, kod „HI”. Dawne skrzydło transportowe rozwiązane w 1951 r. reaktywowano w październiku 1982 r. jako skrzydło myśliwsko-bombowe, wyposażone w F-105D. Jego 466. dywizjon już w styczniu 1984 r. wymienił je na wycofane z 388 skrzydła F-16A/B Block 1/5/10. Dopiero w 1994 zastąpiły je F-16C/D Block 30, na których jednostka lata do dziś.
944. Skrzydło Myśliwskie, Luke, Arizona, kod „LR”
944. Grupa przeszła dużą metamorfozę otrzymując w czerwcu 1987 r. samoloty F-16C/D Block 32 w miejsce śmigłowców Sikorsky CH-3. Jako pierwsza ze wszystkich jednostek rezerwy i gwardii narodowej dostała na wyposażenie samoloty prosto z linii produkcyjnej. Dywizjon grupy, 302 Dywizjon Myśliwski (FS, poprzednio TFS) lata na nich do dzisiaj. Kod „LR” pochodzi od słów Luke Reserve. W 1994 r. wydzielony z grupy pododdział brał udział w lotach nad Bośnię w ramach operacji Deny Flight.
Jednostki rezerw sił powietrznych używające F-16 w przeszłości
482. Skrzydło Myśliwskie Homestead, Floryda, kod „FM”
482. Skrzydło reaktywowano w Homestead w 1982 r. na samolotach F-4C. Od września 1983 r. zastąpiły je F-4D, a w lipcu 1989 jego 93. Taktyczny Dywizjon Myśliwski zmienił je na F-16A/B Block 15. Kod „FM” pochodzi od nazwy skrzydła Florida Makos. Po zniszczeniu bazy huraganem Andrew w 1992 r. 482. Skrzydło bazowało czasowo w MacDill, do odbudowanego Homestead wróciło dopiero w 1994 r. 93. Dywizjon Myśliwski w drugiej połowie lat 90. Otrzymał samoloty F-16C/D Block 32. Jednostkę rozwiązano w 2000 r.
507. Grupa Myśliwska, Tinker, Oklahoma, kod „SH”
Jedyny dywizjon grupy, 465. Taktyczny Dywizjon Myśliwski od swego powstania w 1972 r. latał na F-105D. Już w 1973 r. jednostkę rozwiązano, reaktywując ją w październiku 1980 r. na samolotach F-4D. W październiku 1988 r. grupa i jej dywizjon przezbroiły się na F-16A/B Block 10. Kod „SH” pochodzi od nazwy grupy Shit Hot (w amerykańskim slangu idiom ten odpowiada mniej więcej naszemu „bardzo dobrze, doskonale”, i nie jest wyrażeniem obraźliwym, choć po odwróceniu kolejności słów to... „gorące g...”). W 1994 r. grupę rozwiązano, a jej 465. Dywizjon stał się 465th Air Refueling Squadron (dywizjon tankowania powietrznego), wymieniając swe F-16 na KC-135R. Wchodzi on obecnie w skład 507. Skrzydła Tankowania Powietrznego.
906. Grupa Myśliwska, Wright-Patterson, Ohio, kod „DO”
89. Dywizjon Myśliwski należący do grupy latał do 1989 r. na F-4D, po czym przezbroił się na F-16A/B Block 10. Samolotów tych używał do rozwiązania grupy w 1994 r. Obecnie numer „89” nosi dywizjon transportowy, latający na C-141B. Litery kodu „DO” pochodziły od „Dayton, Ohio”.
924. Skrzydło Myśliwskie, Bergstrom, Teksas, kod „TX”
Reaktywowana w 1989 r. jako 924. Grupa Myśliwska jednostka ta do 1991 r. używała F-4E, a następnie została przezbrojona na F-16A/B Block 15. W 1994 r. jej jedyny dywizjon myśliwski, 704 FS otrzymała F-16C/D Block 32. 1 października 1994 grupa stała się skrzydłem. 924 Skrzydło Myśliwskie do rozwiązania w 1997 r. latało na samolotach serii Block 32.
926. Skrzydło Myśliwskie, NAS Nowy Orlean, Luizjana, kod „NO”
Do 1978 r. była to grupa transportowa. Po przezbrojeniu na A-37B jej jedyny, 706. Dywizjon stał się pododdziałem szturmowym. W 1982 r. 706 TFS przezbroił się na A-10A, które zastąpiono F-16C/D Block 30 w lutym 1992 r. Zadaniem grupy pozostało bezpośrednie wsparcie wojsk. W październiku 1994 r. 926. Grupa stała się 926. Skrzydłem. Od marca 1995 wydzielony z grupy pododdział brał udział w operacji Deny Flight. W 1996 r. Skrzydło ponownie przezbrojono na A-10A.
Jednostki Powietrznej Gwardii Narodowej latające na F-16 obecnie
113. Skrzydło Myśliwskie, Andrews, Maryland, kod „DC”,
District of Columbia ANG
113. Skrzydło i jego 121. Dywizjon Myśliwski należy do Gwardii Narodowej Dystryktu Kolumbii, samodzielnej jednostki organizacyjnej obejmującej Waszyngton i jego otoczenie. Ponieważ na terenie dystryktu nie ma odpowiedniego lotniska jednostka bazuje w sąsiednim stanie Maryland. Pomimo swego położenia w pobliżu stolicy, głównym jej zadaniem było atakowanie celów naziemnych. Do tego celu grupa (od 1994 r. skrzydło) używało samolotów F-100, F-105 i wreszcie F-4D. Od września 1989 r. jednostka latała na F-16A/B Block 10 które w połowie 1994 wymieniono na F-16C/D Block 30. Wraz z nadejściem F-16 zmieniły się zadania: do uderzeniowych doszły też typowo myśliwskie.
114. Skrzydło Myśliwskie, Joe Foss Field, Dakota Południowa, brak kodu
South Dakota ANG
Podobnie jak poprzednie i to skrzydło spełniało przez lata rolę jednostki myśliwsko-bombowej, latając na F-100D, a następnie na A-7D. Na tych ostatnich samolotach 114. Grupa (skrzydłem jest od 1994 r.) wzięła w 1989 r., udział w operacji Just Cause, w Panamie. W sierpniu 1991 r. jej jedyny, 175. Dywizjon Myśliwski przezbroił się na F-16C/D Block 30. Na samolotach tych lata do dziś, wypełniając podwójną, myśliwską i myśliwsko-bombową rolę.
120. Skrzydło Myśliwskie, port lotniczy Great Falls IAP, Montana, brak kodu
Montana ANG
120. Skrzydło Myśliwskie i jego 186. Dywizjon Myśliwski (186th FS) są jednostkami obrony powietrznej. Do 1987 r. 120. Grupa używała F-106A, a następnie F-16A/B Block 15. W latach 1990–1991 jej samoloty przebudowano na wariant ADF. Na tych ostatnich jednostka, w 994 r. przeformowana w skrzydło, lata do dziś.
122. Skrzydło Myśliwskie, port lotniczy Fort Wayne IAP, Indiana, kod „FW”
Indiana ANG
163 TFS należący do 122. Skrzydła był dywizjonem myśliwsko-bombowym, używającym F-4E. Zimą 1991/1992 r. 122. Skrzydło otrzymało samoloty F-16C/D Block 25 po rozwiązanym 50. Taktycznym Skrzydle Myśliwskim z Hahn, w Niemczech. Noszą one kod „FW” (Fort Wayne). Na F-16C/D-25 jednostka ta obecnie lata.
127. Skrzydło Myśliwskie, Selfridge, Michigan, kod „MI”
Michigan ANG
Latający na F-100D, a później na A-7D 107 TFS był dywizjonem myśliwsko-bombowym i tworzył bojowy komponent 127. Skrzydła. W kwietniu 1990 r. A-7D zastąpiły F-16A/B Block 10. W 1994 r. wymieniono je z kolei na F-16C/D Block 30. Są one w Selfridge dalej eksploatowane.
128. Skrzydło Myśliwskie, port lotniczy Dane County IAP, Madison, Wisconsin, kod „WI”
Wisconsin ANG
Występujący w składzie skrzydła 176 FS był do 1992 r. dywizjonem szturmowym i latał na A-10A. W listopadzie tego roku rozpoczęło się przezbrojenie na F-16C/D Block 30, zakończone w marcu 1993 r. Samoloty te wypełniają obecnie obok zadań wsparcia, także zadania myśliwskie.
132. Skrzydło Myśliwskie, miejski port lotniczy Des Moines, Iowa, brak kodu
Iowa ANG
Jednostka myśliwsko-bombowa latająca na F-100, a później na A-7D. W 1993 r. jej 124. Dywizjon Myśliwski (124 FS) przezbroił się na obecnie używane F-16C/D Block 42, wyposażone w zasobniki LANTIRN.
138. Skrzydło Myśliwskie, port lotniczy Tulsa IAP, Oklahoma, kod „OK”
Oklahoma ANG
Występujący w składzie 138. Grupy Myśliwskiej 125. Dywizjon Myśliwski (125 FS) w 1993 r. wymienił swoje A-7D na F-16C/D Block 42, zachowując do dziś swoje główne przeznaczenie – bezpośrednie wsparcie wojsk.
140. Skrzydło Myśliwskie, Buckley, Kolorado, kod „CO”
Colorado ANG
W latach 1974–1992 należący do skrzydła 120 TFS używał samolotów A-7D. Wraz ze zmianą nazwy w 1992 r. na 120. Dywizjon Myśliwski. dotychczasowy sprzęt dywizjonu zastąpiono samolotami F-16C/D Block 30. Do dziś dywizjon ten spełnia rolę jednostki myśliwsko-bombowej.
144. Skrzydło Myśliwskie, port lotniczy Fresno, Kalifornia, brak kodu
California ANG
Zawsze spełniając funkcje myśliwskie w systemie OP należący do skrzydła 194. Dywizjon (do 1992 r. 194 FIS, a później 194 FS) latał na F-86A, F-86L, F-102A, F-106A, F-4D, a od 1989 r. na F-16A/B Block 15, które niebawem przerobiono na wersję ADF. Po redukcjach obrony powietrznej USA w latach 90. 194. Dywizjon przezbroił się w 1994 r. na F-16C/D Block 25 i stał się jednostką myśliwsko-bombową.
147. Skrzydło Myśliwskie, Ellington Field, Houston, Teksas, brak kodu
Texas ANG
Dywizjon przechwytujący 111 FIS latał na F-80C, F-86D, F-86L, F-102A, F-101B/F, F-4C, F-4D, by wreszcie w grudniu 1989 r. przezbroić się w F-16A/B Block 15. Te niedługo przebudowano na odmianę ADF. Poza obroną powietrzną F-16A ADF dywizjonu utrzymują regularne patrole antynarkotykowe nad Zatoką Meksykańską. W drugiej połowie lat 90. F-16A/B Block 15 ADF wymieniono na myśliwsko-bombowe F-16C/D Block 25.
148. Skrzydło Myśliwskie, port lotniczy Duluth IAP, Minnesota, brak kodu
Minnesota ANG
Jedyny dywizjon należący do 148. Grupy Myśliwców Przechwytujących, 179 FIS, bazujący w Duluth od 1948 r. do 1975 r. spełniał funkcje myśliwskie w systemie OP. W tym czasie latał na F-51D, F-94A/B, F-94C, F-89J, F-102A i F-101B/F. W latach 1975–1983 na krótko stał się jednostką rozpoznawczą, latając na RF-4C. W 1983 r., wraz z przezbrojeniem na F-4D powrócił do zadań myśliwskich. Na początku lat 90. dywizjon otrzymał F-16A/B Block 15 ADF. Pomimo zmiany nazwy na 179 FS dywizjon nadal jest przeznaczony do obrony powietrznej i lata na F-16A/B ADF.
149. Skrzydło Myśliwskie, Kelly, Teksas, kod „SA”
Texas ANG
Od 1969 r. należący do 149. Grupy 182 TFS (od 1992 r. – 182 FS) spełnia funkcję jednostki myśliwsko-bombowej. Latał na F-84F, F-100D i F-4C, a od 1986 r. na F-16A/B Block 15. Do dziś dnia głównym przeznaczeniem skrzydła (od 1994 r., poprzednio-grupy), które od 1997 r. używa F-16C/D Block 25, jest głównie taktyczne wsparcie wojsk lądowych.
150. Skrzydło Myśliwskie, Kirtland, Nowy Meksyk, kod „NM”
New Mexico ANG
Pierwotnie myśliwski (latający na F-51D, F-80A/C i F-100A) 188 FIS stał się dywizjonem myśliwsko-bombowym 188 TFS w 1964 r., wraz z otrzymaniem F-100C. Od 1973 r. latał na A-7D, a zimą 1992/1993 wymienił je na F-16C/D Block 40 i zmienił nazwę na 188 FS. Na tych nowoczesnych samolotach, jako część 150. Skrzydła Myśliwskiego, wypełnia on zadania myśliwsko-bombowe do dziś.
156. Skrzydło Myśliwskie, port lotniczy Muniz, San Juan, Portoryko, kod „PR”
Puerto Rico ANG
Jednostka Gwardii Narodowej została sformowana w Portoryko w maju 1946 r. Jako jej komponent powietrzny powstała 156. Grupa wraz ze swoją 198 FIS wypełniającym zadania OP wyspy. Dywizjon latał na F-47N, F-86E, F-86D, F-86H i wreszcie na F-104C. W 1975 r. przeprofilował się na dywizjon myśliwsko-bombowy i otrzymał A-7D (nazwa zmieniła się z FIS na TFS, a od 1992 r. – FS). Zimą 1992/1993 r. wymieniono je na F-16A/B Block 15 na których 198 FS obecnie lata.
158. Skrzydło Myśliwskie, port lotniczy Burlington IAP, Vermont, brak kodu
Vermont ANG
W skład skrzydła wchodzi 134. Dywizjon Myśliwski (od 1992 r. – 134 FS), który w latach 1950–1974 był jednostką OP, a w latach 1974–1982 – holowniczą, używając B-57 do holowania rękawów strzeleckich. Do roli OP powrócił w 1982 r. wraz z przezbrojeniem na F-4D. Od 1986 r. zastąpiły je F-16A/B Block 15. W 1990 zostały one przebudowane na F-16A/B ADF. W tym czasie F-16 z 134 FIS wielokrotnie przechwytywały sowieckie samoloty rozpoznawcze Tu-95, zapuszczające się w pobliże wschodniego wybrzeża USA. W 1994 r. w wyniku redukcji sił OP, 195 FS stał się dywizjonem myśliwsko-bombowym i przezbroił się na F-16C/D Block 25.
162. Skrzydło Myśliwskie, port lotniczy Tucson IAP, Arizona, kod „AZ”
Arizona ANG
W 1969 r. dotychczasowy 152 FIS należący do 162. Grupy wymienił swoje F-102A na F-100C i stał się szkolnym dywizjonem myśliwsko-bombowym – 152 TFTS. W latach 1975–1978 nastąpiło powolne przezbrojenie na A-7D, ale zadania pododdziału nie zmieniły się. Dopiero w 1984 r. funkcję tę przekazano nowo sformowanej (na A-7D) 195 TFTS. W marcu 1986 r. 152. Dywion przezbroił się na F-16A/B Block 10 i zaczął szkolenie pilotów gwardii na tym typie samolotu. Mniej więcej w tym samym czasie sformowano w grupie trzeci dywizjon, 148 TFTS od razu na F-16A/B Block 10. Ten ostatni od 1990 r. szkolił też pilotów holenderskich i oprócz swoich samolotów, dysponował też 10 holenderskimi F-16A/B. W 1995 r. samoloty te powróciły do Holandii. W 1991 r. także 195. Dywizjon otrzymał F-16A/B Block 10. W Tucson utworzono International Military School, która w 1996 r. przejęła całość zadań związanych ze szkoleniem na F-16 zagranicznych pilotów. W końcu 1995 r. do grupy, przeformowanej w skrzydło, przybyły pierwsze F-16C/D Block 25, przydzielone do 152 FS. 148 FS pozostał na F-16A/B doprowadzonych do standardu Block 15, podobnie jak 16A/B ze 195 FS.
169. Skrzydło Myśliwskie, McEntire, Karolina Południowa, brak kodu
South Carolina ANG
Skrzydło dysponuje 157 FS, który była do 1975 r. dywizjonem OP (jako 157 FIS, na samolotach F-102A), a następnie przekształcił się w myśliwsko-bombowy 157 TFS (od 1992 r. 157 FS), latający na A-7D. W lipcu 1983 r. rozpoczęto ich wymianę na F-16A/B Block 10. Dywizjon ten wziął udział w operacji Pustynna Burza. W lipcu 1991 r. powrócił na kontynent amerykański. Dopiero w 1994 r. F-16A/B-10 wymieniono na najnowsze F-16C/D Block 52.
174. Skrzydło Myśliwskie, Hancock Field, Syracuse, Nowy Jork, kod „NY”
New York ANG
138. Dywizjon Myśliwski, należący do skrzydła. utworzono jako jednostkę myśliwsko-bombową w końcu lat 40. Latał on na F-47D, a później na F-84B. W 1958 r. przekształcono go w myśliwski OP i wyposażono w F-86H. Jednak bardzo szybko 158 FIS stał się na powrót 158 TFS, a jej sprzęt wymieniono na A-37B, a później na A-10A. W listopadzie 1988 r. dywizjon otrzymał F-16A/B Block 10, w tym samoloty wyposażone w podwieszany zasobnik z 30 mm działkiem. Na tych samolotach 158 TFS wziął udział w operacji Pustynna Burza. Ponieważ zasobnik z działkiem nie w pełni zdał egzamin, dywizjon wspierał wojska lądowe zrzucając bomby i odpalając pociski AGM-65 Maverick. Zimą 1992/1993 r. 158 FS przezbroił się na F-16C/D Block 30. Jego zadania nie zmieniły się.
177. Skrzydło Myśliwskie, port lotniczy Atlantic City IAP, New Jersey, brak kodu
New Jersey ANG
W 1972 r. należący do 177. Grupy 119 TFS wymienił swoje F-105B na F-106A i stał się 119 FIS, zmieniając profil z myśliwsko-bombowego na myśliwski OP. Jako ostatni użytkownik Delta Dart, dywizjon zmienił je w 1988 r. na F-16A/B Block 15, w zimie 1991/1992 r. zastąpione odmianą ADF. W 1992 r. nastąpiła zmiana nazwy na 119 FS. W 1994 r. w ramach redukcji sił OP odmianę ADF wycofano, wprowadzając na jej miejsce F-16C/D Block 25. Od tej pory dywizjon spełnia funkcje myśliwsko-bombowe.
178. Skrzydła Myśliwskie, miejski port lotniczy Springfield-Beckley, Ohio, kod „OH”
Ohio ANG
Od 1962 r. 162 TFS należący do 178. Grupy był dywizjonem myśliwsko-bombowym i latał na F-84F, F-100D i na A-7D. Te ostatnie zostały dopiero w 1993 r. zastąpione przez F-16C/D Block 30, pochodzące z 52. Skrzydła ze Spangdahlem w Niemczech. Latając na nich 162 FS dalej spełniał tę samą rolę, jednak w 1996 r. uzupełniono je o F-16A/B Block 15, a dywizjon stał się jednostką szkolną, przeszkalającą na ten typ personel jednostek Gwardii Narodowej i Rezerw Sił Powietrznych.
180. Skrzydło Myśliwskie, port lotniczy Toledo Express, Ohio, kod „OH”
Ohio ANG
Skrzydło oraz jego 112th Fighter Squadron spełnia funkcję myśliwsko-bombowe, latając od lutego 1992 r. na F-16C/D Block 25, które wyparły w tej roli samoloty A-7D. 180 FW nosi tem sam kod „OH” co 178. Skrzydło Myśliwskie.
181. Skrzydło Myśliwskie, Hulman Field, Terra Haute, Indiana, kod „TH”
Indiana ANG
W 1991 r. 113. Dywizjon ze 181. Grupy (113 TFS, obecnie 113 FS) wymienił swoje F-4E na F-16C/D Block 25. Skrzydło (od 1994 r.) do dziś spełnia funkcje myśliwsko-bombowe. W 1995 r. rozpoczęła się wymiana samolotów na F-16C/D Block 30.
183. Skrzydło Myśliwskie, port lotniczy Springfield, Illinois, kod „SI”
Illinois ANG
Jego 170 FS spełnia podwójną rolę, myśliwską i myśliwsko-bombową. Dywizjon istniejący od 1948 r. latał na F-84F, a następnie na F-4C i F-4D. W 1989 r. zastąpiły je F-16A/B Block 15, których wymianę na F-16C/D Block 30 rozpoczęto w listopadzie 1994 r. Na nich jednostka lata do dziś.
185. Skrzydło Myśliwskie, port lotniczy Gateway, Sioux City, Iowa, brak kodu
Iowa ANG
Od 1961 r. należący do 185. Grupy dywizjon 174 TFS był jednostką myśliwsko-bombową i latał na F-100C, F-100D i A-7D. W grudniu 1991 r. rozpoczęła się ich wymiana na F-16C/D Block 30 zakończona w lutym 1992 r. Na tych samolotach jednostka obecnie lata.
187. Skrzydło Myśliwskie, Dannelly Field, Montgomery, Alabama, kod „AL”
Alabama ANG
Do końca lat 80. była to grupa rozpoznawcza w składzie dwóch dywizjonów RF-4C: 106. i 160. W połowie lat 80. 160. Dywizjon zmienił przeznaczenie na myśliwsko-bombowe, nazwę ze 160 TRS na 160 TFS, i sprzęt na F-4D. W 1980 r. zastąpiły je F-16A/B Block 10. W 1990 r. rozwiązano 106 TRS. Od 1992 r. 160 TFS stał się 160 FS, a w 1993 r. przezbrojono go na F-16C/D Block 30.
188. Skrzydło Myśliwskie, port lotniczy Fort Smith, Arkansas, kod „FS”
Arkansas ANG
184. Dywizjon ze 188. Grupy na początku 1989 r. zmienił swoje F-4C na F-16A/B Block 15, zachowując swoje podwójne, myśliwskie i myśliwsko-bombowe przeznaczenie. Na samolotach tych jednostka lata do dziś.
192. Skrzydło Myśliwskie, port lotniczy Byrd IAP, Richmond, Wirginia, kod „VA”
Virginia ANG
W 1982 r. 149. Dywizjon 192. Grupy przezbroił się z F-105 na A-7D, a w czerwcu 1991 r. na F-16C/D Block 30. Do dziś jednostka ta spełnia podwójną rolę myśliwską i myśliwsko-bombową. W 1994 r. wydzielony z 149 FS pododdział brał udział w egzekwowaniu No Fly Zone w irackim Kurdystanie.
Jednostki Air National Guard (Powietrznej Gwardii Narodowej) latające na F-16 w przeszłości
125. Skrzydło Myśliwskie, port lotniczy Jacksonville IAP, Floryda, kod „FL”
Florida ANG
Zadaniem skrzydła i jego komponentu bojowego – 159. Dywizjonu Myśliwskiego (159 FS, do 1992 r. – 159 FIS – Fighter Interceptor Squadron) jest obrona powietrzna południowo-wschodniej części USA. W latach 1974–1987 sprzętem grupy były samoloty F-106A, od września 1986 r. zastępowane przez F-16A/B Block 15. W 1990 r. samoloty te przebudowano na wariant ADF. Na przełomie lat 1995 i 1996 jednostkę przezbrojono na F-15A/B.
142. Skrzydło Myśliwskie, Kingsley Field, Oregon, brak kodu
Oregon ANG
W lutym 1984 r., w 142. Grupie wypełniającej zadania obrony powietrznej, latającej na F-15A/B utworzono 114. Taktyczny Dywizjon Szkolno-Myśliwski (114 TFTS) z zadaniem szkolenia pilotów myśliwskich OP Gwardii Narodowej. Dywizjon latał na F-4C, a od 1988 r. na F-16A/B Block 15. Od marca 1989 r., jako pierwszy dywizjon, został on przezbrojony w F-16A/B Block 15 ADF (trafił tu pierwszy ADF – 82-1041). W 1999 r. dywizjon przezbrojono na F-15C/D.
182. Grupa Myśliwska, port lotniczy Greater Peoria, Illinois, kod „IL”
Illinois ANG
Wchodzący w skład grupy 169. dywizjon stał się w 1969 r. jednostką poszukiwania i wskazywania celów (Forward Air Control) i latał na U-3, O-2 i OA-37. Od marca 1992 r. wraz z wymianą sprzętu na F-16A/B Block 15 ADF i nazwy na 169 FS jednostka zaczęła spełniać podwójną rolę – myśliwską i myśliwsko-bombową (pomimo wyposażenia w wariant ADF). W 1994 r. F-16 wymieniono na C-130 i jednostka przejęła zadania transportowe.
184. Grupa Myśliwska, McConnell, Kansas, brak kodu
Kansas ANG
Od 1987 r. była to druga, obok 162 FG z Tucson, grupa Gwardii Narodowej szkoląca pilotów na samolotach F-16. Składała się z trzech dywizjonów: 127, 161 i 177 TFTS. 127. Dywizjon szkolił pilotów na F-105, później na F-4D, a od jesieni 1987 r. – na F-16A/B Block 10. 161 TFTS został sformowany w lipcu 1987 r. od razu na F-16A/B Block 10. 177 TFTS został z F-4D na F-16A/B-10 przezbrojony najpóźniej, bo dopiero w marcu 1990 r. W latach 1990–1991 we wszystkich trzech dywizjonach wprowadzono F-16C/D Block 25 (od tej pory McConnell szkoliło pilotów gawrdii latających na „Charlie”/„Delta”, a Tucson na „Alpha”/„Bravo”). W 1994 r. 184. Grupa została przemianowana na 184th Bomb Group i wymieniła swoje F-16C/D na B-1B (127 BS, pozostałe dywizjony rozwiązano).
191. Grupa Myśliwska, Selfridge, Michigan, brak kodu
Michigan ANG
W 1972 r. należący do 191. Grupy 171. Dywizjon, jednocześnie z przezbrojeniem na F-106A, zmienił przeznaczenie z rozpoznawczego, na myśliwski OP. Od tamtej pory przez 171 FIS przewinęły się jeszcze F-4C i F-4D. W połowie 1990 r. zostały one zastąpione przez F-16A/B Block 15, wkrótce doprowadzone do standardu ADF. W 1994 r. dywizjon i grupę rozwiązano.
US NAVY
Wszystkie wymienione poniżej jednostki w 1997 r. ze względów oszczędnościowych rozwiązano, a F-16 zostały z nich wycofane, obecnie rolę „adwersarzy” US Navy spełniają samoloty F/A-18.
VF-43, NAS Oceana, Wirginia
Jest to dywizjon „adwersarzy” przeznaczony do treningu pilotów morskich na wschodnim wybrzeżu. Poza 6 F-16N/TF-16N używał on F-5E/F, A-4E i T-2C. Pierwsze F-16 dostarczono w 1989 r.
VF-45, NAS Key West, Floryda
Kolejny dywizjon „adwersarzy” od 1987 r. używający 10 F-16N i 2 TF-16N. W 1989 r. 6 z nich przekazano do VF-43.
VF-126, NAS Miramar, Kalifornia
Dywizjon „adwersarzy”, przeznaczony do treningu pilotów zachodniego wybrzeża. F-16N i TF-16N były na jego wyposażeniu od kwietnia 1987 r.
Navy Fighter Weapons School, NAS Miramar, Kalifornia
Słynna szkoła Top Gun od czerwca 1987 dysponowała 8 F-16N/TF-16N.

### F-16A Block 1
- od 78-001 do 78-021 – 21.

### F-16B Block 15
- od 80-635 do 80-636 – 2 – Block 15;
- 80-637 – 1 – Block 15A;
- 80-638 – 1 – Block 15B;
- 81-812 – 1 – Block 15C;
- od 81-813 do 81-814 – 2 – Block 15D;
- od 81-815 do 81-816 – 2 – Block 15E;
- od 81-817 do 81-818 – 2 – Block 15F;
- od 81-819 do 81-820 – 2 – Block 15G;
- od 81-821 do 81-822 – 2 – Block 15H;
- od 82-1026 do 82-1028 – 3 – Block 15J;
- od 82-1029 do 82-1033 – 5 – Block 15K;
- od 82-1034 do 82-1037 – 4 – Block 15L;
- od 82-1038 do 82-1041 – 4 – Block 15M;
- od 82-1042 do 82-1045 – 4 – Block 15N;
- od 82-1046 do 82-1049 – 4 – Block 15P;
- od 83-1166 do 83-1171 – (6 – Block 15Q);
- od 83-1172 do 83-1173 – 2 – Block 15S.

### F-16C Block 25

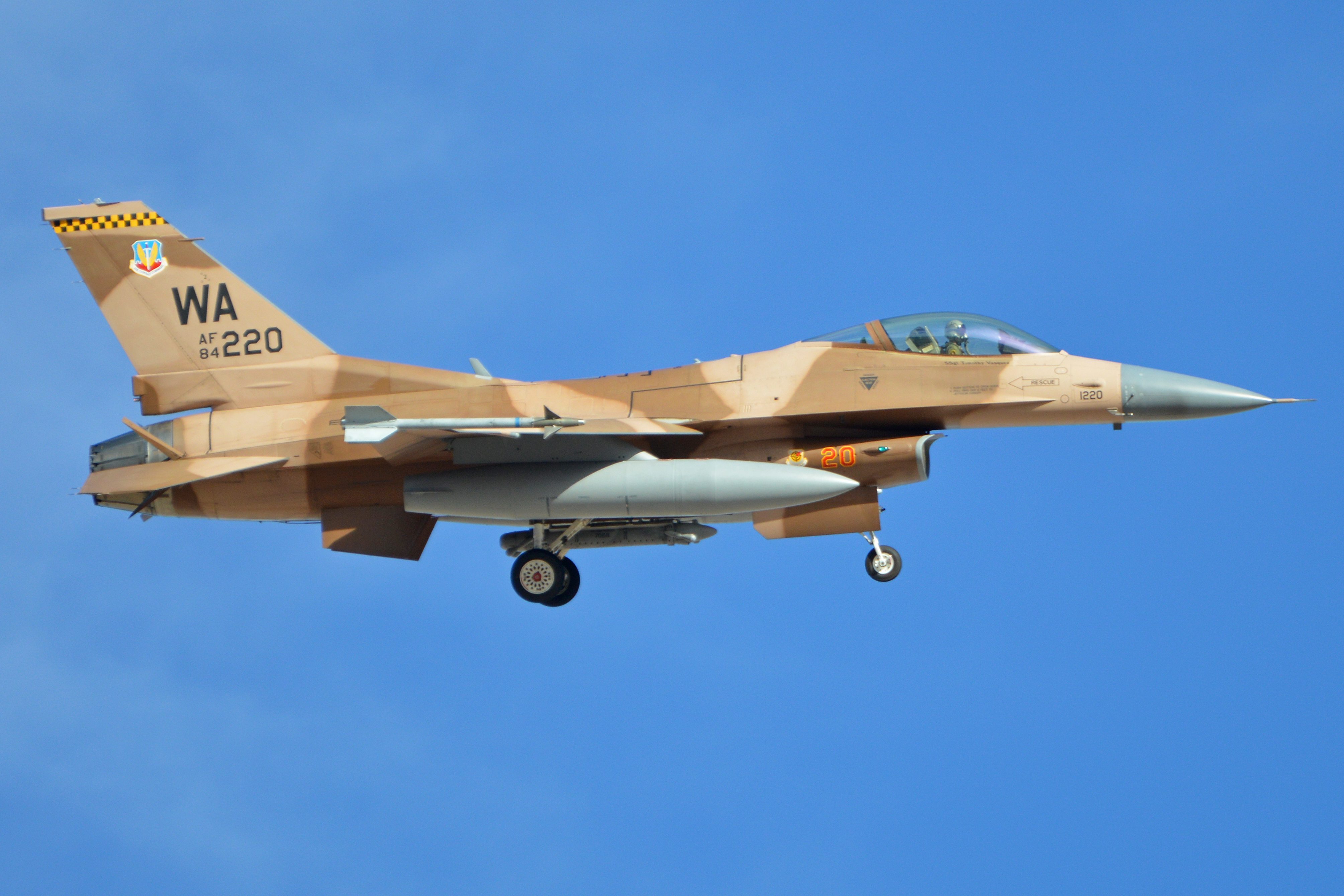
F-16C Block 25C

- od 83-1118 do 83-1124 – 7 – Block 25;
- od 83-1125 do 83-1140 – 16 – Block 25A;
- od 83-1141 do 83-1165 – 25 – Block 25B;
- od 84-1212 do 84-1246 – 35 – Block 25C;
- od 84-1247 do 84-1286 – 40 – Block 25D;
- od 84-1287 do 84-1318 – 32 – Block 25E;
- od 84-1374 do 84-1388 – 15 – Block 25E;
- od 84-1389 do 84-1395 – 7 – Block 25F;
- 85-1399 – 1 – Block 25F;
- 85-1401 – 1 – Block 25F;
- od 85-1403 do 85-1407 – 5 – Block 25F;
- 85-1409 – 1 – Block 25F;
- 85-1411 – 1 – Block 25F;
- 85-1413 – 1 – Block 25F;
- od 85-1415 do 85-1421 – 7 – Block 25F;
- 85-1423 – 1 – Block 25F;
- 85-1425 – 1 – Block 25F;
- 85-1427 – 1 – Block 25F;
- od 85-1429 do 85-1431 – 3 – Block 25F;
- 85-1433 – 1 – Block 25F;
- 85-1435 – 1 – Block 25F;
- 85-1437 – 1 – Block 25F;
- 85-1439 – 1 – Block 25F;
- 85-1441 – 1 – Block 25F;
- 85-1443 – 1 – Block 25F;
- 85-1445 – 1 – Block 25F;
- 85-1447 – 1 – Block 25F;
- 85-1452 – 1 – Block 25F.

### F-16D Block 25
- od 83-1174 do 83-1177 – 4 – Block 25;
- od 83-1178 do 83-1180 – 3 – Block 25A;
- od 83-1181 do 83-1185 – 5 – Block 25B;
- od 84-1319 do 84-1323 – 5 – Block 25C;
- od 84-1324 do 84-1327 – 4 – Block 25D;
- od 84-1328 do 84-1331 – 4 – Block 25E;
- od 84-1396 do 84-1397 – 2 – Block 25F;
- od 85-1506 do 85-1508 – 3 – Block 25F;
- 85-1510 – 1 – Block 25F;
- 85-1512 – 1 – Block 25F;
- od 85-1514 do 85-1516 – 3 – Block 25F.

### F-16C Block 30
- 85-1398 – 1 – Block 30;
- 85-1400 – 1 – Block 30;
- 85-1402 – 1 – Block 30;
- 85-1408 – 1 – Block 30;
- 85-1410 – 1 – Block 30;
- 85-1412 – 1 – Block 30;
- 85-1414 – 1 – Block 30;
- 85-1422 – 1 – Block 30;
- 85-1424 – 1 – Block 30;
- 85-1426 – 1 – Block 30;
- 85-1428 – 1 – Block 30;
- 85-1432 – 1 – Block 30;
- 85-1434 – 1 – Block 30;
- 85-1436 – 1 – Block 30;
- 85-1438 – 1 – Block 30;
- 85-1440 – 1 – Block 30;
- 85-1442 – 1 – Block 30A;
- 85-1444 – 1 – Block 30A;
- 85-1446 – 1 – Block 30A;
- od 85-1448 do 85-1451 – 4 – Block 30A;
- od 85-1453 do 85-1485 – 33 – Block 30A;
- od 85-1486 do 85-1505 – 20 – Block 30B;
- od 85-1544 do 85-1570 – 27 – Block 30B;
- od 86-207 do 86-209 – 3 – Block 30C;
- 86-0216 – 1 – Block 30C;
- 86-0219 – 1 – Block 30C;
- od 86-221 do 86-235 – 15 – Block 30C;
- 86-237 – 1 – Block 30C;
- od 86-242 do 86-249 – 8 – Block 30C;
- od 86-254 do 86-255 – 2 – Block 30C;
- od 86-258 do 86-261 – 4 – Block 30C;
- od 86-262 do 86-268 – 7 – Block 30D;
- 86-270 – 1 – Block 30D;
- od 86-0274 do 86-0278 – 5 – Block 30D;
- 86-0282 – 1 – Block 30D;
- 86-0284 – 1 – Block 30D;
- od 86-0286 do 86-0290 – 5 – Block 30D;
- od 86-0293 do 86-0295 – 3 – Block 30D;
- od 86-0297 do 86-0298 – 2 – Block 30D;
- od 86-0300 do 86-0316 – 17 – Block 30D;
- od 86-0317 do 86-0371 – 55 – Block 30E;
- od 87-0217 do 87-0266 – 50 – Block 30F;
- 87-0268 – 1 – Block 30F;
- od 87-0270 do 87-0292 – 23 – Block 30H;
- 87-0294 – 1 – Block 30H;
- 87-0296 – 1 – Block 30H;
- 87-0298 – 1 – Block 30H;
- 87-0300 – 1 – Block 30H;
- 87-0302 – 1 – Block 30H;
- 87-0304 – 1 – Block 30H;
- 87-0306 – 1 – Block 30H;
- 87-0308 – 1 – Block 30H;
- 87-0310 – 1 – Block 30H;
- 87-0312 – 1 – Block 30H;
- 87-0314 – 1 – Block 30H;
- 87-0316 – 1 – Block 30J;
- 87-0318 – 1 – Block 30J;
- 87-0320 – 1 – Block 30J;
- 87-0322 – 1 – Block 30J;
- 87-0324 – 1 – Block 30J;
- 87-0326 – 1 – Block 30J;
- 87-0328 – 1 – Block 30J;
- 87-0330 – 1 – Block 30J;
- 87-0332 – 1 – Block 30J;
- od 87-0334 do 87-0349 – 16 – Block 30J;
- od 88-0397 do 88-0411 – 15 – Block 30K.

### F-16D Block 30
- 85-1509 – 1 – Block 30;
- 85-1511 – 1 – Block 30;
- 85-1513 – 1 – Block 30A;
- 85-1517 – 1 – Block 30A;

F-16D Block 30J

- od 85-1571 do 85-1573 – 3 – Block 30B;
- od 86-0042 do 86-0043 – 2 – Block 30C;
- od 86-0044 do 86-0047 – 4 – Block 30D;
- 86-0048 – 1 – Block 30F (jako NF-16D, program VISTA);
- od 86-0049 do 86-0053 – 5 – Block 30E;
- od 87-0363 do 87-0368 – 6 – Block 30F;
- od 87-0370 do 87-0080 – 11 – Block 30H;
- od 87-0383 do 87-0390 – 8 – Block 30J;
- od 88-0150 do 88-0152 – 3 – Block 30K.

### F-16N Block 30
- od 85-1369 do 85-1372 (od 163268 do 163271) – 4 – Block 30B;
- od 85-1373 do 85-1378 (od 163272 do 163277) – 6 – Block 30C;
- od 86-1684 do 86-1695 (od 163566 do 163577) – 12 – Block 30D?.

### TF-16N Block 30
- od 85-1379 do 85-1382 (od 163278 do 163281) – 4 – Block 30E.

### F-16C Block 32
- od 86-210 do 86-215 – 6 – Block 32C;
- od 86-217 do 86-218 – 2 – Block 32C;
- 86-220 – 1 – Block 32C;
- 86-236 – 1 – Block 32C;
- od 86-238 do 86-241 – 4 – Block 32C;
- od 86-250 do 86-253 – 4 – Block 32C;
- od 86-256 do 86-257 – 2 – Block 32C;
- 86-269 – 1 – Block 32D;
- od 86-271 do 86-273 – 3 – Block 32D;
- od 86-279 do 86-281 – 3 – Block 32D;
- 86-283 – 1 – Block 32D;
- 86-285 – 1 – Block 32D;
- od 86-291 do 86-292 – 2 – Block 32D;
- 86-0296 – 1 – Block 32D;
- 86-0299 – 1 – Block 32D;
- 87-0267 – 1 – Block 32F;
- 87-0269 – 1 – Block 32F;
- 87-0293 – 1 – Block 32H;
- 87-0295 – 1 – Block 32H;
- 87-0297 – 1 – Block 32H;
- 87-0299 – 1 – Block 32H;
- 87-0301 – 1 – Block 32H;
- 87-0303 – 1 – Block 32H;
- 87-0305 – 1 – Block 32H;
- 87-0307 – 1 – Block 32H;
- 87-0309 – 1 – Block 32H;
- 87-0311 – 1 – Block 32H;
- 87-0313 – 1 – Block 32H;
- 87-0315 – 1 – Block 32J;
- 87-0317 – 1 – Block 32J;
- 87-0319 – 1 – Block 32J;
- 87-0321 – 1 – Block 32J;
- 87-0323 – 1 – Block 32J;
- 87-0325 – 1 – Block 32J;
- 87-0327 – 1 – Block 32J;
- 87-0329 – 1 – Block 32J;
- 87-0331 – 1 – Block 32J;
- 87-0333 – 1 – Block 32J.

### F-16D Block 32
- od 86-0039 do 86-0041 – 3 – Block 32C;
- 87-0369 – 1 – Block 32F;
- 87-0381 – 1 – Block 32H.

### F-16C Block 40

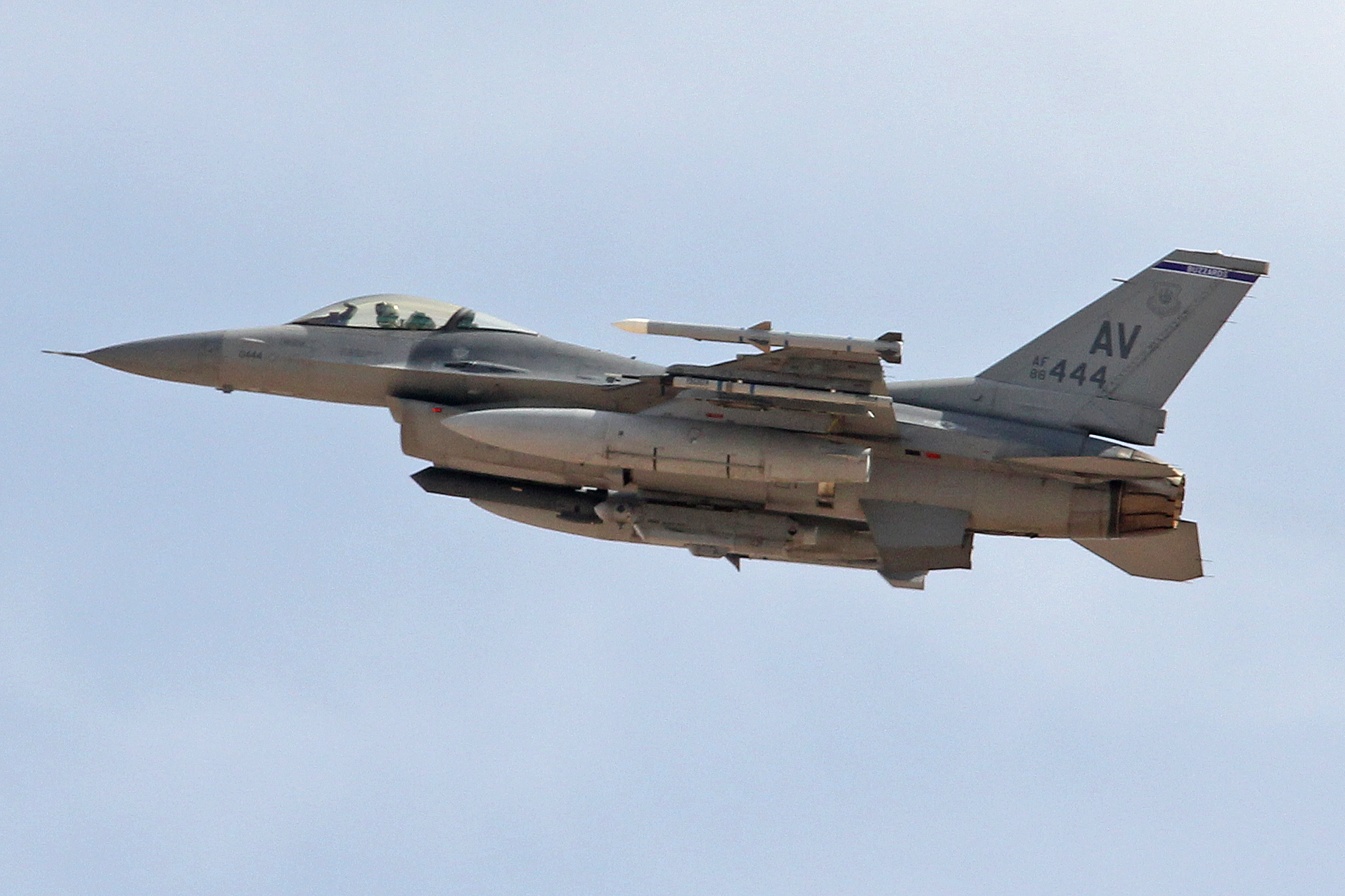
F-16C Block 40C

- od 87-0350 do 87-0351 – 2 – Block 40;
- od 87-0352 do 87-0355 – 3 – Block 40A;
- 87-0357 – 1 – Block 40A;
- 87-0359 – 1 – Block 40A;
- 88-0413 – 1 – Block 40B;
- od 88-0415 do 88-0416 – 2 – Block 40B;
- od 88-0418 do 88-0419 – 2 – Block 40B;
- od 88-0421 do 88-0422 – 2 – Block 40B;
- od 88-0424 do 88-0426 – 3 – Block 40B;
- od 88-0428 do 88-0433 – 6 – Block 40B;
- od 88-0435 do 88-0440 – 6 – Block 40B;
- 88-0441 – 1 – Block 40C;
- od 88-0443 do 88-0444 – 2 – Block 40C;
- od 88-0446 do 88-0447 – 2 – Block 40C;
- od 88-0449 do 88-0450 – 2 – Block 40C;
- od 88-0452 do 88-0454 – 3 – Block 40C;
- od 88-0456 do 88-0457 – 2 – Block 40C;
- od 88-0459 do 88-0460 – 2 – Block 40C;
- od 88-0462 do 88-0463 – 2 – Block 40C;
- od 88-0465 do 88-0468 – 4 – Block 40C;
- od 88-0470 do 88-0471 – 2 – Block 40C;
- od 88-0473 do 88-0474 – 2 – Block 40C;
- od 88-0476 do 88-0477 – 2 – Block 40C;
- od 88-0479 do 88-0480 – 2 – Block 40C;
- od 88-0482 do 88-0483 – 2 – Block 40C;
- od 88-0485 do 88-0486 – 2 – Block 40C;
- od 88-0488 do 88-0489 – 2 – Block 40C;
- od 88-0491 do 88-0492 – 2 – Block 40C;
- od 88-0494 do 88-0495 – 2 – Block 40C;
- od 88-0497 do 88-0498 – 2 – Block 40D;
- od 88-0500 do 88-0501 – 2 – Block 40D;
- od 88-0503 do 88-0504 – 2 – Block 40D;
- od 88-0506 do 88-0507 – 2 – Block 40D;
- od 88-0509 do 88-0510 – 2 – Block 40D;
- od 88-0512 do 88-0513 – 2 – Block 40D;
- od 88-0515 do 88-0516 – 2 – Block 40D;
- od 88-0518 do 88-0519 – 2 – Block 40D;
- od 88-0521 do 88-0523 – 3 – Block 40D;
- od 88-0525 do 88-0526 – 2 – Block 40D;
- od 88-0528 do 88-0529 – 2 – Block 40D;
- od 88-0531 do 88-0533 – 3 – Block 40D;
- od 88-0535 do 88-0538 – 4 – Block 40D;
- od 88-0540 do 88-0541 – 2 – Block 40D;
- od 88-0543 do 88-0544 – 2 – Block 40D;
- od 88-0546 do 88-0547 – 2 – Block 40D;
- od 88-0549 do 88-0550 – 2 – Block 40D;
- od 89-2000 do 89-2001 – 2 – Block 40E;
- 89-2003 – 1 – Block 40E;
- od 89-2005 do 89-2006 – 2 – Block 40E;
- od 89-2008 do 89-2009 – 2 – Block 40E;
- 89-2011 – 1 – Block 40E;
- od 89-2013 do 89-2016 – 4 – Block 40E;
- 89-2018 – 1 – Block 40E;
- od 89-2020 do 89-2021 – 2 – Block 40E;
- od 89-2023 do 89-2024 – 2 – Block 40E;
- od 89-2026 do 89-2027 – 2 – Block 40E;
- od 89-2029 do 89-2030 – 2 – Block 40E;
- od 89-2032 do 89-2033 – 2 – Block 40E;
- od 89-2035 do 89-2036 – 2 – Block 40E;
- od 89-2038 do 89-2039 – 2 – Block 40E;
- od 89-2041 do 89-2044 – 4 – Block 40E;
- od 89-2046 do 89-2047 – 2 – Block 40E;
- od 89-2049 do 89-2050 – 2 – Block 40E;
- 89-2052 – 1 – Block 40E;
- 89-2054 – 1 – Block 40E;
- 89-2055 – 1 – Block 40F;
- od 89-2057 do 89-2058 – 2 – Block 40F;
- od 89-2060 do 89-2069 – 10 – Block 40F;
- od 89-2071 do 89-2072 – 2 – Block 40F;
- od 89-2074 do 89-2075 – 2 – Block 40F;
- od 89-2077 do 89-2078 – 2 – Block 40F;
- od 89-2080 do 89-2081 – 2 – Block 40F;
- od 89-2083 do 89-2084 – 2 – Block 40F;
- od 89-2086 do 89-2087 – 2 – Block 40F;
- 89-2090 – 1 – Block 40F;
- od 89-2092 do 89-2093 – 2 – Block 40F;
- od 89-2095 do 89-2096 – 2 – Block 40F;
- 89-2099 – 1 – Block 40F;
- od 89-2101 do 89-2102 – 2 – Block 40F;
- od 89-2103 do 89-2105 – 3 – Block 40G;
- 89-2108 – 1 – Block 40G;
- od 89-2110 do 89-2111 – 3 – Block 40G;
- 89-2113 – 1 – Block 40G;
- od 89-2115 do 89-2116 – 2 – Block 40G;
- od 89-2118 do 89-2119 – 2 – Block 40G;
- od 89-2121 do 89-2122 – 2 – Block 40G;
- od 89-2124 do 89-2125 – 2 – Block 40G;
- 89-2127 – 1 – Block 40G;
- od 89-2130 do 89-2131 – 2 – Block 40G;
- od 89-2133 do 89-2134 – 2 – Block 40G;
- od 89-2136 do 89-2137 – 2 – Block 40G;
- od 89-2139 do 89-2140 – 2 – Block 40G;
- 89-2143 – 1 – Block 40G;
- 89-2144 – 1 – Block 40H;
- od 89-2146 do 89-2147 – 2 – Block 40H;
- od 89-2149 do 89-2150 – 2 – Block 40H;
- od 89-2152 do 89-2153 – 2 – Block 40H;
- 90-0703 – 1 – Block 40H;
- od 90-0709 do 90-0711 – 3 – Block 40H;
- 90-0714 – 1 – Block 40H;
- od 90-0717 do 90-0718 – 2 – Block 40H;
- od 90-0723 do 90-0725 – 3 – Block 40H;
- od 90-0733 do 90-0736 – 4 – Block 40H;
- od 90-0742 do 90-0745 – 4 – Block 40J;
- 90-0753 – 1 – Block 40J;
- 90-0756 – 1 – Block 40J;
- 90-0763 – 1 – Block 40J;
- od 90-0771 do 90-0776 – 6 – Block 40K.

### F-16D Block 40
- od 87-0391 do 87-0393 – 3 – Block 40A;
- 88-0168 – 1 – Block 40C;
- od 88-0171 do 88-0174 – 4 – Block 40D;
- od 89-2166 do 89-2169 – 4 – Block 40F;
- 89-2171 – 1 – Block 40F;
- od 89-2172 do 89-2174 – 3 – Block 40G;
- 89-2176 – 1 – Block 40G;
- 89-2178 – 1 – Block 40G;
- 90-0777 – 1 – Block 40H;
- od 90-0779 do 90-0780 – 2 – Block 40H;
- 90-0782 – 1 – Block 40H;
- 90-0784 – 1 – Block 40H;
- od 90-0791 do 90-0792 – 2 – Block 40J;
- od 90-0794 do 90-0796 – 3 – Block 40J;
- od 90-0797 do 90-0800 – 4 – Block 40K.

### F-16C Block 42
- 87-0356 – 1 – Block 42A
- 87-0358 – 1 – Block 42A;
- 88-0412 – 1 – Block 42A;
- 88-0414 – 1 – Block 42B;
- 88-0417 – 1 – Block 42B;
- 88-0420 – 1 – Block 42B;
- 88-0423 – 1 – Block 42B;
- 88-0427 – 1 – Block 42B;
- 88-0434 – 1 – Block 42B;
- 88-0442 – 1 – Block 42C;
- 88-0445 – 1 – Block 42C;
- 88-0448 – 1 – Block 42C;
- 88-0451 – 1 – Block 42C;
- 88-0455 – 1 – Block 42C;
- 88-0458 – 1 – Block 42C;
- 88-0461 – 1 – Block 42C;
- 88-0464 – 1 – Block 42C;
- 88-0469 – 1 – Block 42C;
- 88-0472 – 1 – Block 42C;
- 88-0475 – 1 – Block 42C;
- 88-0478 – 1 – Block 42C;
- 88-0481 – 1 – Block 42C;
- 88-0484 – 1 – Block 42C;
- 88-0487 – 1 – Block 42C;
- 88-0490 – 1 – Block 42C;
- 88-0493 – 1 – Block 42C;
- 88-0496 – 1 – Block 42C;
- 88-0499 – 1 – Block 42D;
- 88-0502 – 1 – Block 42D;
- 88-0505 – 1 – Block 42D;
- 88-0508 – 1 – Block 42D;
- 88-0511 – 1 – Block 42D;
- 88-0514 – 1 – Block 42D;
- 88-0517 – 1 – Block 42D;
- 88-0520 – 1 – Block 42D;
- 88-0524 – 1 – Block 42D;
- 88-0527 – 1 – Block 42D;
- 88-0530 – 1 – Block 42D;
- 88-0534 – 1 – Block 42D;
- 88-0539 – 1 – Block 42D;
- 88-0542 – 1 – Block 42D;
- 88-0545 – 1 – Block 42D;
- 88-0548 – 1 – Block 42D;
- 89-2002 – 1 – Block 42E;
- 89-2004 – 1 – Block 42E;
- 89-2007 – 1 – Block 42E;
- 89-2010 – 1 – Block 42E;
- 89-2012 – 1 – Block 42E;
- 89-2017 – 1 – Block 42E;
- 89-2019 – 1 – Block 42E;
- 89-2022 – 1 – Block 42E;
- 89-2025 – 1 – Block 42E;
- 89-2028 – 1 – Block 42E;
- 89-2031 – 1 – Block 42E;
- 89-2034 – 1 – Block 42E;
- 89-2037 – 1 – Block 42E;
- 89-2040 – 1 – Block 42E;
- 89-2045 – 1 – Block 42E;
- 89-2048 – 1 – Block 42E;
- 89-2051 – 1 – Block 42E;
- 89-2053 – 1 – Block 42E;
- 89-2056 – 1 – Block 42F;
- 89-2059 – 1 – Block 42F;
- 89-2070 – 1 – Block 42F;
- 89-2073 – 1 – Block 42F;
- 89-2076 – 1 – Block 42F;
- 89-2079 – 1 – Block 42F;
- 89-2082 – 1 – Block 42F;
- 89-2085 – 1 – Block 42F;
- od 89-2088 do 89-2089 – 2 – Block 42F;
- 89-2091 – 1 – Block 42F;
- 89-2094 – 1 – Block 42F;
- od 89-2097 do 89-2098 – 2 – Block 42F;
- 89-2100 – 1 – Block 42F;
- od 89-2106 do 89-2107 – 2 – Block 42G;
- 89-2109 – 1 – Block 42G;
- 89-2112 – 1 – Block 42G;
- 89-2114 – 1 – Block 42G;
- 89-2117 – 1 – Block 42G;
- 89-2120 – 1 – Block 42G;
- 89-2123 – 1 – Block 42G;
- 89-2126 – 1 – Block 42G;
- od 89-2128 do 89-2129 – 2 – Block 42G;
- 89-2132 – 1 – Block 42G;
- 89-2135 – 1 – Block 42G;
- 89-2138 – 1 – Block 42G;
- od 89-2141 do 89-2142 – 2 – Block 42G;
- 89-2145 – 1 – Block 42H;
- 89-2148 – 1 – Block 42H;
- 89-2151 – 1 – Block 42H;
- 89-2154 – 1 – Block 42H;
- od 90-0700 do 90-0702 – 3 – Block 42H;
- od 90-0704 do 90-0708 – 5 – Block 42H;
- od 90-0712 do 90-0713 – 2 – Block 42H;
- od 90-0715 do 90-0716 – 2 – Block 42H;
- od 90-0719 do 90-0722 – 4 – Block 42H;
- od 90-0726 do 90-0732 – 7 – Block 42H;
- od 90-0737 do 90-0740 – 4 – Block 42H;
- 90-0741 – 1 – Block 42J;
- od 90-0746 do 90-0752 – 7 – Block 42J;
- od 90-0754 do 90-0755 – 2 – Block 42J;
- od 90-0757 do 90-0762 – 6 – Block 42J;
- od 90-0764 do 90-0768 – 5 – Block 42J;
- od 90-0769 do 90-0770 – 2 – Block 42K.

### F-16D Block 42

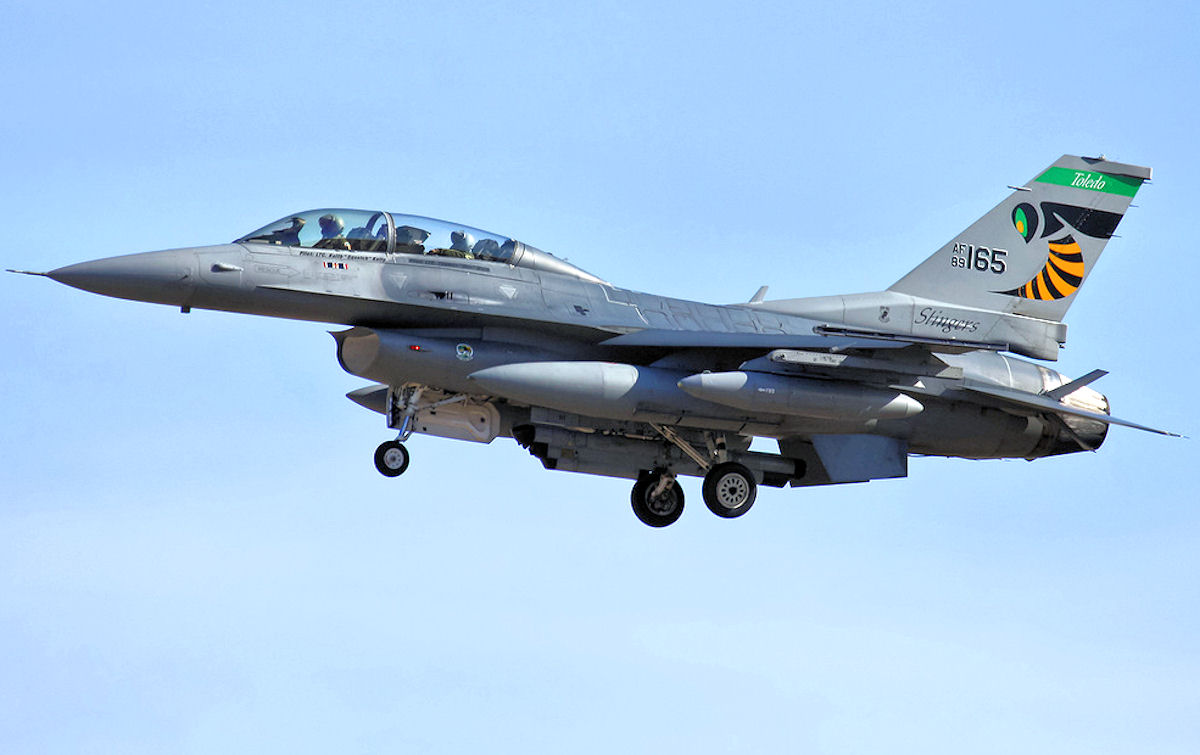
F-16D Block 42F

- od 87-0394 do 87-0396 – 3 – Block 42A;
- od 88-0153 do 88-0165 – 13 – Block 42A;
- 88-0167 – 1 – Block 42C;
- 88-0169 – 1 – Block 42C;
- 88-0170 – 1 – Block 42D;
- 88-0175 – 1 – Block 42D;
- od 89-2155 do 89-2159 – 5 – Block 42E;
- od 89-2160 do 89-2165 – 6 – Block 42F;
- 89-2170 – 1 – Block 42G;
- 89-2175 – 1 – Block 42G;
- 89-2177 – 1 – Block 42G;
- 89-2179 – 1 – Block 42G;
- 90-0778 – 1 – Block 42H;
- 90-0781 – 1 – Block 42H;
- 90-0783 – 1 – Block 42H;
- od 90-0785 do 90-0787 – 3 – Block 42H;
- od 90-0788 do 90-0790 – 3 – Block 42J;
- 90-0793 – 1 – Block 42J.

### F-16C Block 50

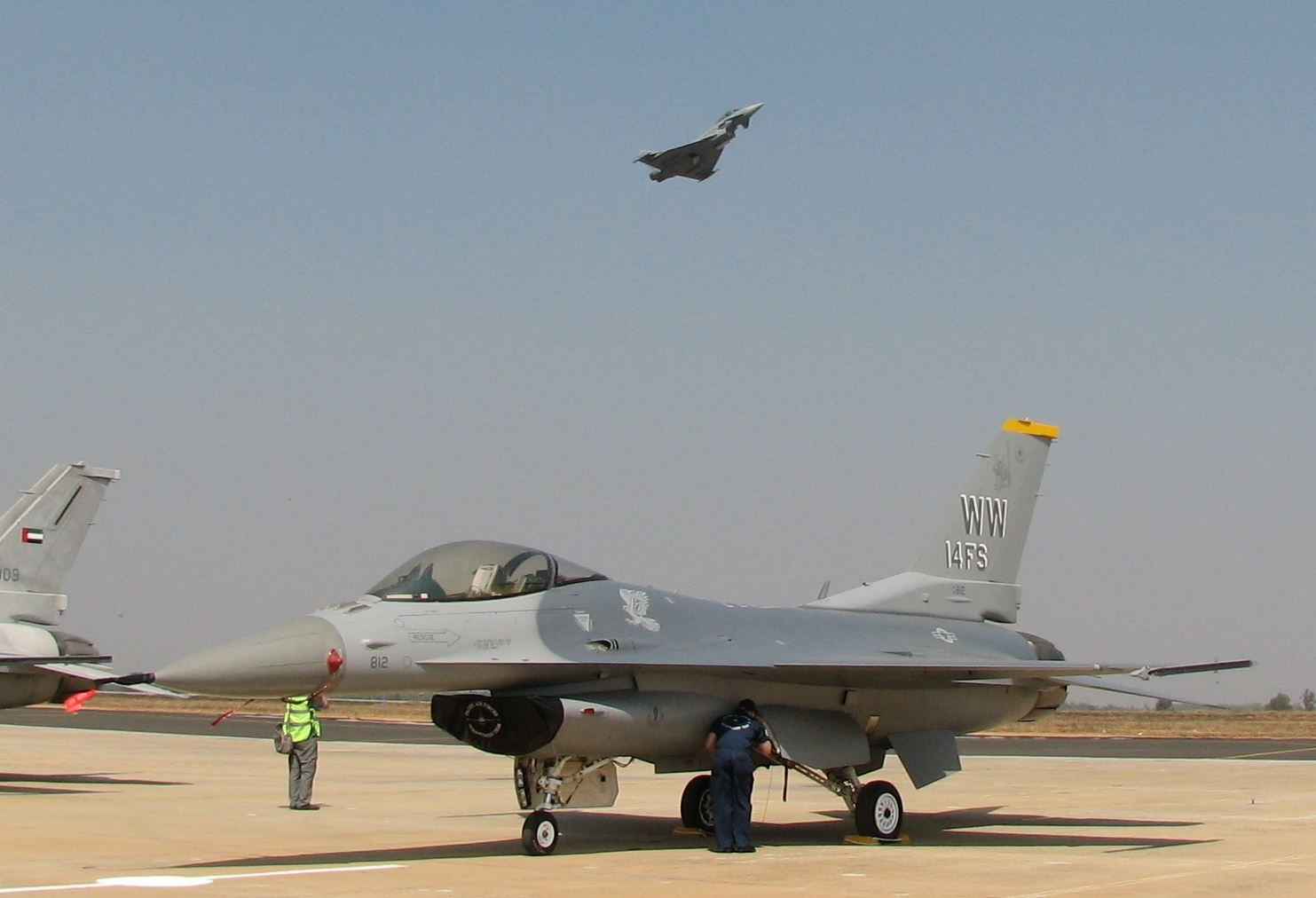
Amerykański F-16C Block 50A; w powietrzu niemiecki Eurofighter Typhoon

- od 90-0801 do 90-0804 – 4 – Block 50;
- od 90-0805 do 90-0808 – 4 – Block 50A;
- od 90-0810 do 90-0812 – 3 – Block 50A;
- od 90-0813 do 90-0833 – 21 – Block 50B;
- od 91-0336 do 91-0338 – 3 – Block 50B;
- od 91-0339 do 91-0359 – 21 – Block 50C;
- od 91-0360 do 91-0361 – 2 – Block 50D;
- od 91-0363 do 91-0369 – 7 – Block 50D;
- od 91-0371 do 91-0373 – 3 – Block 50D;
- od 91-0375 do 91-0385 – 11 – Block 50D;
- od 91-0387 do 91-0391 – 5 – Block 50D;
- od 91-0394 do 91-0400 – 7 – Block 50D;
- od 91-0402 do 91-0403 – 2 – Block 50D;
- od 91-0405 do 91-0412 – 8 – Block 50D;
- od 91-0414 do 91-0423 – 10 – Block 50D;
- od 92-3883 do 92-3884 – 2 – Block 50P;
- od 92-3886 do 92-3887 – 2 – Block 50P;
- od 92-3891 do 92-3895 – 5 – Block 50P;
- 92-3897 – 1 – Block 50P;
- od 92-3900 do 92-3901 – 2 – Block 50P;
- 92-3904 – 1 – Block 50P;
- od 92-3906 do 92-3907 – 2 – Block 50P;
- 92-3910 – 1 – Block 50P;
- od 92-3912 do 92-3913 – 2 – Block 50P;
- 92-3915 – 1 – Block 50P;
- od 92-3918 do 92-3921 – 4 – Block 50P;
- 92-3923 – 1 – Block 50P;
- 93-0532 – 1 – Block 50Q;
- 93-0534 – 1 – Block 50Q;
- 93-0536 – 1 – Block 50Q;
- 93-0538 – 1 – Block 50Q;
- 93-0540 – 1 – Block 50Q;
- 93-0542 – 1 – Block 50Q;
- 93-0544 – 1 – Block 50Q;
- 93-0546 – 1 – Block 50Q;
- 93-0548 – 1 – Block 50Q;
- 93-0550 – 1 – Block 50Q;
- 93-0552 – 1 – Block 50Q;
- 93-0554 – 1 – Block 50Q;
- od 94-0038 do 94-0049 – 12 – Block 50?;
- 99-0082 – 1 – Block 50?.

### F-16D Block 50
- od 90-0834 do 90-0838 – 5 – Block 50A;
- od 90-0840 do 90-0841 – 2 – Block 50A;
- od 90-0842 do 90-0849 – 8 – Block 50B;
- od 91-0462 do 91-0465 – 4 – Block 50C;
- od 91-0468 do 91-0469 – 2 – Block 50D;
- od 91-0471 do 91-0472 – 2 – Block 50D;
- 91-0474 – 1 – Block 50D;
- od 91-0476 do 91-0477 – 2 – Block 50D;
- od 91-0480 do 91-0481 – 2 – Block 50D

### F-16C Block 52
- 90-0809 – 1 – Block 52A;
- 91-0362 – 1 – Block 52D;
- 91-0370 – 1 – Block 52D;
- 91-0374 – 1 – Block 52D;
- 91-0386 – 1- Block 52D;
- od 91-0392 do 91-0393 – 2 – Block 52D;
- 91-0401 – 1 – Block 52D;
- 91-0404 – 1 – Block 52D;
- 91-0413 – 1 – Block 52D;
- od 92-3880 do 92-3882 – 3 – Block 52P;
- 92-3885 – 1 – Block 52P;
- od 92-3888 do 92-3890 – 3 – Block 52P;
- 92-3896 – 1 – Block 52P;
- od 92-3898 do 92-3899 – 2 – Block 52P;
- od 92-3902 do 92-3903 – 2 – Block 52P;
- 92-3905 – 1 – Block 52P;
- od 92-3908 do 92-3909 – 2 -Block 52P;
- 92-3911 – 1 – Block 52P;
- 92-3914 – 1 – Block 52P;
- od 92-3916 do 92-3917 – 2 – Block 52P;
- 92-3922 – 1 – Block 52P;
- 93-0531 – 1 – Block 52Q;
- 93-0533 – 1 – Block 52Q;
- 93-0535 – 1 – Block 52Q;
- 93-0537 – 1 – Block 52Q;
- 93-0539 – 1 – Block 52Q;
- 93-0541 – 1 – Block 52Q;
- 93-0543 – 1 – Block 52Q;
- 93-0545 – 1 – Block 52Q;
- 93-0547 – 1 – Block 52Q;
- 93-0549 – 1 – Block 52Q;
- 93-0551 – 1 – Block 52Q;
- 93-0553 – 1 – Block 52Q.

### F-16D Block 52
- 90-0839 – 1 – Block 52A;
- od 91-0466 do 91-0467 – 2 – Block 52D;
- 91-0470 – 1 – Block 52D;
- 91-0473 – 1 – Block 52D;
- 91-0475 – 1 – Block 52D;
- od 91-0478 do 91-0479 – 2 – Block 52D;
- od 92-3924 do 92-3927 – 4 – Block 52P.

## Tajlandia
Królewskie Tajskie Siły Powietrzne

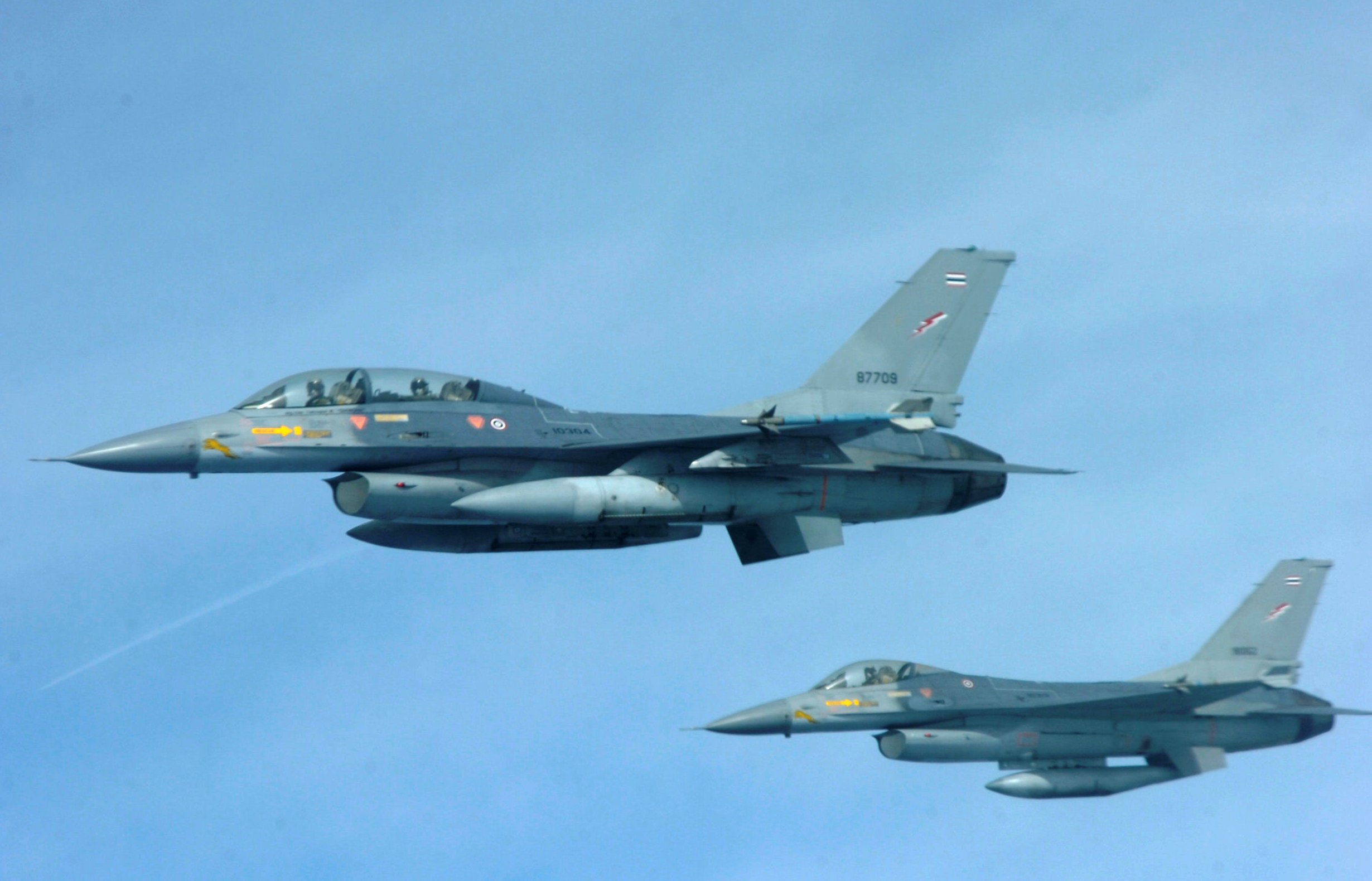
Tajlandzkie F-16B i F-16A

W 1985 Tajlandia zwróciła się do USA o zakup F-16, które miały stanowić przeciwwagę dla wietnamskich MiG-23. Początkowo miały to być F-16/J79, lecz ostatecznie Kongres wyraził zgodę na sprzedaż F-16A/B Block 15 OCU. Łącznie w trzech partiach, w 1988, 1990 i w 1995 otrzymano 26 F-16 i 10 F-16B, wszystkie w wersji Block 15 OCU. W samoloty te wyposażono 103. Dywizjon 1. Skrzydła z Korat i 403. Dywizjon z 4. Skrzydła z Takhli. Jednostki te spełniają głównie funkcję OP, ale mogą też być wykorzystane jako uderzeniowe. W 2002 roku dołączył do nich wykorzystywane wcześniej przez US National Guard F-16 Block 15 ADF (15 A i 1 B) oraz 2 F-16 Block 10 OCU jako skarbnica części. W 2004 Singapur przekazał nieodpłatnie 3 F-16A i 4 F-16 B Block 15 OCU w zamian za użyczenie tajskich baz do celów treningowych. 18 F-16A/B Block 15 jest modernizowanych do wersji MLU.
(59 F-16A/B)

### F-16A Block 15 OCU
- 86-378 (10305) – 1 – Block 15AA OCU (1988);
- od 87-0702 do 87-0708 (od 10306 do 10312) – 7 – Block 15AB OCU (1988);
- od 91-0062 do 91-0067 (od 10313 do 10318 – 6 – Block 15AJ OCU (1990-91) (1 utracono);
- od 90-7020 do 90-7023 (od 40307 do 40310) – 4 – Block 15AY OCU (1995-96);
- od 90-7024 do 90-7031 (od 40311 do 40318) – 8 – Block 15AZ OCU (1995-96) (1 utracono);
- od 87-0397 do 87-0399 (od 10323 do 10325) – 3 – Block 15AA OCU (ex-singapurskie).

### F-16B Block 15 OCU
- od 86-0379 do 86-0381 (od 10301 do 10303) – 3 – Block 15AA OCU (1988);
- 87-0709 (10304) – 1 – Block 15AB OCU (1988);
- od 90-7032 do 90-7035 (od 40301 do 40304) – 4 – Block 15AX OCU (1995);
- od 90-7036 do 90-7037 (od 40305 do 40306) – 2 – Block 15AZ OCU (1995).
- 87-0401 (10319) – 1 – Block 15Z OCU (ex-singapurski);
- od 86-0402 do 86-0403 (od 10320 do 10321) – 2 – Block 15AA OCU (ex-singapurskie);
- 87-0404 (10322) – 1 – Block 15AB OCU (ex-singapurski).

### F-16A Block 15 ADF
(ex-amerykańskie, 2002-03)
- od 80-0575 do 80-0576 (10211 i 10206) – 2 – Block 15A ADF;
- 81-0668 (10202) – 1 – Block 15C ADF (utracony);
- 81-0690 (10207) – 1 – Block 15D ADF;
- 81-0703 (10213) – 1 – Block 15D ADF;
- 81-0754 (10208) – 1 – Block 15F ADF;
- 81-0765 (10209) – 1 – Block 15G ADF;
- 81-0774 (10212) – 1 – Block 15G ADF (utracony);
- 81-0775 (10203) – 1 – Block 15G ADF;
- 81-0784 (10214) – 1 – Block 15G ADF;
- 81-0797 (10204) – 1 – Block 15H ADF;
- 82-0981 (10205) – 1 – Block 15M ADF;
- 82-0987 (10215) – 1 – Block 15N ADF;
- 82-0989 (10216) – 1 – Block 15N ADF;
- 82-1008 (10210) – 1 – Block 15P ADF.

### F-16B Block 15 ADF
- 82-1032 (10201) – 1 – Block 15K ADF (ex-amerykański, 2002).

## Tajwan
Siły Powietrzne Republiki Chińskiej

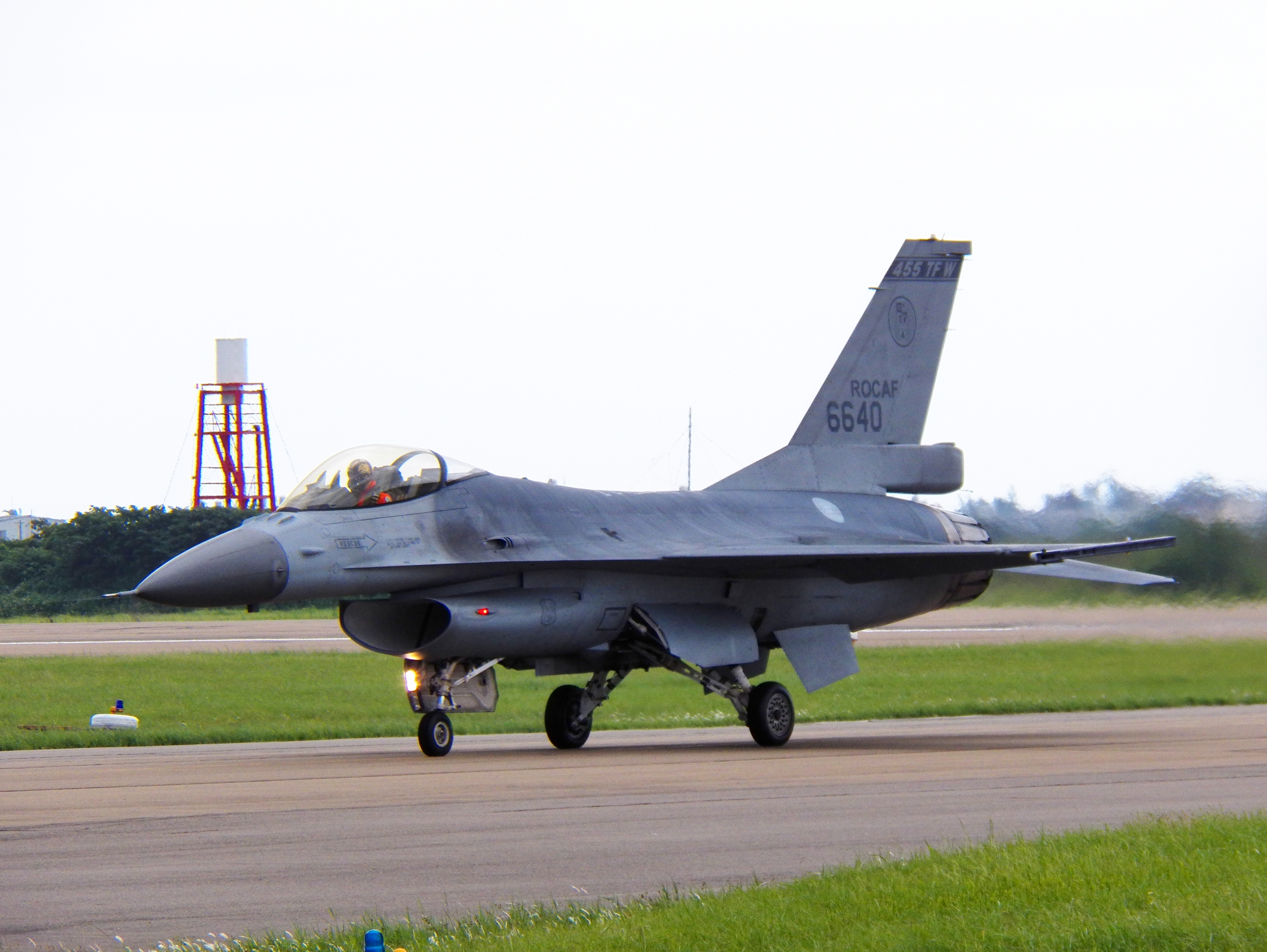
Tajwański F-16A

Tajwan starał się o zakup F-16 (chodziło o wersję F-16/J79) jeszcze w 1979. Jednak poprawiające się stosunku USA-Chiny spowodowały wstrzymanie sprzedaży tych samolotów (na życzenie Chińskiej Republiki Ludowej). Tajwan opracował wówczas własny samolot wielozadaniowy Cheng Fuo, wykorzystując cichą pomoc technologiczną USA. Ostatecznie jednak w 1992 prezydent George Bush zgodził się na sprzedaż 120 samolotów F-16 do Tajwanu (równolegle zakupiono też 60 Mirage 2000, by przyśpieszyć proces unowocześniania lotnictwa Tajwanu). Wszystkie tajwańskie F-16, 80 F-16A i 40 F-16B, zbudowano w specjalnej wersji Block 20.
Pierwsze samoloty przekazano Tajwanowi w lipcu 1996. Początkowo trafiły one do 21. FS z bazy Luke w Arizonie, gdzie prowadzono szkolenie pilotów. Pierwsze samoloty przebazowano do Tajwanu w kwietniu 1997. Samoloty te wprowadzono do uzbrojenia 21. Taktycznego Dywizjonu Myśliwskiego (zbieżność numerów – przypadkowa) z 4. Taktycznego Skrzydła Myśliwskiego Tajwanu (znanego również jako 455. Skrzydło), stacjonującego w Jiayi. Kolejnym dywizjonem był 22. TFS, który otrzymał F-16 w 1998, także bazował on w Jiayi i wchodził w skład 4. Skrzydła.
Kolejno, w latach 1999–2000 przezbrojono na F-16 trzy dywizjony 5. (401.) Taktycznego Skrzydła Myśliwskiego, bazującego w Taoyuan. W skrzydle tym w F-16 wyposażono 15. i 16. Taktyczne Dywizjony Myśliwskie (według innych źródeł – 26. i 27.) oraz 17. Taktyczny Dywizjon Myśliwski i 12. Dywizjon Rozpoznania Taktycznego. Samoloty tego ostatniego zostały wyposażone w zasobniki rozpoznawcze LOROP. Jednocześnie w 4. Skrzydle na F-16 przezbrojono kolejne, 14. i 23 TFS. Ostatnią jednostką tajwańską F-16 jest 46. Dywizjon z 7. (737.) Skrzydła, który bazuje w Taidong. Ta ostatnia jednostka pełni też funkcję agresorów, służąc do treningu pilotów.
Początkowo Tajwan otrzymał jedynie pociski AIM-9M i AGM-65B, ale w 2000 dostarczono też AIM-120 AMRAAM, AGM-65G i przeciwokrętowe AGM-84 Harpoon, w które także wyposażono tajwańskie F-16.
W 2017 roku podpisano umowę w sprawie modernizacji wszystkich F-16A/B posiadanych przez wojska lotnicze Republiki Chińskiej do standardu V. Prace prowadzi tajwańskie przedsiębiorstwo Aerospace Industrial Development Corporation we współpracy z Lockheedem Martinem. Odbiór pierwszego F-16V nastąpił 19 października 2018 roku.

### F-16A Block 20
- od 93-0702 do 93-0821 (od 6601 do 6720) – 120 – Block 20.

### F-16B Block 20
- od 93-0822 do 93-0851 (od 6801 do 6830) – 30 – Block 20.

## Turcja
Tureckie Siły Powietrzne

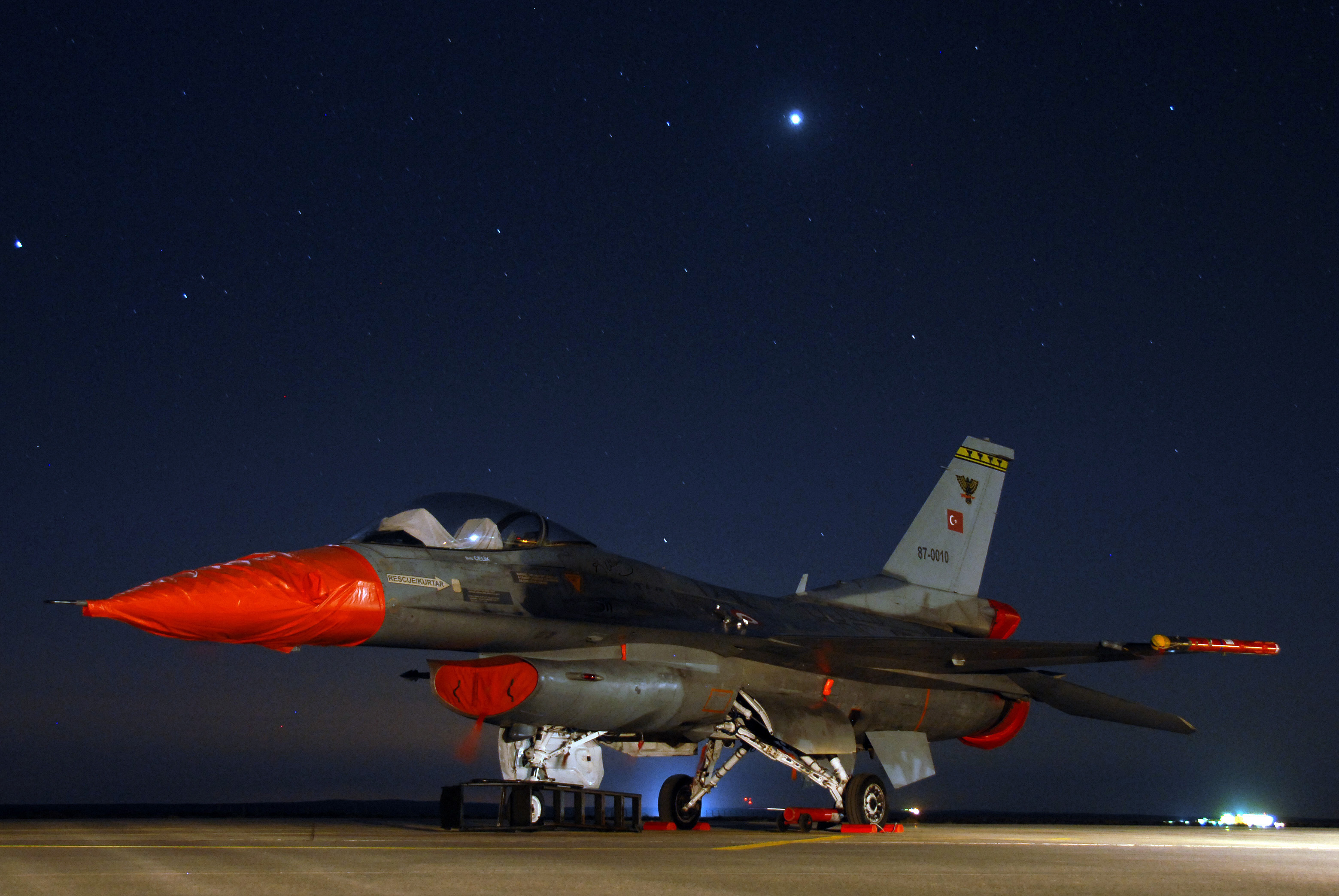
Turecki F-16

Turcja otrzymała pierwsze F-16C/D w 1987 roku, co oznaczało znaczne unowocześnienie Türk Hava Kuvvetleri, do tej pory wyposażanego głównie samoloty oddawane przez pozostałe państwa NATO.
Kontrakt na zakup 160 F-16C/D podpisano w 1983 roku. Dwa lata później dostarczono do zakładów TUSAS (znanych też jako TAI – Turkish Aerospace Industry) części dwóch F-16C i sześciu F-16D Block 30, które zmontowano w Turcji. 20 października 1987 roku w Turcji oblatano pierwszego F-16C Block 30, zbudowany już całkowicie w TUSAS. Łącznie Tureckie Siły Powietrzne otrzymały 34 F-16C i 9 F-16D Block 30 oraz 126 F-16C i 21 F-16D Block 40, razem 160 F-16C i 30 F-16D. Kolejne maszyny, 26 F-16C i 14 F-16D dostarczono w postaci Block 50 do 1999 roku. W latach 2011–2012 dostarczono finalne 14 F-16C i 16 F-16D w wersji Block 50+. Podniosło to ogólną liczbę dostarczonych tureckich F-16 do 270 samolotów, a flotę operacyjną do około 240 sztuk. 165 starszych F-16 ma być doprowadzonych do wariantu Block 50 w ramach CCIP.
W Turcji w F-16 wyposażono: 4. Skrzydło (Murted), 141. Dywizjon (Block 40), 142. Dywizjon (Block 30) i szkolny Öncel Filo (Block 30), 5. Skrzydło (Merzifon) – 151. i 152. Dywizjon (Block 40), 6. Skrzydło (Bandirma) – 161. i 162. Dywizjon (Block 40), 8. Skrzydło (Diyarbakır) – 181. Dywizjon (Block 40) i 182. Dywizjon (Block 50) oraz 9. Skrzydło (Balikesir) – 191. i 192. Dywizjon (Block 40). Samoloty tureckie Block 40 są wyposażone w zasobniki LANTIRN, a Block 50 – w pociski Harm.
Poza wymienionymi samolotami TUSAS wyprodukował też 34 F-16C i 12 F-16D Block 40 dla Egiptu.
(270 F-16C/D, 8 z USA, pozostałe zmontowane w Turcji z amerykańskich podzespołów)

### F-16C Block 30
- od 86-0066 do 86-0067 (od 86-0066 do 86-0067) – 2 – Block 30B GenDyn;
- od 86-0068 do 86-0072 (od 86-0068 do 86-0072) – 5 – Block 30B TAI;
- od 87-0009 do 87-0018 (od 87-0009 do 87-0018) – 10 – Block 30B TAI;
- od 87-0019 do 87-0021 (od 87-0019 do 87-0021) – 3 – Block 30E TAI;
- od 88-0019 do 88-0032 (od 88-0019 do 88-0032) – 14 – Block 30E TAI.

### F-16D Block 30
- od 86-0191 do 86-0196 (od 86-0191 do 86-0196) – 6 – Block 30B GenDyn;
- od 87-0002 do 87-0003 (od 87-0002 do 87-0003) – 2 – Block 30D TAI;
- 88-0013 (88-0013) – 1 – Block 30E TAI.

### F-16C Block 40
- od 88-0033 do 88-0037 (od 88-0033 do 88-0037) – 5 – Block 40A TAI;
- od 89-0022 do 89-0033 (od 89-0022 do 89-0033) – 12 – Block 40A TAI;
- od 89-0034 do 89-0041 (od 89-0034 do 89-0041) – 8 – Block 40D TAI;
- od 90-0001 do 90-0009 (od 90-0001 do 90-0009) – 9 – Block 40D TAI;
- od 90-0010 do 90-0021 (od 90-0010 do 90-0021) – 12 – Block 40F TAI;
- od 91-0001 do 91-0005 (od 91-0001 do 91-0005) – 5 – Block 40F TAI;
- od 91-0006 do 91-0021 (od 91-0006 do 91-0021) – 16 – Block 40H TAI;
- od 92-0001 do 92-0017 (od 92-0001 do 92-0017) – 17 – Block 40L TAI;
- od 92-0018 do 92-0021 (od 92-0018 do 92-0021) – 4 – Block 40P TAI;
- od 93-0001 do 93-0014 (od 93-0001 do 93-0014) – 14 – Block 40P TAI;
- od 93-0657 do 93-0690 (od 93-0657 do 93-0690) – 34 – Block 40? TAI.

### F-16D Block 40
- od 88-0014 do 88-0015 (od 88-0014 do 88-0015) – 2 – Block 40A TAI;
- 89-0042 (89-0042) – 1 – Block 40A TAI;
- od 89-0043 do 89-0045 (od 89-0043 do 89-0045) – 3 – Block 40D TAI;
- od 90-0022 do 90-0024 (od 90-0022 do 90-0024) – 3 – Block 40F TAI;
- od 91-0022 do 91-0024 (od 91-0022 do 91-0024) – 3 – Block 40J TAI;
- od 92-0022 do 92-0024 (od 92-0022 do 92-0024) – 3 – Block 40L TAI;
- od 93-0691 do 93-0696 (od 93-0691 do 93-0696) – 6 – Block 40? TAI.

### F-16C Block 50

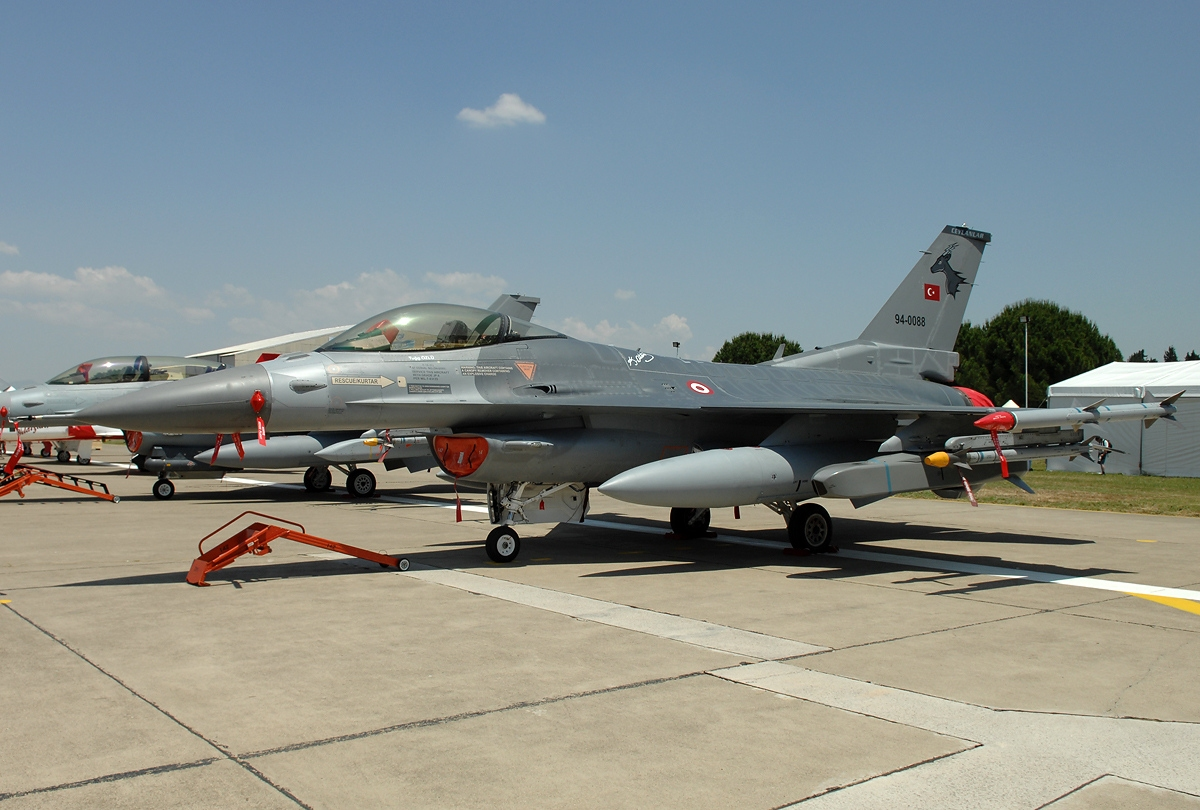
Turecki F-16C Block 50

- od 94-0071 do 94-0096 (od 94-0071 do 94-0096) – 26 – Block 50? TUSAS.

### F-16D Block 50
- od 94-0105 do 94-0110 (od 94-0105 do 94-0110) – 6 – Block 50? TAI;
- od 94-1557 do 94-1564 (od 94-1557 do 94-1564) – 8 – Block 50? TAI.

### F-16C Block 50+
- od 07-1001 do 07-1014 (od 07-1001 do 07-1014) – 14 – Block 50+ TAI.

### F-16D Block 50+
- od 07-1015 do 07-1030 (od 07-1015 do 07-1030) – 16 – Block 50+ TAI.

## Wenezuela
Wenezuelskie Siły Powietrzne

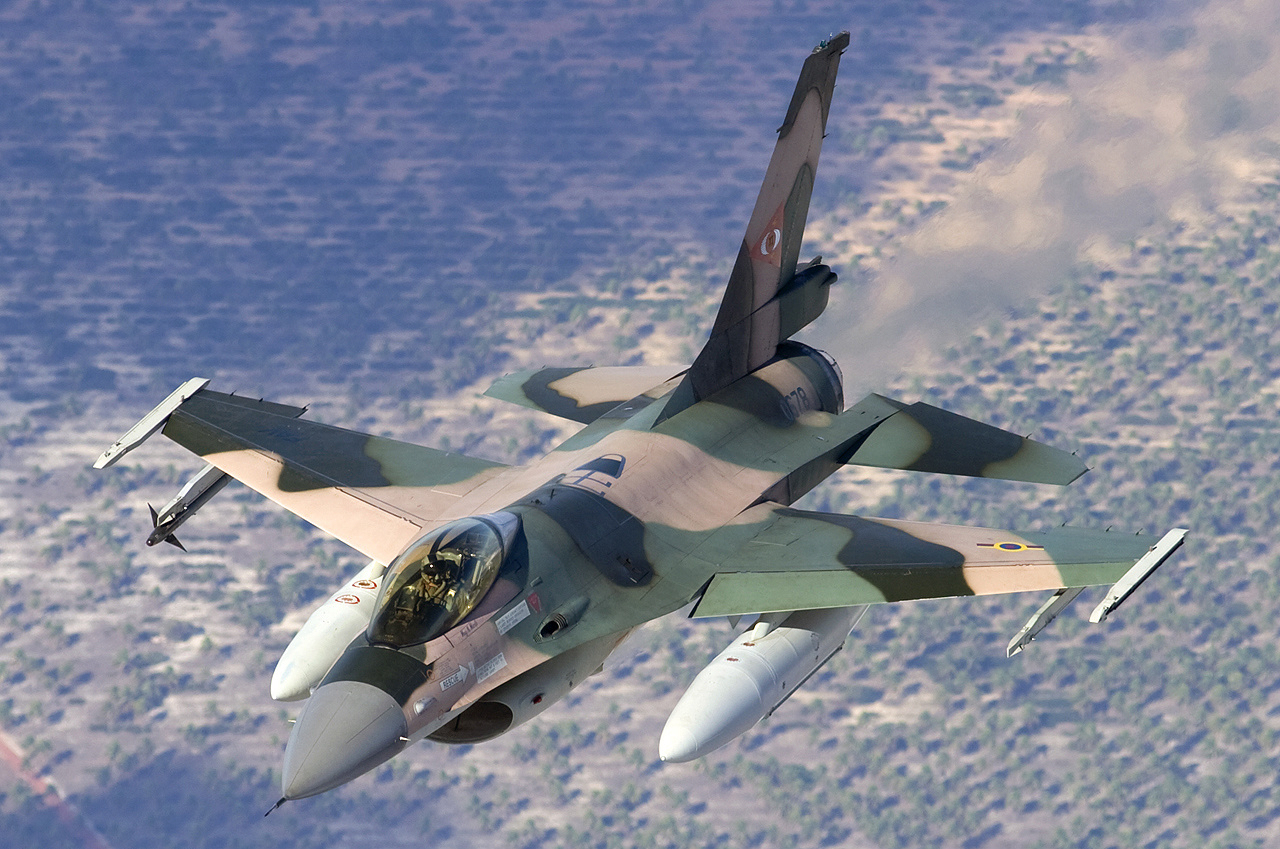
Wenezuelski F-16A

Wenezuela była jednym z pierwszych użytkowników F-16, jest też jednocześnie pierwszym państwem używającym te samoloty w Ameryce Południowej. Pierwsze samoloty dostarczono w listopadzie 1983. Łącznie Wenezueala zakupiła 18 F-16A i 6 F-16B, wszystkie Block 15. Samoloty te wyposażono w spadochrony hamujące, ze względu na możliwość przegrzewania się hamulców kół w gorącym klimacie Wenezueli.
W samoloty te wyposażono 161. i 162. Dywizjon z 16. Skrzydła w El Libertador pod Maracay. Są to jednostki wielozadaniowe, zarówno OP, jak i zwalczania celów naziemnych.
Bojowe użycie wenezuelskich F-16A nie jest znane. Samoloty tego typu występowały po stronie rządowej, w czasie próby przewrotu wojskowego. W czasie tych działań wenezuelskie F-16A zestrzeliły trzy samoloty rebeliantów. Z uwagi na bratobójczy charakter zestrzeleń, nie są one wliczane do ogólnej liczby zwycięstw uzyskanych na F-16.

### F-16A Block 15
- 82-1050 (1041) – 1 – Block 15K;
- od 82-1051 do 82-1052 (0051, 6611) – 2 – Block 15L;
- od 83-1186 do 83-1188 (8900, 0678, 3260) – 3 – Block 15T;
- od 84-1346 do 84-1353 (7268, 9068, 8924, 0094, 6023, 4226, 5422, 6426) – 8 – Block 15U;
- od 84-1354 do 84-1357 (4827, 9864, 3648, 0220) – 4 – Block 15V.

### F-16B Block 15
- od 82-1053 do 82-1055 (1715, 2179, 9581) – 3 – Block 15K;
- od 83-1189 do 83-1191 (2337, 7635, 9583) – 3 – Block 15T.

## Włochy
Włoskie Siły Powietrzne (2003-2012)

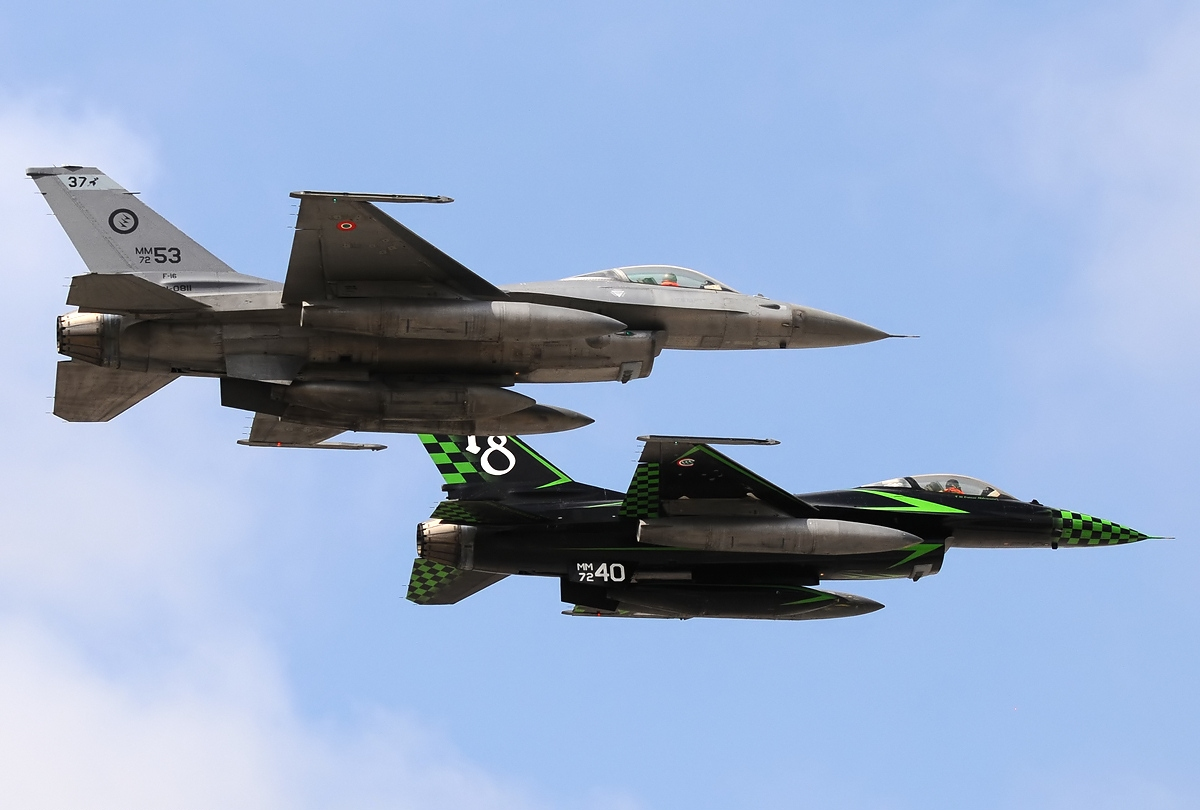
F-16A Włoskich Sił Powietrznych (jeden w malowaniu okolicznościowym)

Program wypożyczenia samolotów F-16 Peace Caesar był skutkiem zapotrzebowania na przejściowy samolot myśliwski do obrony przestrzeni powietrznej kraju w oczekiwaniu na wejście do służby nowych Typhoonów. Aeronautica Militare używała już od 1995 roku 24 Panavia Tornado ADV wypożyczonych na 10 lat od Brytyjczyków, które zastąpiły wykorzystywane od lat 70. F-104S Starfighter. Zbyt wysokie koszty utrzymania Tornad i dalsze opóźnienia Eurofightera przesądziły o zwrocie brytyjskich samolotów do 2004 roku i wyborze (spośród F-15, F-16 i Mirage’a 2000) innego myśliwca. 15 marca 2001 roku Włochy i USA podpisały umowę Foreign Military Sale na wypożyczenie 34 F-16 wraz ze szkoleniem pilotów i techników oraz wsparciem logistycznym przez 45.000 godzin lotu od 2003 do końca 2010 roku. Pierwsze trzy F-16 dotarły do bazy Trapani 28 czerwca 2003 roku. Ogółem do 2004 roku dostarczono 34 wyremontowane F-16A/B (30 w wariancie F-16A Block 15 ADF, 10 F-16B Block 10 OCU) i cztery sztuki jako magazyn części zamiennych. W 2009 roku Peace Caesar przedłużono do 31 maja 2012 roku, a całkowity nalot do 47.800 godzin, bez wzrostu kosztów umowy. Samoloty znajdowały się na uzbrojeniu trzech eskadr: 23 Gruppo w bazie Cervia (rozwiązana w 2010) oraz 10 Gruppo (przezbrojona na Eurofightery w 2010) i 18 Gruppo(rozwiązana w 2012) z bazy Trapani. Brały udział m.in. w operacjach nad Libią w 2011 r. W toku służby w różnych okolicznościach utracono sześć F-16A Block 15 ADF, żaden pilot nie zginął, a pięć maszyn spadło do morza.

## Zjednoczone Emiraty Arabskie

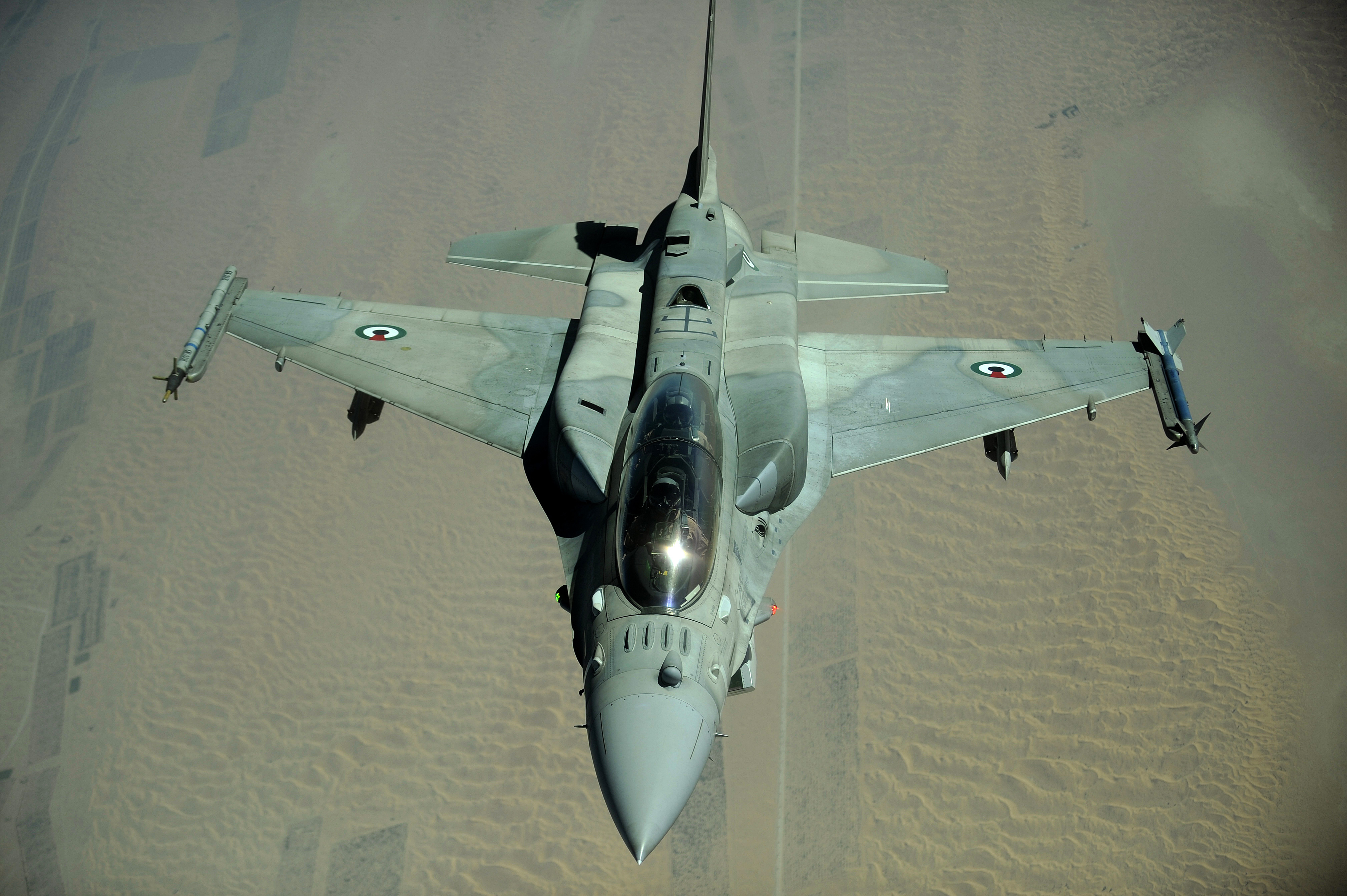
F-16F Desert Falcon

Siły Powietrzne Zjednoczonych Emiratów Arabskich
Zjednoczone Emiraty Arabskie są użytkiem najnowocześniejszych z F-16 w wersji Block 60 lub Desert Falcon, modyfikacje były na tyle głębokie, że zdecydowano się na kolejne w kolejności oznaczenia literowe E – wersji jednomiejscowej i F – dwumiejscowe, pierwotnie producent używał nazwy F-16U. Samolot pokonał w rywalizacji Dassault Rafale i Boeing F-15. Za stworzenie wersji block 60 i dostarczenie 80 samolotów ZEA zapłaciły 6,4 mld USD, dostawy miały miejsce w latach 2003–2006, czyli jeszcze przed rozpoczęciem produkcji 48 F-16C/D starszej wersji block 52 plus dla Polski, także polscy piloci byli szkoleni w USA równolegle z pilotami z ZEA. Samoloty otrzymały radar Northrop Grumman AN/APG-80 typu AESA z aktywnym skanowaniem fazowym, silniki General Electric F110-GE-132 o zwiększonym ciągu, dodatkowe systemy walki elektronicznej, całkowicie szklany kokpit (podobny do tego z F-22A) oraz zintergowano je z francuskimi kpr MBDA MICA zakupionymi dla Mirage 2000-9. Prace badawczo-rozwojowe warte 3 mld USD zostały w całości sfinansowane przez zamawiającego, co w przypadku eksportu tych technologii przez USA wymaga zapłacenia ZEA tantiem. Do samolotów zakupiono uzbrojenie warte 2 mld USD, w tym 491 AIM-120B AMRAAM, 267 AIM-9M Sidewinder, 163 AGM-88 HARM, 1163 AGM-65D/G Maverick, 52 AGM-84L Harpoon block II, później dokupiono także 218 AIM-9X-2 i 224 AIM-120C-7 oraz precyzyjne bomby: 1350 GBU-24 Paveway III, 888 GBU-12 Paveway II, 400 GBU-10 Paveway II, 700 zestawów Joint Direct Attack Munition dla ponad 1000 Mk 82 i 1024 Mk 84, 400 BLU-109 i 800 precyzyjnych bomb kasetowych serii CBU-97 (WCMD).

### F-16E Block 60
- od 00-6001 do 00-6055 (od 3026 do 3080) – 55 – Block 60.

### F-16F Block 60
- od 00-6056 do 00-6080 (od 3001 do 3025) – 25 – Block 60;

54 F-16E(1 utracono), 25 F-16F